# 三木市

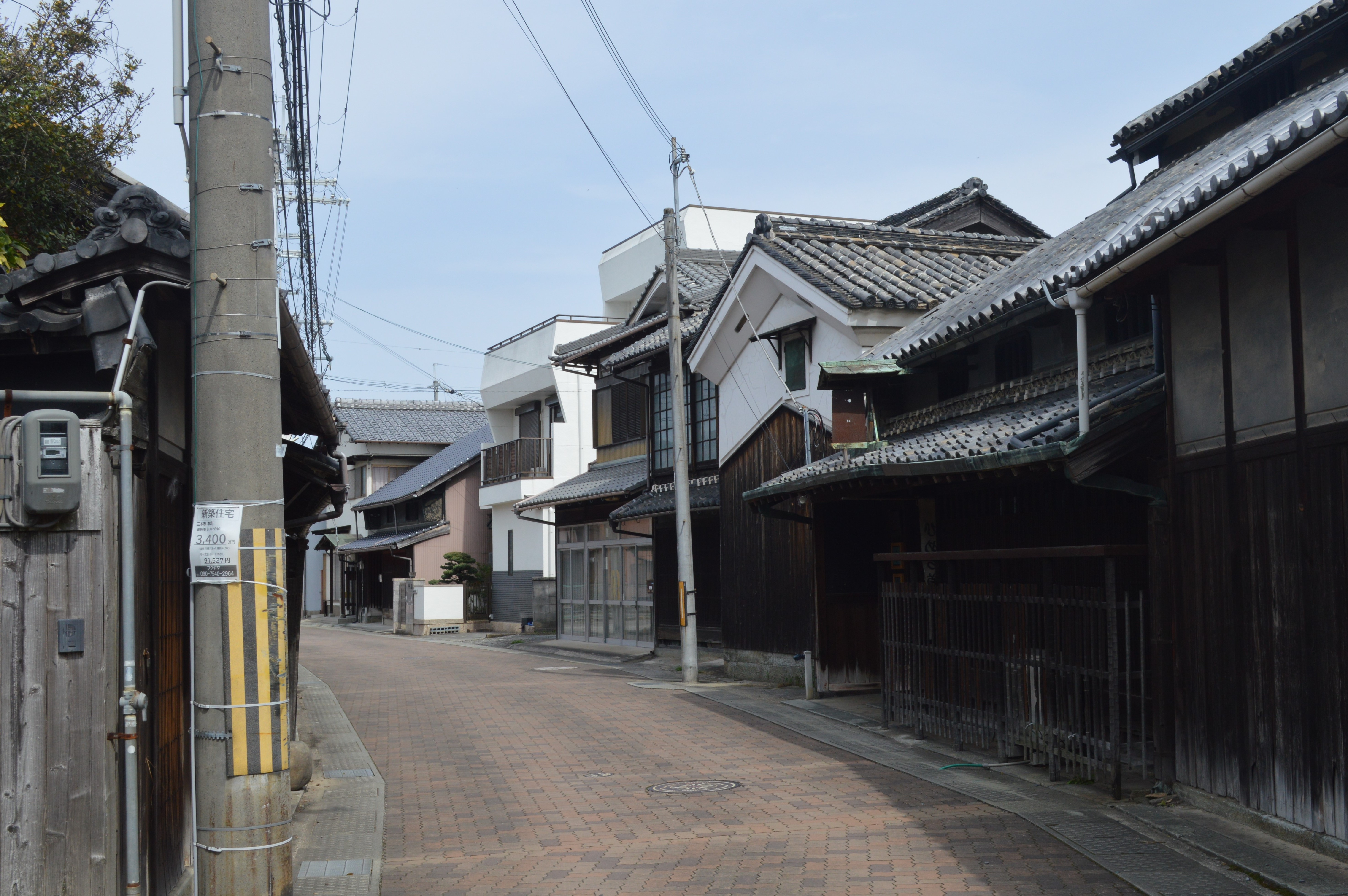
旧市街のひめじ道

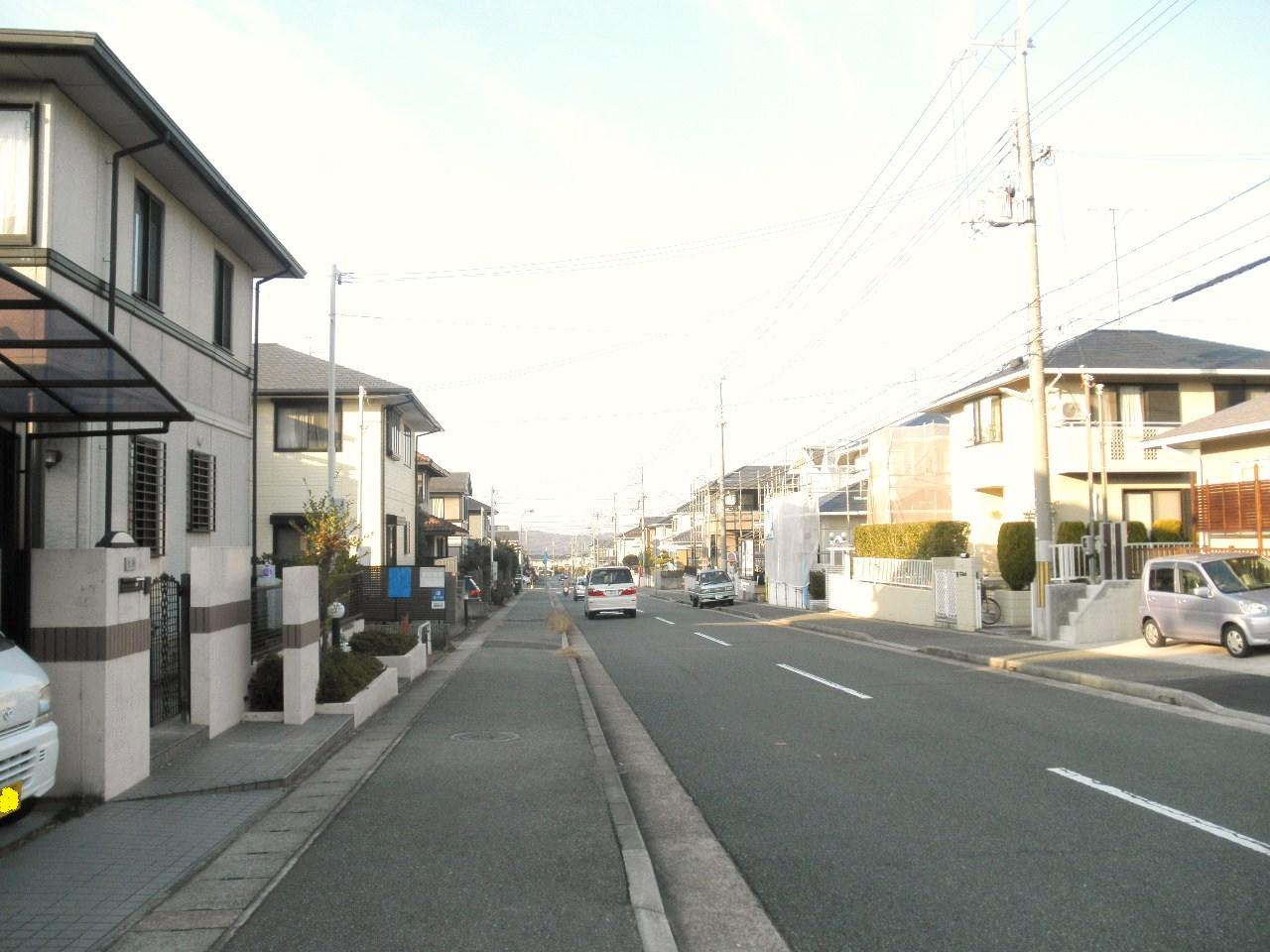
開発された新興住宅地
志染町青山3丁目で撮影

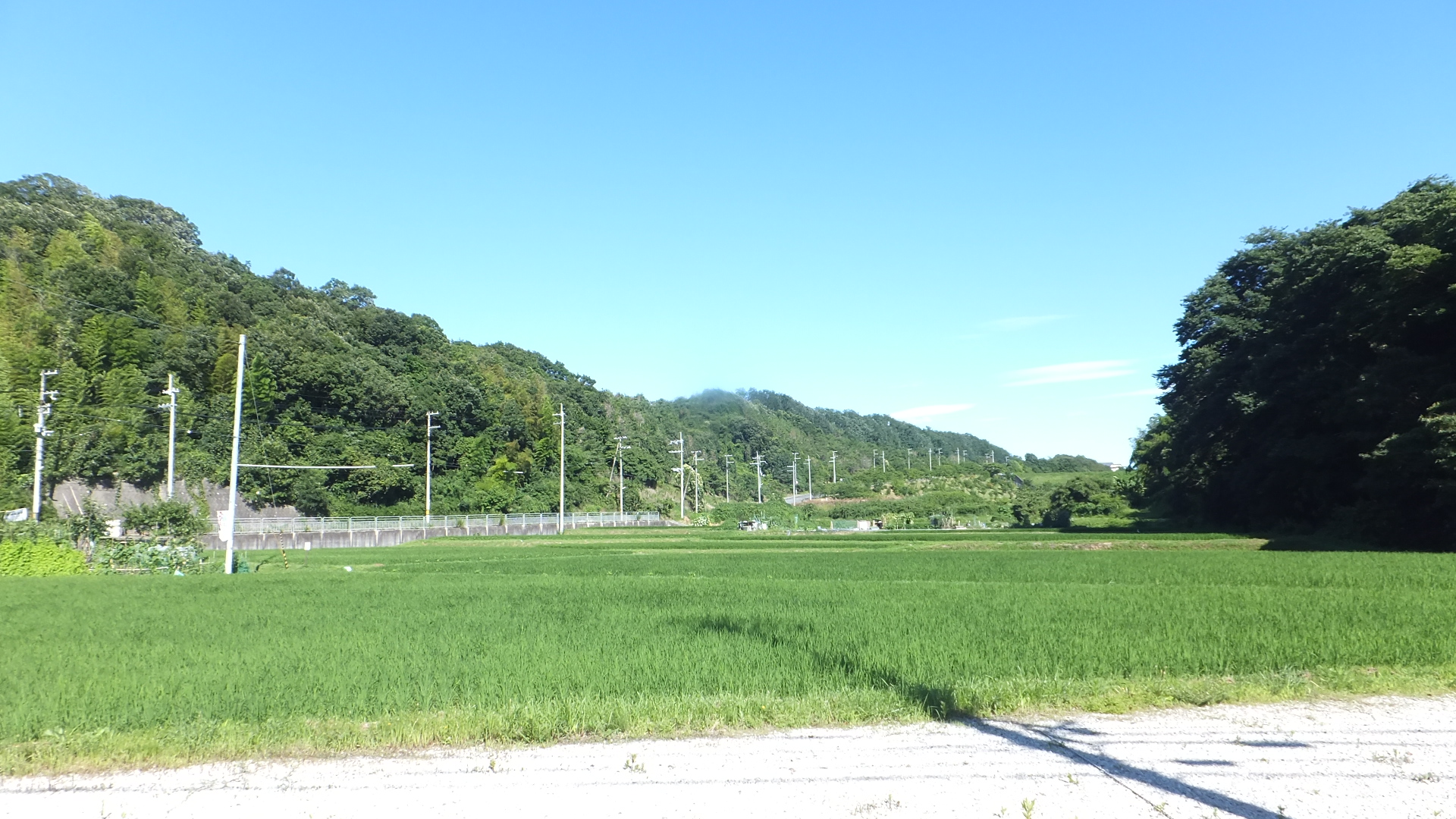
古くから残る水田地帯
志染町四合谷で撮影

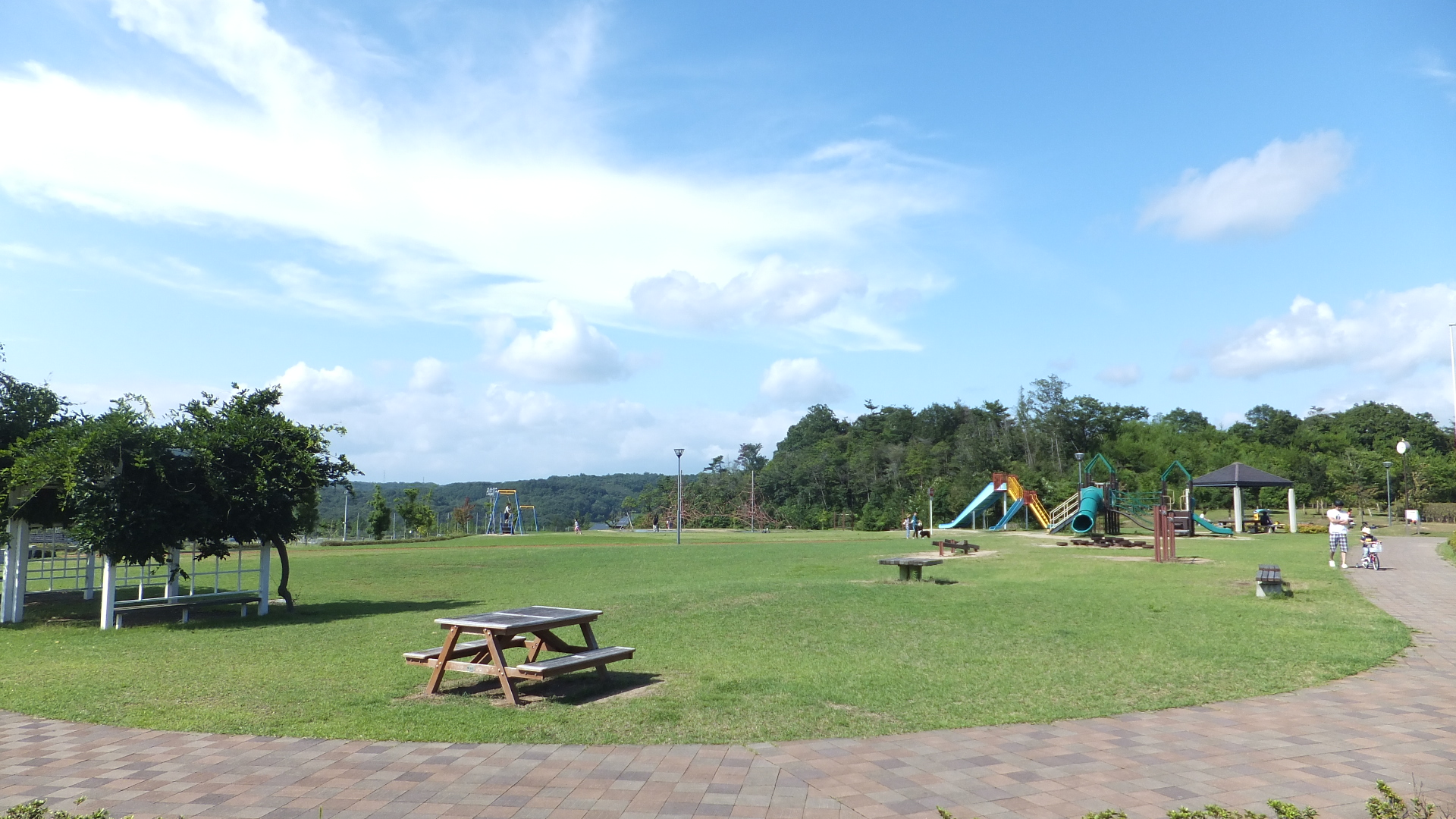
公園都市として計画された兵庫県立三木防災公園

三木市（みきし）は、兵庫県の中南部、神戸市の北西に位置する市である。

## 概要
三木市は兵庫県の中南部、神戸市の北西に位置し東経135度線日本標準時子午線上に位置する市で、市の南部に人口が集中している。2023年7月31日現在の人口は74,335人。

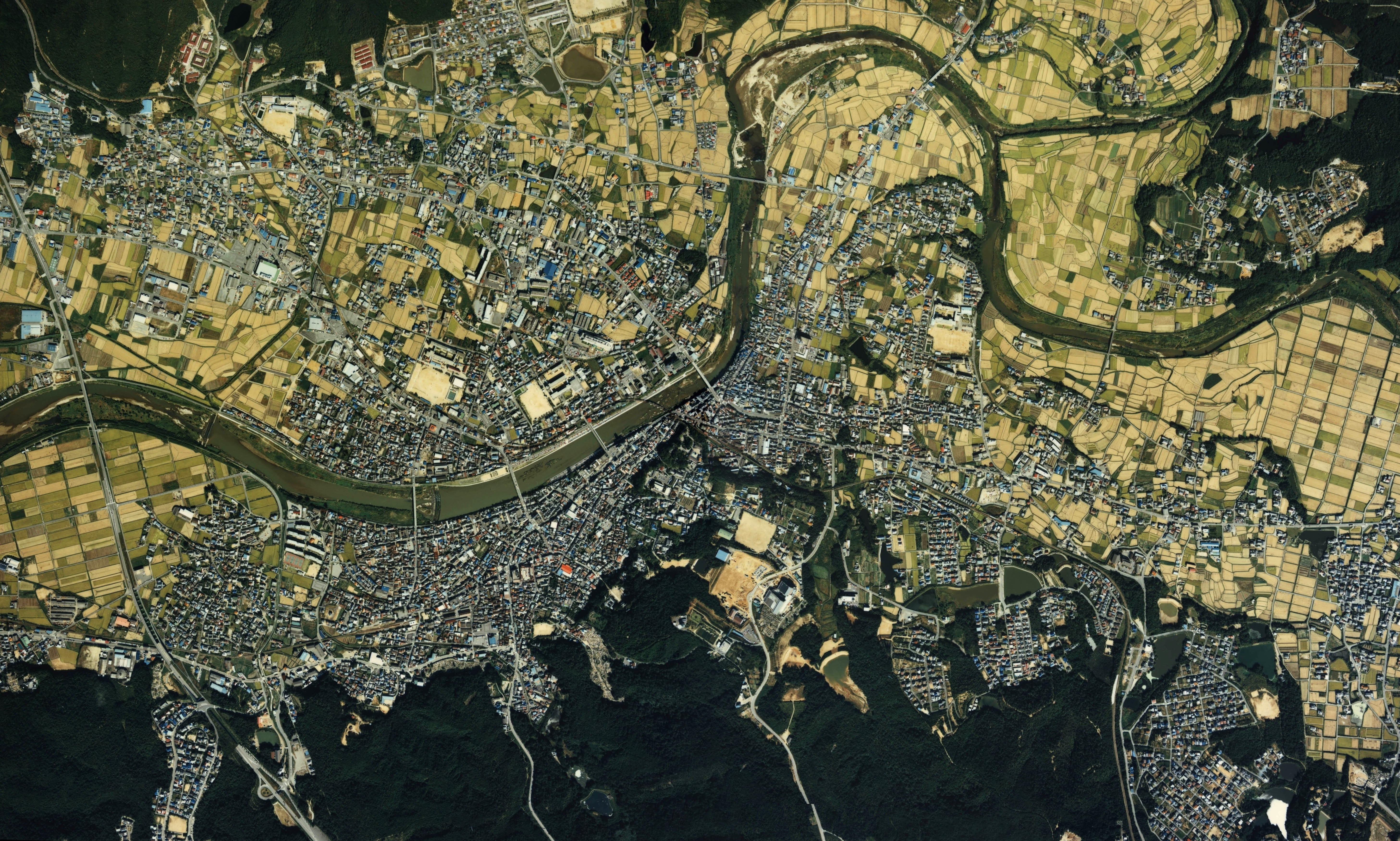
三木市中心部周辺の空中写真。美嚢川沿いに市街地が形成されている。1985年撮影の3枚を合成して作成。。

美嚢川沿いに設置された三木城を中心に城下町が形成されていた。戦国時代には三木合戦の戦地、江戸時代からは三木地区を中心に金物の本格的な生産が開始され、現在は城下町を中心に行政・文化施設が集中している。また金物を主な産業としており、それによって発展してきた。
1970年代以降には京阪神のニュータウン開発が開始され、志染町広野の神戸電鉄粟生線の北側の山林を中心に住宅地開発がなされて人口が急増した。現在では、隣接する神戸市のベッドタウンとして機能し、同市の20%通勤圏である（通勤率は21.1%）。なお、緑が丘町・青山・自由が丘・さつき台、吉川町にあるみなぎ台は、一戸建てが並ぶ閑静な住宅街になっている。旧市街地は市の南西部の美嚢川に沿って広がっており、ひめじ道や湯の山街道などの歴史的な街並みが現存しており、旧市街地と造成された新興住宅地に住む2つの住民層に分けられる。近年では、さらに西側の大村地区周辺に大規模店舗が多数立地し新たな商業地区となっている。北部には水田とゴルフ場が広がっている。
交通の結節点であり、市内に高速道路が4路線（ジャンクション（JCT）が2箇所、サービスエリアが1箇所）、国道が2路線通っている。鉄道路線は神戸電鉄粟生線があり、市内には7駅ある。路線バスについては、神姫バス・神姫ゾーンバスにより運行されている。
多数のゴルフ場、公園（兵庫県立三木山森林公園・兵庫県立三木防災公園など）、レジャー施設や志染の石室・伽耶院などの史跡が多数あり、観光資源に恵まれている。

### 市名の由来
- 神功皇后が君が峰で休憩時に地元から壷に入れた酒を献上したために、御酒（みき）→三木（みき）、美壷（みつぼ）→美嚢（みのう）となったと伝えられている[10]。

## 地理

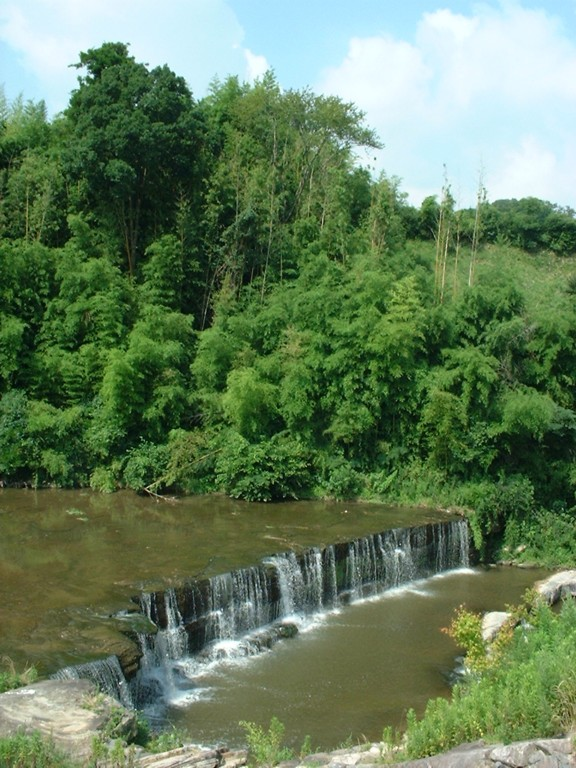
美嚢川の黒滝（吉川町金会）

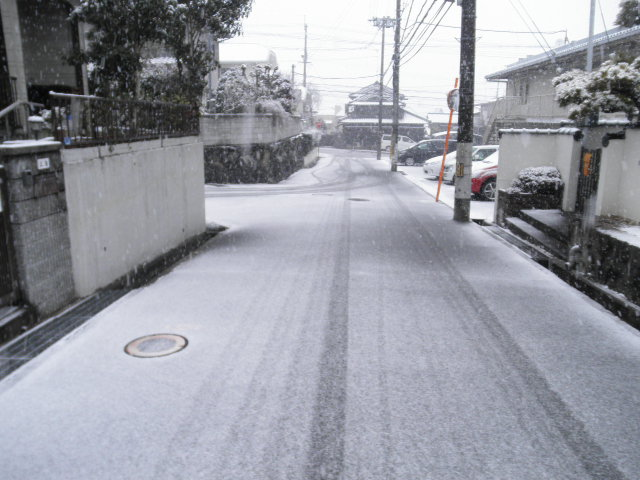
市内では降雪が見られる事例は少ないが、積雪が発生する場合も有る。
緑が丘町西1丁目で撮影

兵庫県の南部の東播地方（細分した場合は北播）に位置し、県民局は北播磨県民局の担当となっており、日本標準時子午線東経135度線の通る街である。六甲山地の西側・中国山地の南側の播磨平野に含まれ、市域を東から西に美嚢川が流れる。平野部を囲むように河岸段丘となだらかな丘陵が広がる。内陸部であるため降水量は比較的少なく、ため池が多い。美嚢川沿いに旧市街があり、南東部の神戸市との境付近に新興住宅地がある。市内の最高地点は、志染町にあるシビレ山（中腹）の標高453m、最低地点は、別所町下石野の標高19mであるが、標高200m以上の高さは全体の1割未満である。

### 山
市内に存在する山は、かつての火山活動によって形成された。
- シビレ山 : 標高465 m。山頂は神戸市北区であり、中腹地点が市内の最高峰である。
- 石上山 : 標高228.6 m。
- 正法寺山 : 標高132 m。
- 三木山 : 標高114 m。

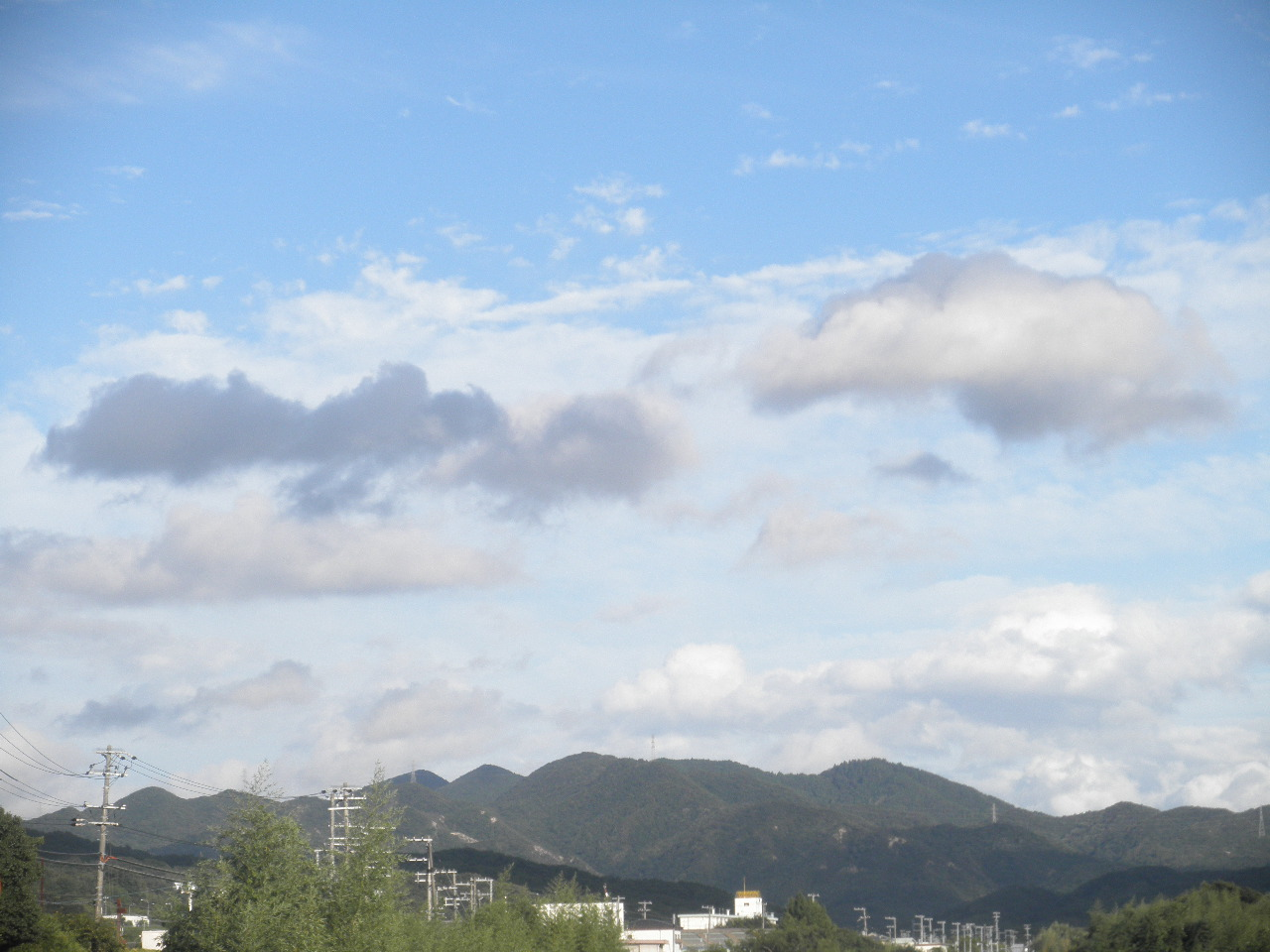
シビレ山
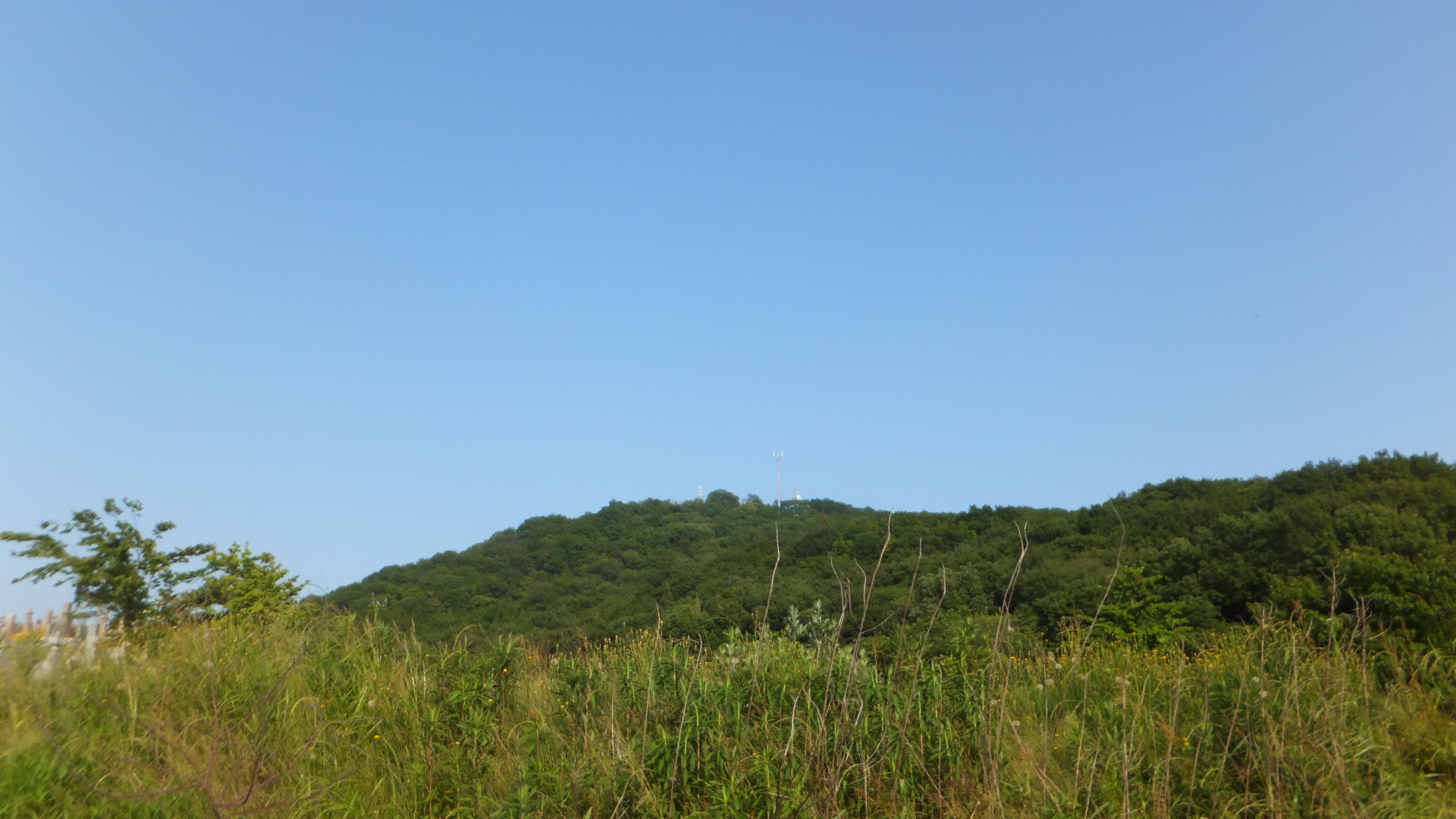
正法寺山

### 河川・湖沼
市内には、雨天日が少ないためにため池が多数存在する。
- 美嚢川
  - 黒滝
- 志染川
  - つくはら湖 : 呑吐（どんど）ダム建設に伴いダム湖として作られた人工池。
- 細目川
- 小川川
- 藪下川
- 高男寺川
- 淡河川

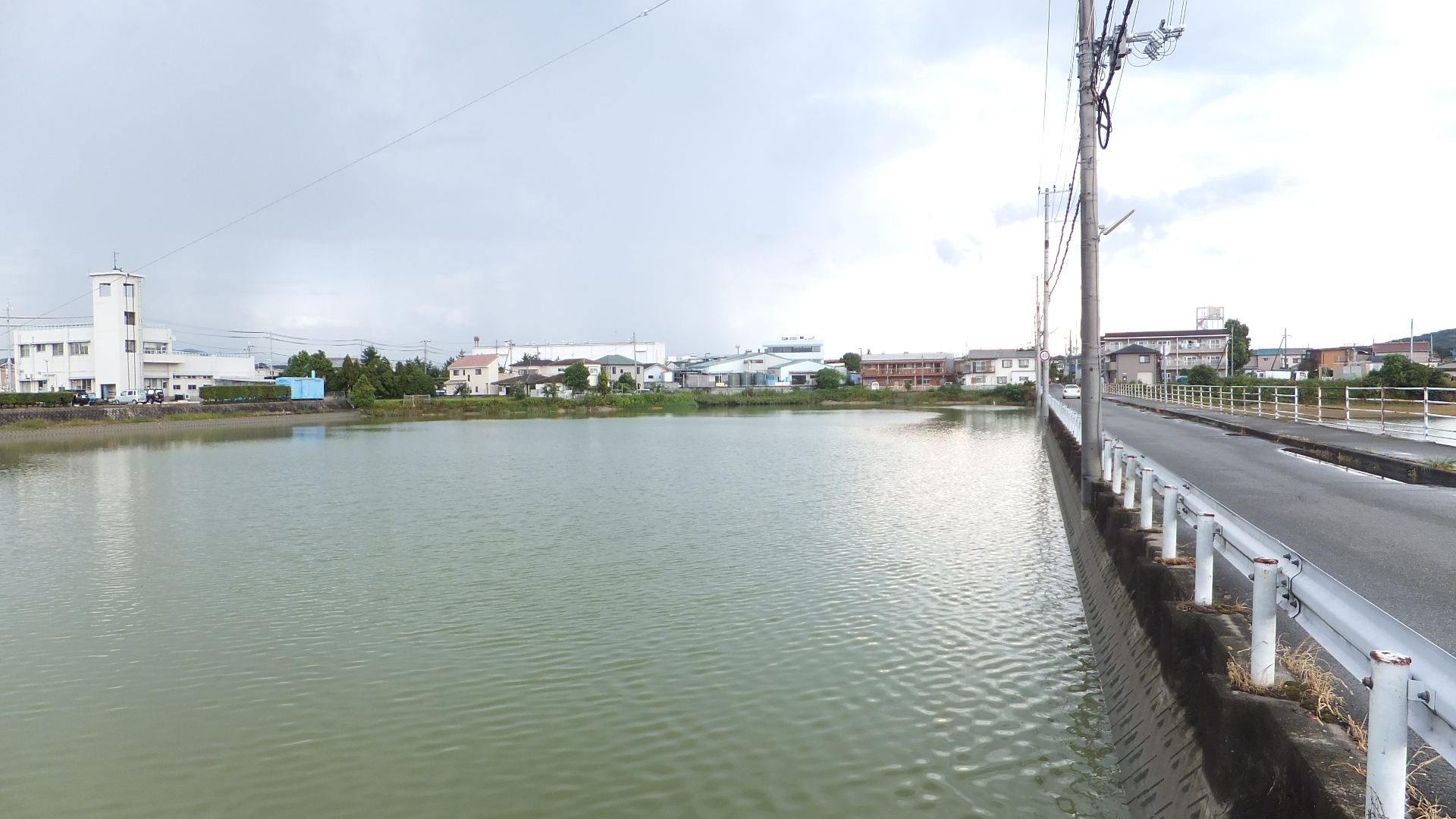
市内の志染町広野に作られた溜め池
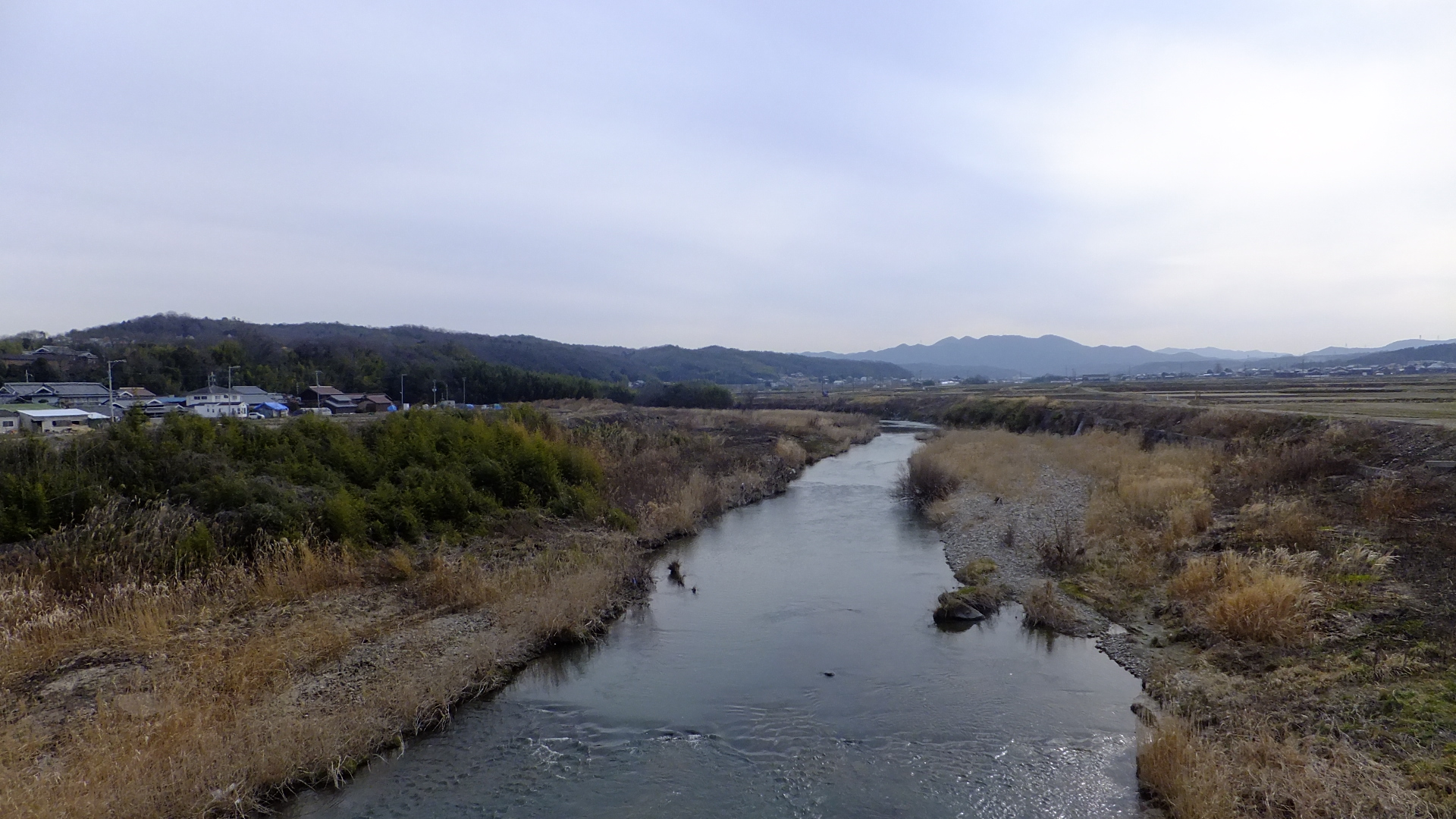
美嚢川（宿原にて）
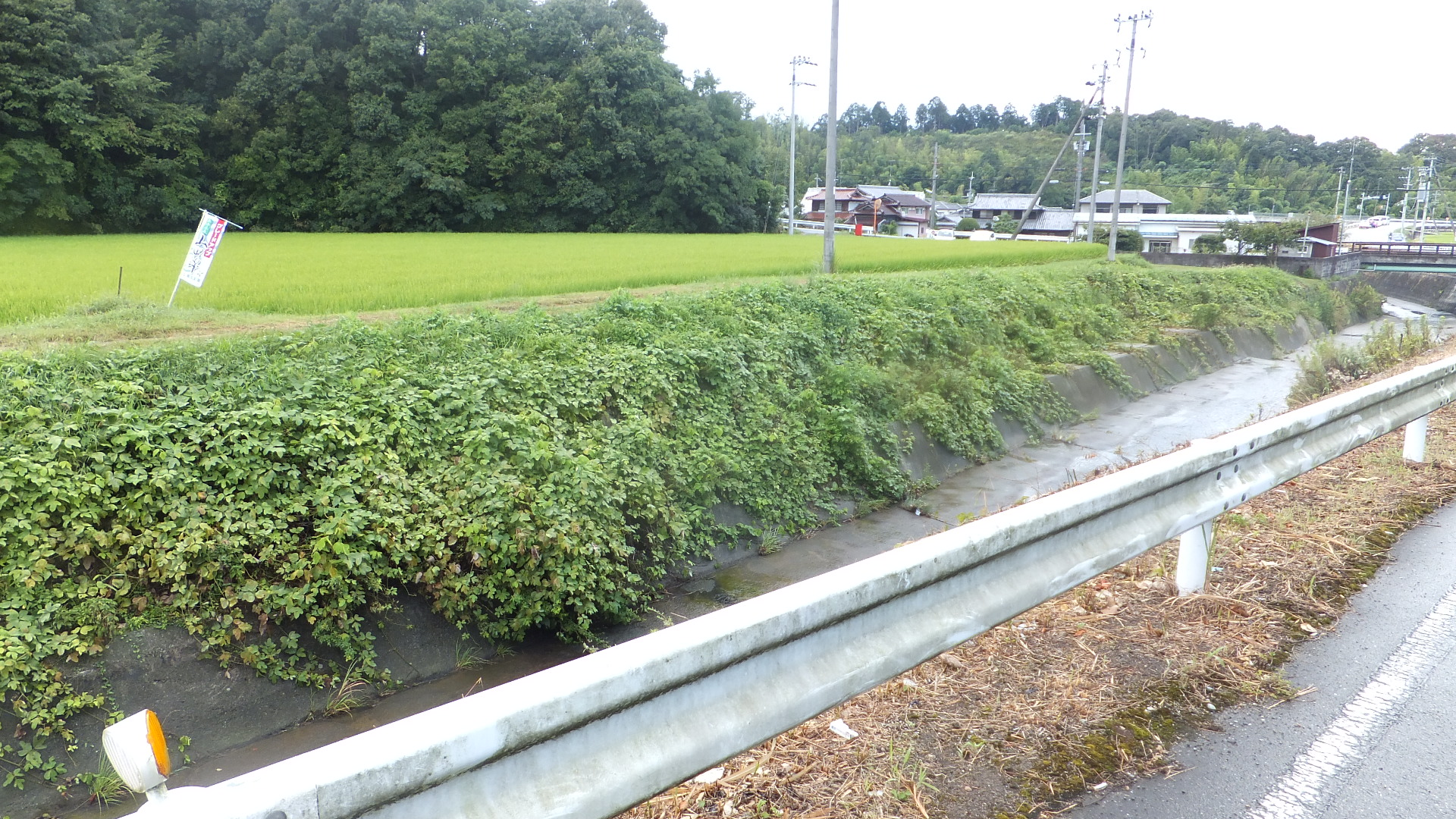
細目川（志染町細目にて）
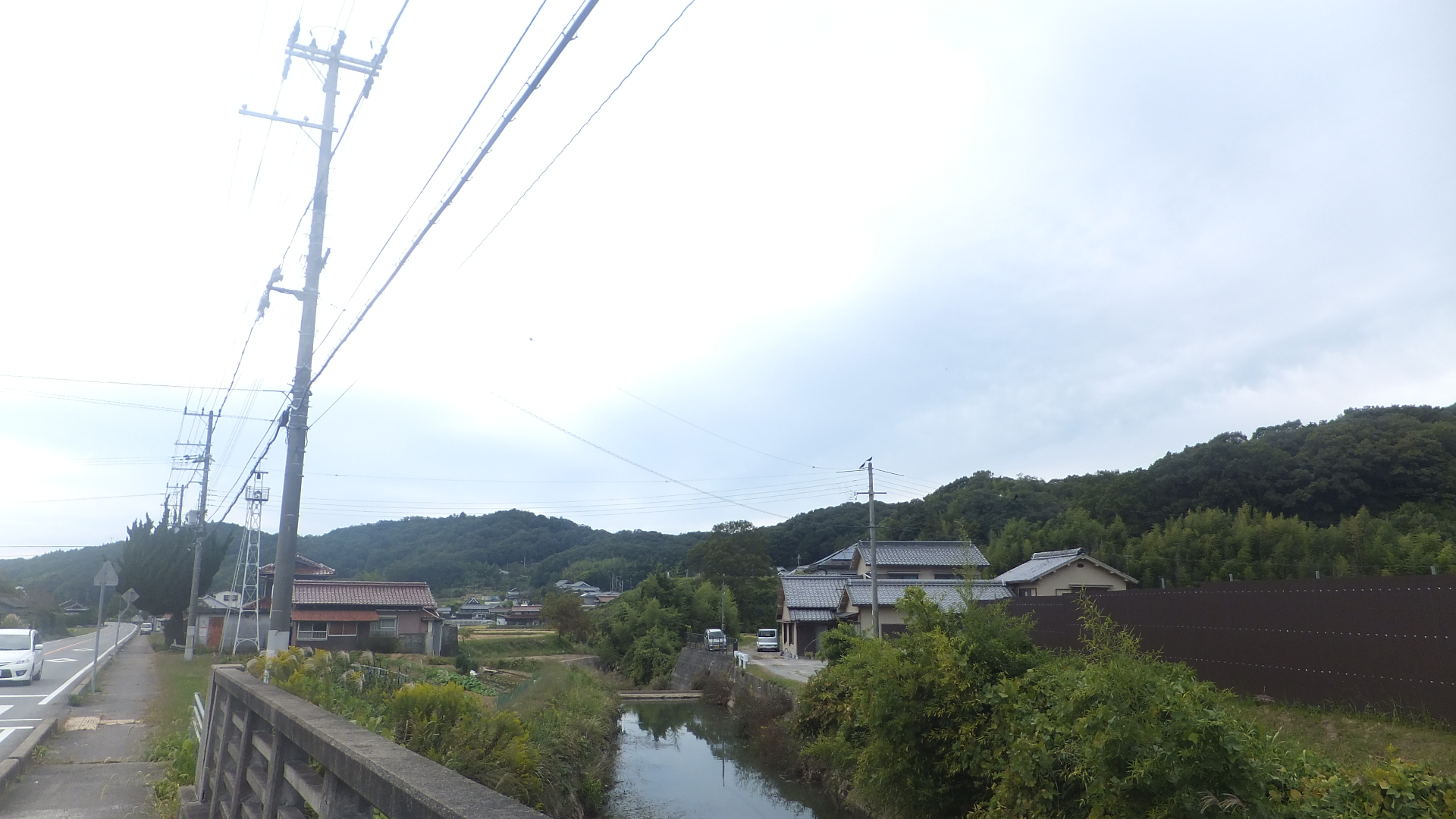
小川川（細川町中里にて）
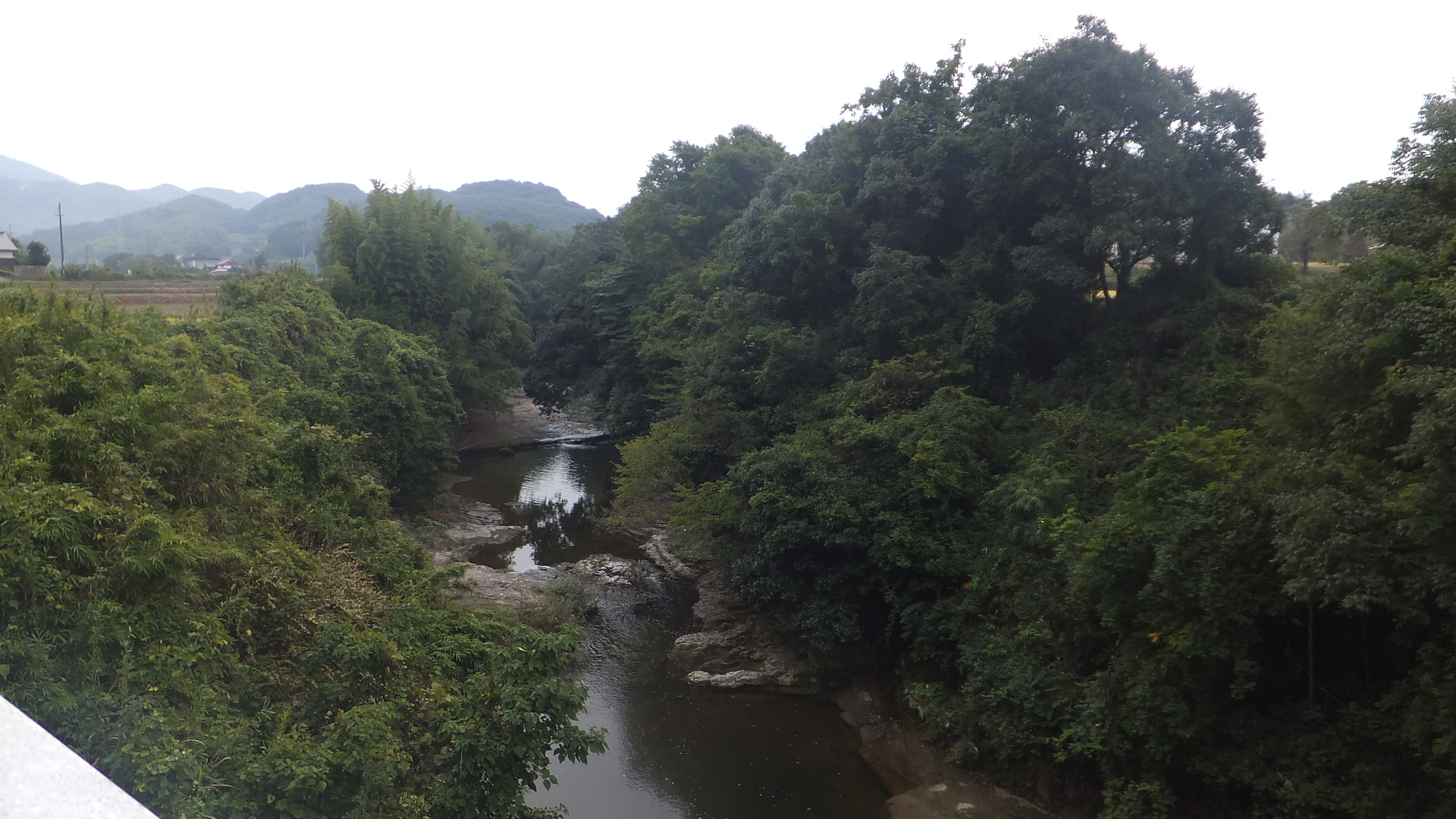
淡河川（志染町戸田にて）

### 用水
両疏水を総称して淡山疏水と呼ばれている。
- 淡河川疏水（淡河疎水）
- 山田川疏水

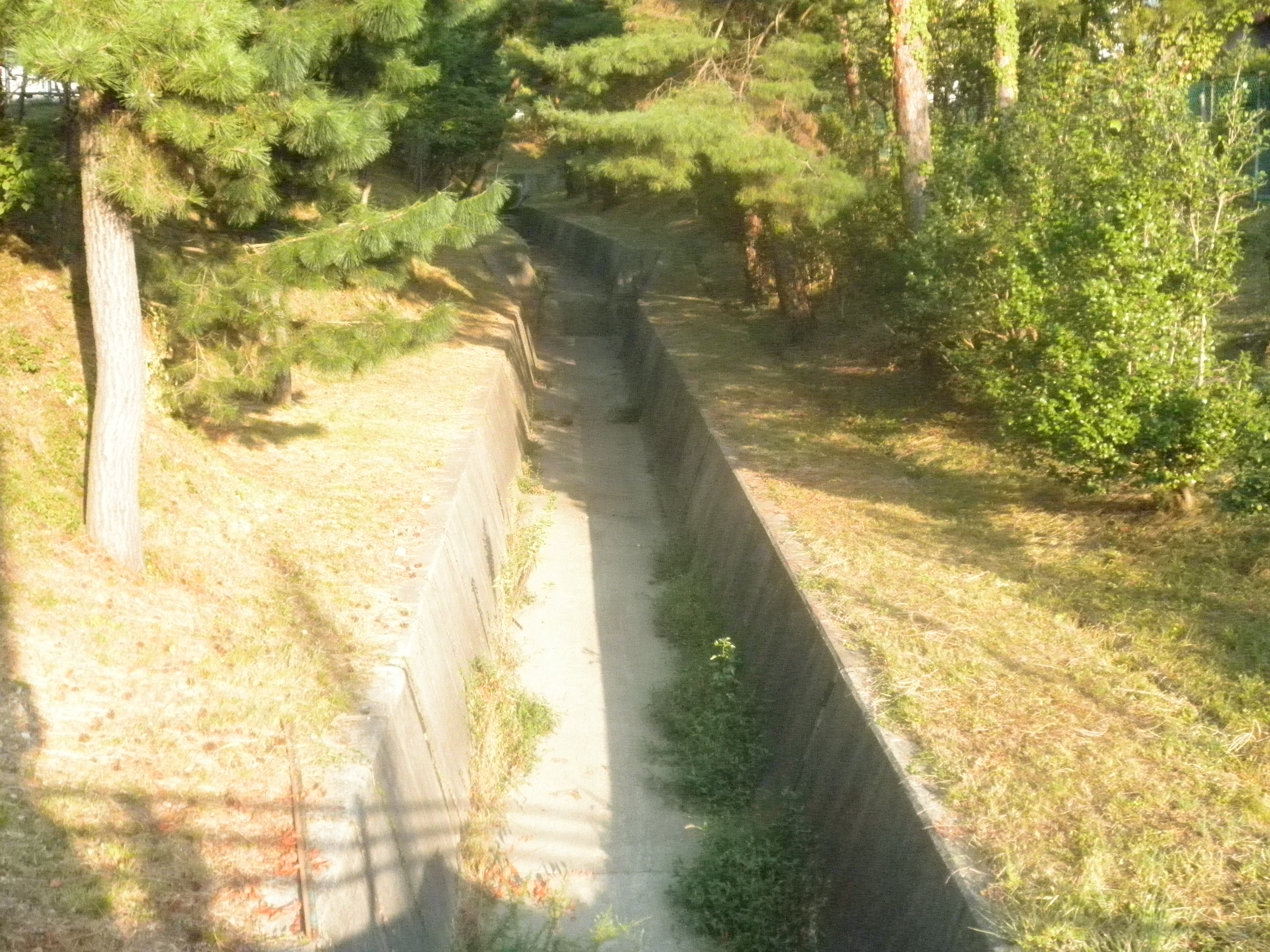
淡河川疏水（緑が丘町東4丁目にて）

### 地形
- 六甲山地の西側・中国山地の南側にある播磨平野の一部に所属し、丹生山系と中国山地によって形成された凹地状の地形、三方を標高200 m程の山並みに囲まれており、盆地型の地形である。別所地域・志染地域・細川地域・口吉川地域の一部は丘陵地であり、志染地域の東側は六甲山の上昇運動のために東側は標高が高く標高が300 mを超えるものの、市内に占める割合は僅かである。西側は美嚢川の沿岸である為、標高は50 m以下である。丘陵地は高低差が少ないため、かつ、第四紀層のためにゴルフ場の立地が進められ、別所地域の一部は三方を丘陵地に囲まれた美嚢川沿岸の沖積平野である[1][2][4][25][26][27]。

### 地質
古くは海底と湖底で形成される神戸層群と呼ばれる堆積物から出来ており、志染地区と細川地区に主に分布している。

### 気象
- 三木市内は瀬戸内海式気候のために温暖な気候であり、平均気温が毎年15度前後である。晴天日が多く、年間降水量が1200ミリメートル程度の雨天日が少ない気候のためため池が多く立地しているので山田錦の栽培に適している。しかし、中国山地の南端であるためににわか雨がよく降る。平均気温差は市内の西側の別所地区と北東側の吉川地区では0.5 ℃程度の差がある。夏は涼しく、冬は暖かい（しかし1月は最低気温0 ℃未満の冬日が普通である。1月の平均最低気温‐0.2 ℃[29]は北部豊岡市の0.4 ℃[30]より低く、それどころかはるか北の北陸地方の県庁所在地より低い[31][32][33][34]）上に降水量が少なく、晴天日が続くが、雪が降る日がある。自然災害に見舞われ難い地域である[23][16][1][4]。

| 三木の気候               | 三木の気候   | 三木の気候   | 三木の気候   | 三木の気候   | 三木の気候    | 三木の気候    | 三木の気候    | 三木の気候  | 三木の気候   | 三木の気候   | 三木の気候   | 三木の気候   | 三木の気候       |
| 月                       | 1月          | 2月          | 3月          | 4月          | 5月           | 6月           | 7月           | 8月         | 9月          | 10月         | 11月         | 12月         | 年               |
| ------------------------ | ------------ | ------------ | ------------ | ------------ | ------------- | ------------- | ------------- | ----------- | ------------ | ------------ | ------------ | ------------ | ---------------- |
| 最高気温記録 °C （°F）   | 16.7 (62.1)  | 19.2 (66.6)  | 22.0 (71.6)  | 28.2 (82.8)  | 30.9 (87.6)   | 34.9 (94.8)   | 37.8 (100)    | 36.9 (98.4) | 35.1 (95.2)  | 30.5 (86.9)  | 26.9 (80.4)  | 21.6 (70.9)  | 37.8 (100)       |
| 平均最高気温 °C （°F）   | 8.2 (46.8)   | 9.0 (48.2)   | 12.5 (54.5)  | 18.1 (64.6)  | 23.0 (73.4)   | 26.0 (78.8)   | 29.5 (85.1)   | 31.4 (88.5) | 27.7 (81.9)  | 22.2 (72)    | 16.4 (61.5)  | 10.8 (51.4)  | 19.6 (67.3)      |
| 日平均気温 °C （°F）     | 3.8 (38.8)   | 4.4 (39.9)   | 7.8 (46)     | 13.2 (55.8)  | 18.2 (64.8)   | 21.9 (71.4)   | 25.8 (78.4)   | 27.1 (80.8) | 23.2 (73.8)  | 17.4 (63.3)  | 11.5 (52.7)  | 6.2 (43.2)   | 15.1 (59.2)      |
| 平均最低気温 °C （°F）   | −0.2 (31.6)  | 0.1 (32.2)   | 3.0 (37.4)   | 8.2 (46.8)   | 13.5 (56.3)   | 18.3 (64.9)   | 22.7 (72.9)   | 23.7 (74.7) | 19.5 (67.1)  | 13.2 (55.8)  | 7.0 (44.6)   | 2.0 (35.6)   | 10.9 (51.6)      |
| 最低気温記録 °C （°F）   | −6.2 (20.8)  | −8.3 (17.1)  | −4.6 (23.7)  | −1.4 (29.5)  | 3.5 (38.3)    | 8.8 (47.8)    | 14.7 (58.5)   | 15.6 (60.1) | 8.6 (47.5)   | 2.4 (36.3)   | −1.0 (30.2)  | −4.9 (23.2)  | −8.3 (17.1)      |
| 降水量 mm （inch）       | 37.2 (1.465) | 52.8 (2.079) | 93.9 (3.697) | 98.6 (3.882) | 123.1 (4.846) | 158.9 (6.256) | 167.7 (6.602) | 97.8 (3.85) | 164.6 (6.48) | 119.9 (4.72) | 64.4 (2.535) | 47.7 (1.878) | 1,220.7 (48.059) |
| 平均降水日数 （≥1.0 mm） | 5.1          | 6.4          | 9.2          | 9.4          | 9.4           | 11.4          | 10.2          | 6.7         | 10.1         | 8.4          | 6.1          | 5.8          | 98.5             |
| 平均月間日照時間         | 145.5        | 138.2        | 165.6        | 191.6        | 194.5         | 143.4         | 169.7         | 214.5       | 152.3        | 166.3        | 149.2        | 146.3        | 1,973.3          |
| 出典：気象庁             |              |              |              |              |               |               |               |             |              |              |              |              |                  |

### 面積
国土地理院地理情報によると、三木市の東西南北それぞれの端は以下の位置で、東西の長さは22.0 km、南北の長さは20.2 kmである。
- 東端 : 東経135度09分（吉川町市野瀬字赤松）
- 西端 : 東経134度55分（別所町下石野字西山）
- 南端 : 北緯34度45分（別所町興治字前山）
- 北端 : 北緯34度56分（吉川町新田字北谷）

## 人口
市制施行からピークまで

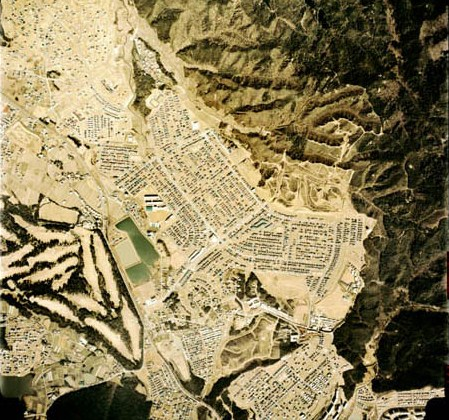
人口を急激に増加させた開発当時の神戸電鉄粟生線の北側にある緑が丘町
1974年撮影

- 市制施行1年後の1955年9月30日現在の住民基本台帳によれば人口は39,530人であり、その後も人口は横ばいで1970年9月30日現在で41,678人であった。しかし、阪神間のニュータウンとして神戸電鉄粟生線北側の山林に大規模開発が計画され、緑が丘町・自由が丘などの大規模な宅地造成が完成すると、若年世帯の入居により人口は急激に増加し、1980年9月30日現在で69,959人になった[35]。その後も志染町青山の開発等により増加は続き、1996年9月30日現在では吉川町の編入合併前で最高の78,661人を記録した。なお、1989年の総合計画ではその後の人口増を見込み、2010年の想定人口を10万人に定めていた[1][3][36][16][37]。

減少期
- 1990年代以降に顕著となった都心回帰などにより、人口は1997年より微減傾向となった。1999年の市の計画では、ひょうご情報公園都市・さつき台の開発による人口の増加を見込んでおり、2010年の人口を11万2000人と予測していたが、実際には大幅な人口の増加は発生しなかった[1][16][38][39]。現在は自然動態・社会動態がいずれも減少が進行中で、年間で平均約0.6%の減少率を記録している。人口流出を防ぐために事業効果と民間の宅地開発による人口増加を目標にしている。吉川町との合併時の人口は8万3931人であったが、合併後は減少が続き、2012年6月1日に推計人口が8万人を割った[40]。2021年の人口は約7万4000人であった。

| |                                        |  |
| 三木市と全国の年齢別人口分布（2005年） | 三木市の年齢・男女別人口分布（2005年） |  |
| ■紫色 ― 三木市 ■緑色 ― 日本全国 | ■青色 ― 男性 ■赤色 ― 女性              |  |
| 三木市（に相当する地域）の人口の推移 \| 1970年（昭和45年） \| 49,071人 \| \| \| 1975年（昭和50年） \| 63,746人 \| \| \| 1980年（昭和55年） \| 78,297人 \| \| \| 1985年（昭和60年） \| 82,636人 \| \| \| 1990年（平成2年） \| 84,445人 \| \| \| 1995年（平成7年） \| 86,562人 \| \| \| 2000年（平成12年） \| 86,117人 \| \| \| 2005年（平成17年） \| 84,361人 \| \| \| 2010年（平成22年） \| 81,009人 \| \| \| 2015年（平成27年） \| 77,178人 \| \| \| 2020年（令和2年） \| 75,294人 \| \| |                                        |  |
| 総務省統計局 国勢調査より |                                        |  |
| 1970年（昭和45年） | 49,071人                               |  |
| 1975年（昭和50年） | 63,746人                               |  |
| 1980年（昭和55年） | 78,297人                               |  |
| 1985年（昭和60年） | 82,636人                               |  |
| 1990年（平成2年） | 84,445人                               |  |
| 1995年（平成7年） | 86,562人                               |  |
| 2000年（平成12年） | 86,117人                               |  |
| 2005年（平成17年） | 84,361人                               |  |
| 2010年（平成22年） | 81,009人                               |  |
| 2015年（平成27年） | 77,178人                               |  |
| 2020年（令和2年） | 75,294人                               |  |

### 人口比率
年齢別の人口分布の特徴としては、高齢化が進むニュータウン世代の人口が多く、それとは逆に生産年齢人口は少ない。また、近年では少子化が目立ち、典型的な郊外都市の様相を呈している。高齢化率は緑が丘地域が最も高く、志染町青山地区が最も低い。

### 人口の変遷
- 1973年11月21日 - 人口が5万人を超えた。
- 1980年7月25日 - 人口が7万人を超えた。
- 1997年より人口減少局面を迎えた。

## 面積
- 緑が丘町のみ1971年4月1日に志染町から分離して誕生した[42]。

| 地区名 | 三木  | 別所町 | 志染町 | 緑が丘町 | 細川町 | 口吉川町 | 吉川町 |
| ------ | ----- | ------ | ------ | -------- | ------ | -------- | ------ |
| 面積   | 20.56 | 16.90  | 31.517 | 1.873    | 30.60  | 18.68    | 56.45  |

### 面積の変遷
- 1954年6月1日：新設合併による当市誕生に伴い、86.50となる。
- 1954年7月1日：志染村編入に伴い、120.04となる。
- 1989年11月1日：面積が修正され、120.13となる。
- 2005年10月24日：吉川町編入に伴い、176.58となる。

### 隣接している自治体・行政区
- 神戸市（北区、西区）
- 三田市
- 小野市
- 加古川市
- 加東市
- 加古郡稲美町

## 主な橋梁・トンネル
橋梁
- 志染川
  - ※志染川#橋梁を参照。
- 細目川（志染川支流）
  - 細目橋
- 小川川（おがわかわ）
  - 豊地橋
- 美嚢川
  - ※美嚢川#主な橋梁を参照。

トンネル
- 平井トンネル
- 丹生トンネル
- 芥子山隧道（水路） - 淡河川疏水

## 地区

### 三木地区
播磨平野に位置する旧市街地であり、東から西に流れる美嚢川沿岸・三木城跡の城下町に沿って、街が形成されている。大塚に湯の山街道や上の丸町に滑原商店街などの歴史的な町並みが残っており、金物関連の企業が軒を連ねる。また、三木合戦で有名な三木城跡や、毎年10月に「三木の秋まつり」の舞台となる大宮八幡宮・岩壺神社がある。その一方で、新しく整備された三木山の中腹に位置する上の丸町・旧城下町の本町には、三木市役所・三木市文化会館・三木市立図書館などの行政・文化施設や、兵庫県立三木山森林公園・三木山総合公園の公園がある。その三木山の南側には、さつき台と呼ばれる新興住宅地がある。交通に関しては、小野市との境にある山陽自動車道三木小野インターチェンジ (IC) が国道175号に接続している。

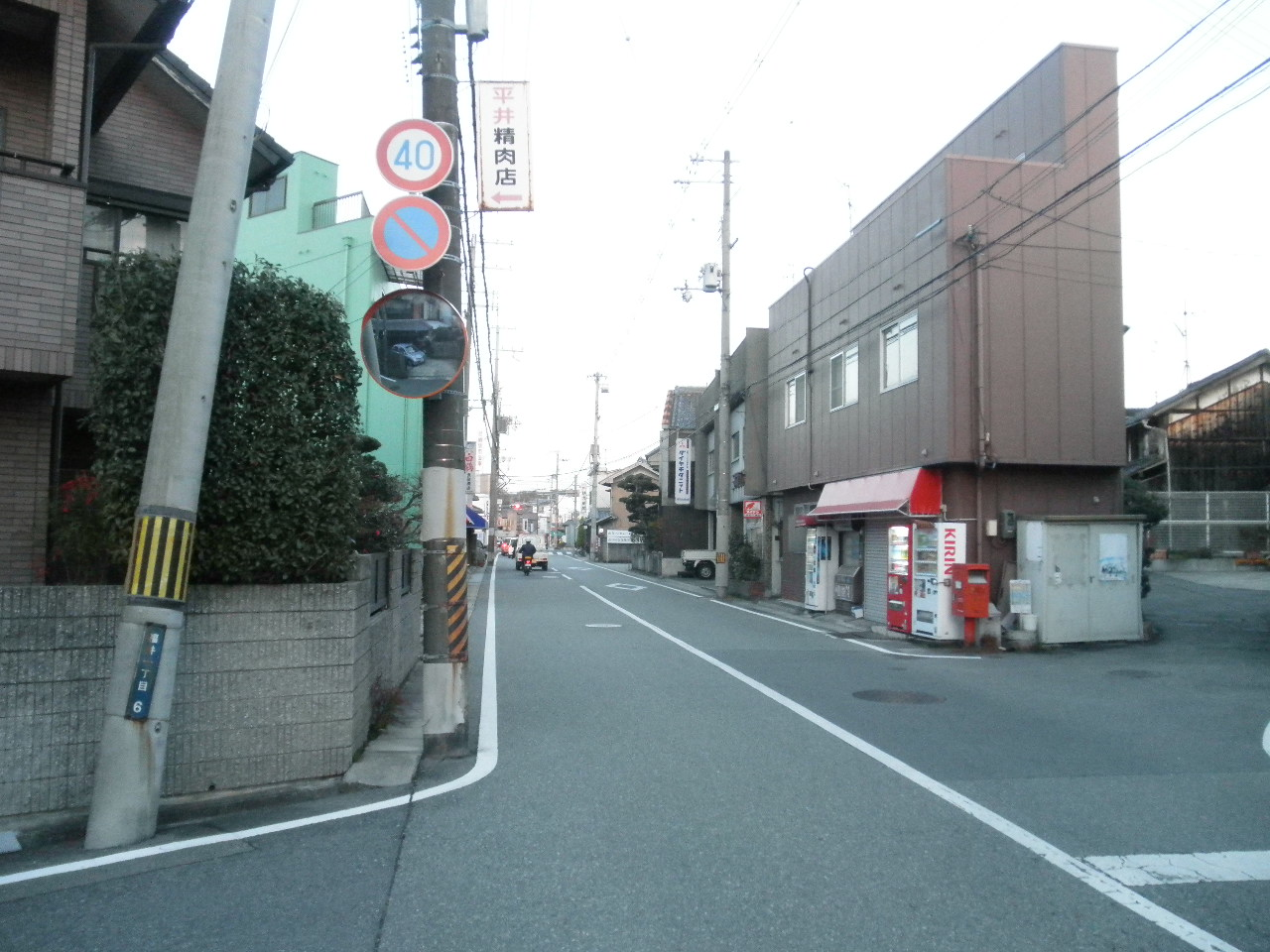
三木地区の街並み（福井1丁目にて）
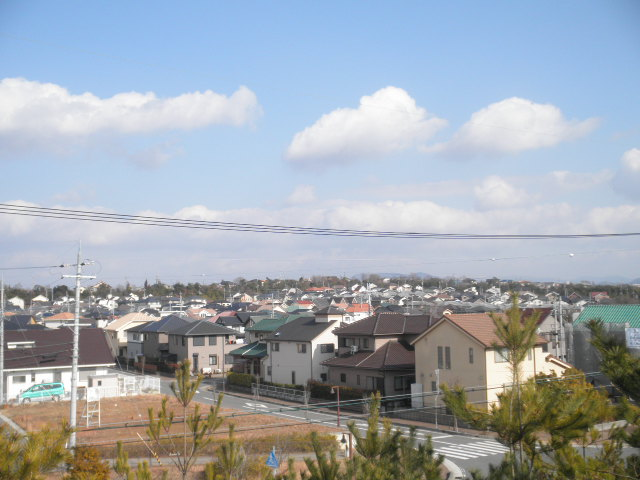
三木地区のニュータウン（さつき台にて）

### 久留美地区
美嚢川中流域に位置しており、志染川下流に挟まれた合流地帯であり、全体的に平坦であるが、加佐地区周辺は丘陵地で、平井は山間部であり、大村には当市の都市計画により、「大村商業拠点」として商業施設イオン三木店など多くの大規模店舗が出店している。神戸電鉄粟生線が東西に走っており、東から三木上の丸駅・三木駅・大村駅がある。

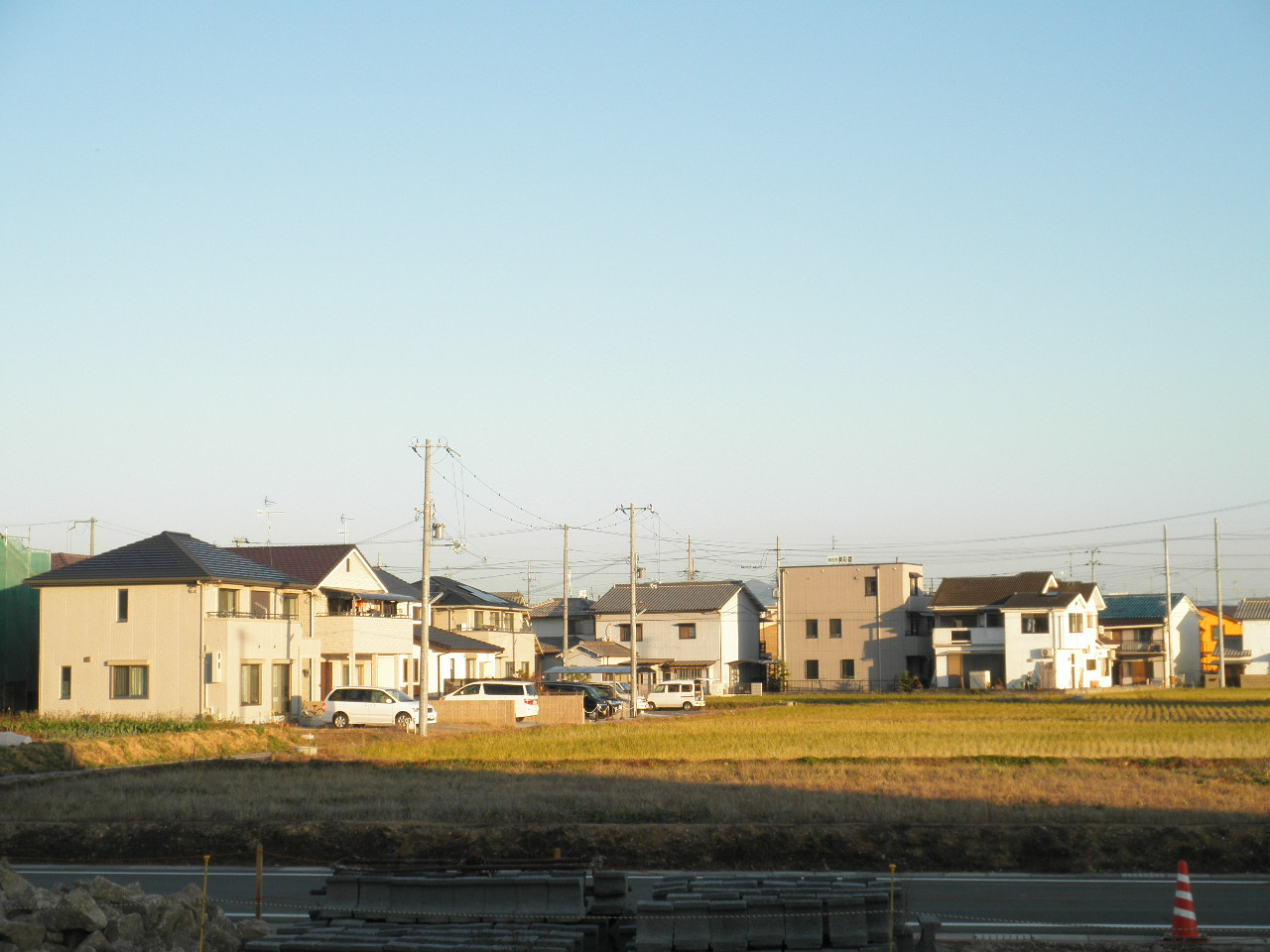
久留美地区の町並み（平田にて）
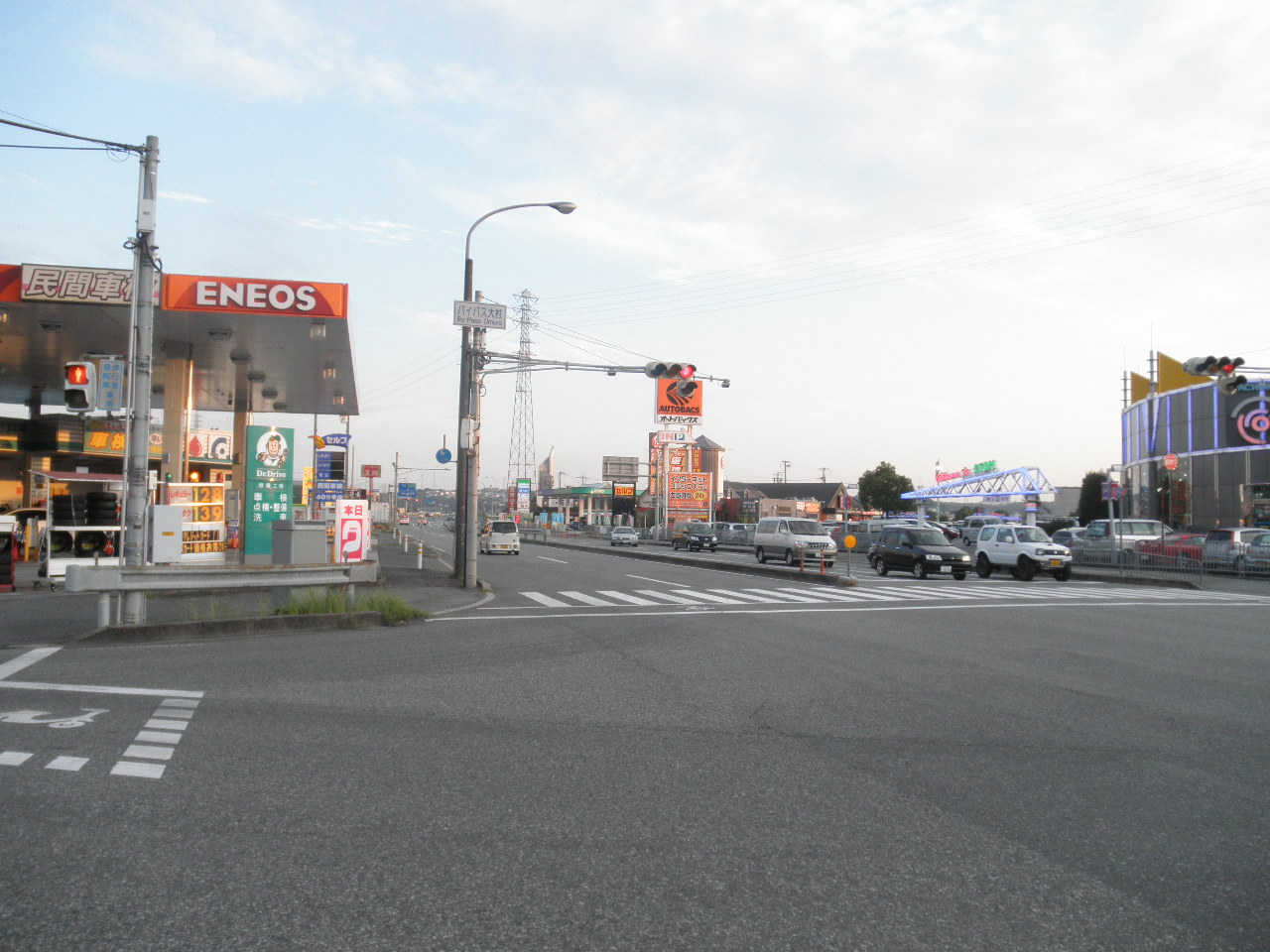
国道175号バイパス大村交差点

### 別所地区
播磨平野に位置し、美嚢川下流に位置しており、大部分は田園地帯である。国道175号三木バイパス沿いには、三木ホースランドパークがあり、その近くに三木工場公園・市営住宅（朝日が丘）が立地している。また、金物関連の企業も多いほか、別所町興治には牧場がある。2008年4月1日までは三木鉄道三木線が通っていたが、廃線となった現在では神姫バスが代替となる路線バスを運行している。

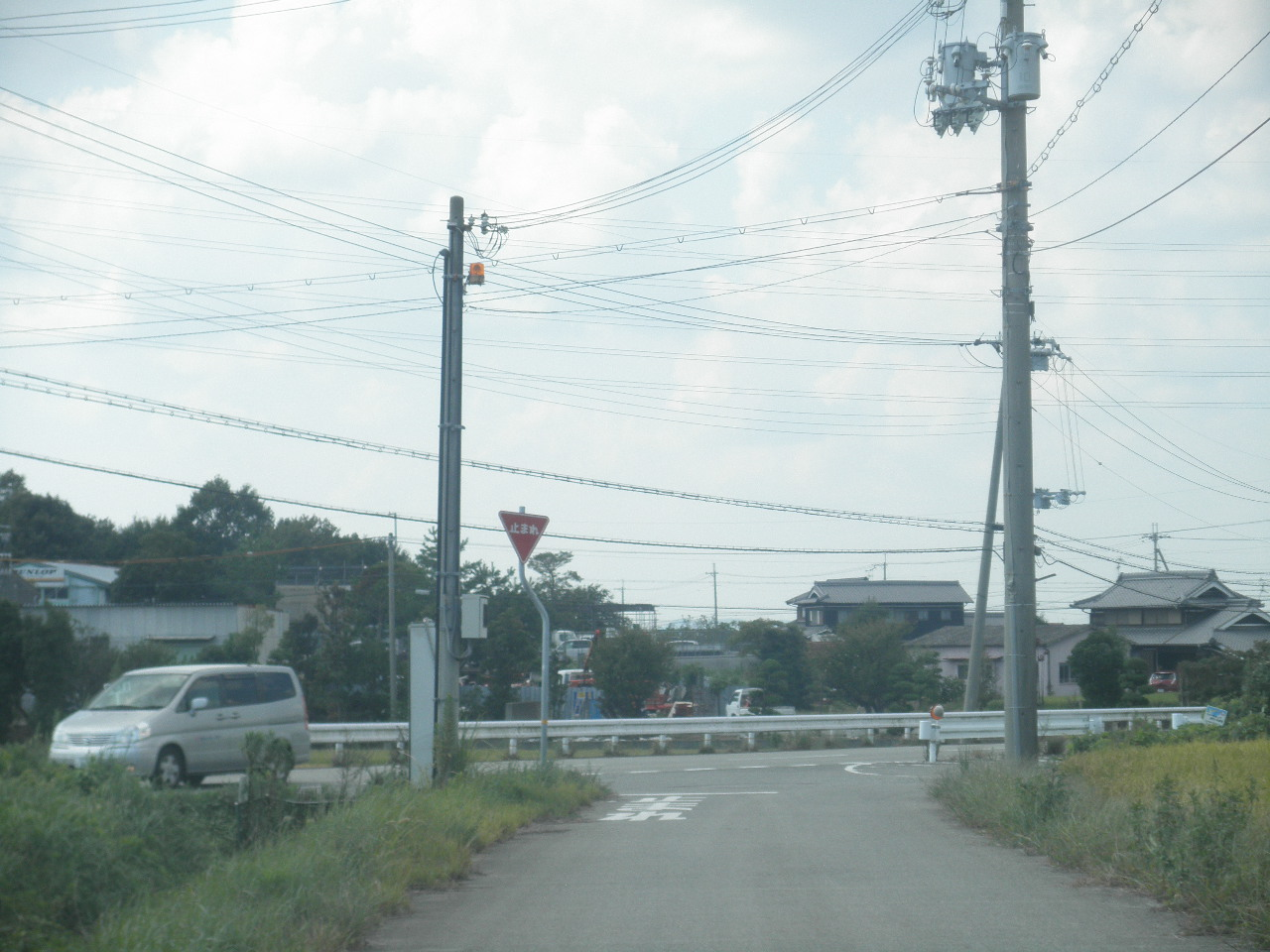
別所地区の街並み（別所町興治にて）
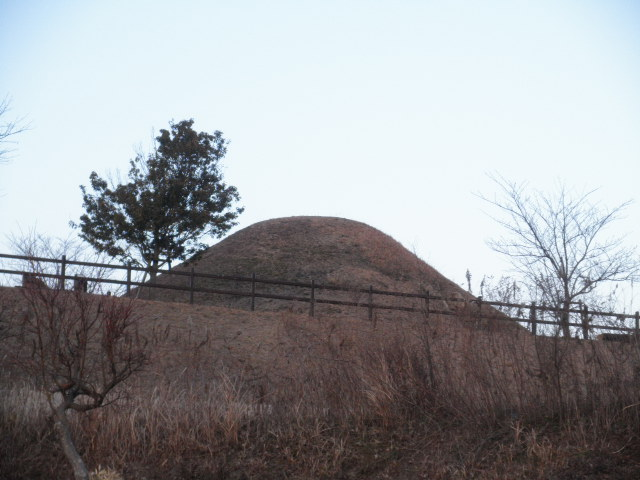
正法寺古墳公園

### 志染地区
志染川沿岸の農村地帯であり、奈良時代から平安時代にかけて、志深郷と呼ばれていた。丘陵地は1970年頃から大和ハウスを中心に神戸電鉄粟生線の北側で緑が丘・自由が丘・青山の順にニュータウンが次々と開発され、現在では神戸市など阪神間のベッドタウンである。また、近年では兵庫県を事業主体とする三木総合防災公園・ひょうご情報公園都市の整備が進められている。一方で、現在でも豊かな自然が残っており、伽耶院・志染の石室（窟屋の金水）や御坂サイフォンや千体地蔵などの観光名所や、名門と謳われ、阪神間モダニズムの影響を受け設計された広野ゴルフ倶楽部がある。また、神戸市との境にある呑吐ダムは、灌漑・上水道を供給している。交通については、道路では山陽自動車道三木東インターチェンジ（IC）や神戸淡路鳴門自動車道方面への分岐点である三木JCTがある。鉄道では神戸電鉄粟生線が東西に走っており、東から緑が丘駅・広野ゴルフ場前駅・志染駅がある。これらの駅の北側がニュータウン地域となっている。

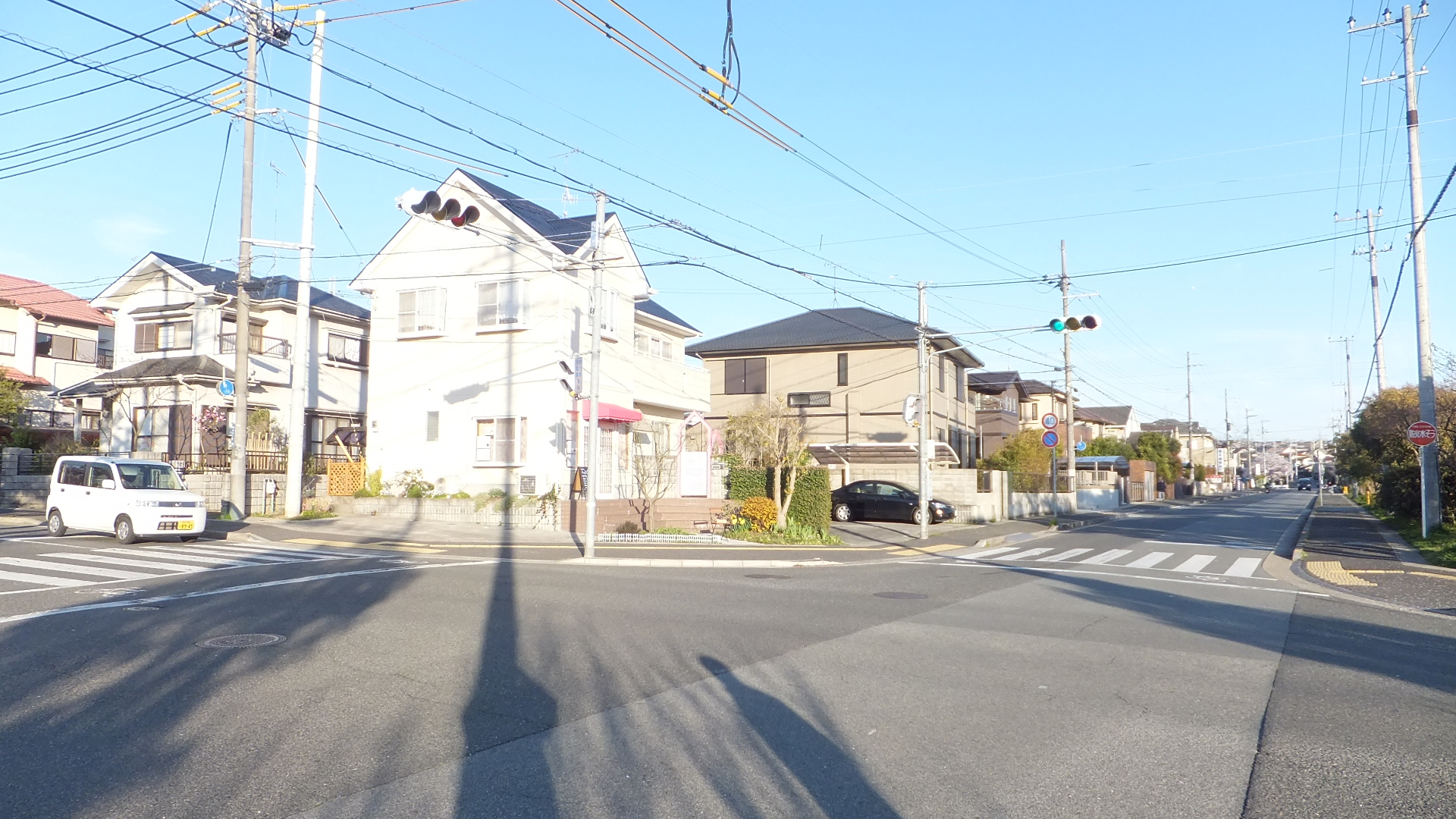
志染地区のニュータウン地帯（志染町青山6丁目にて）
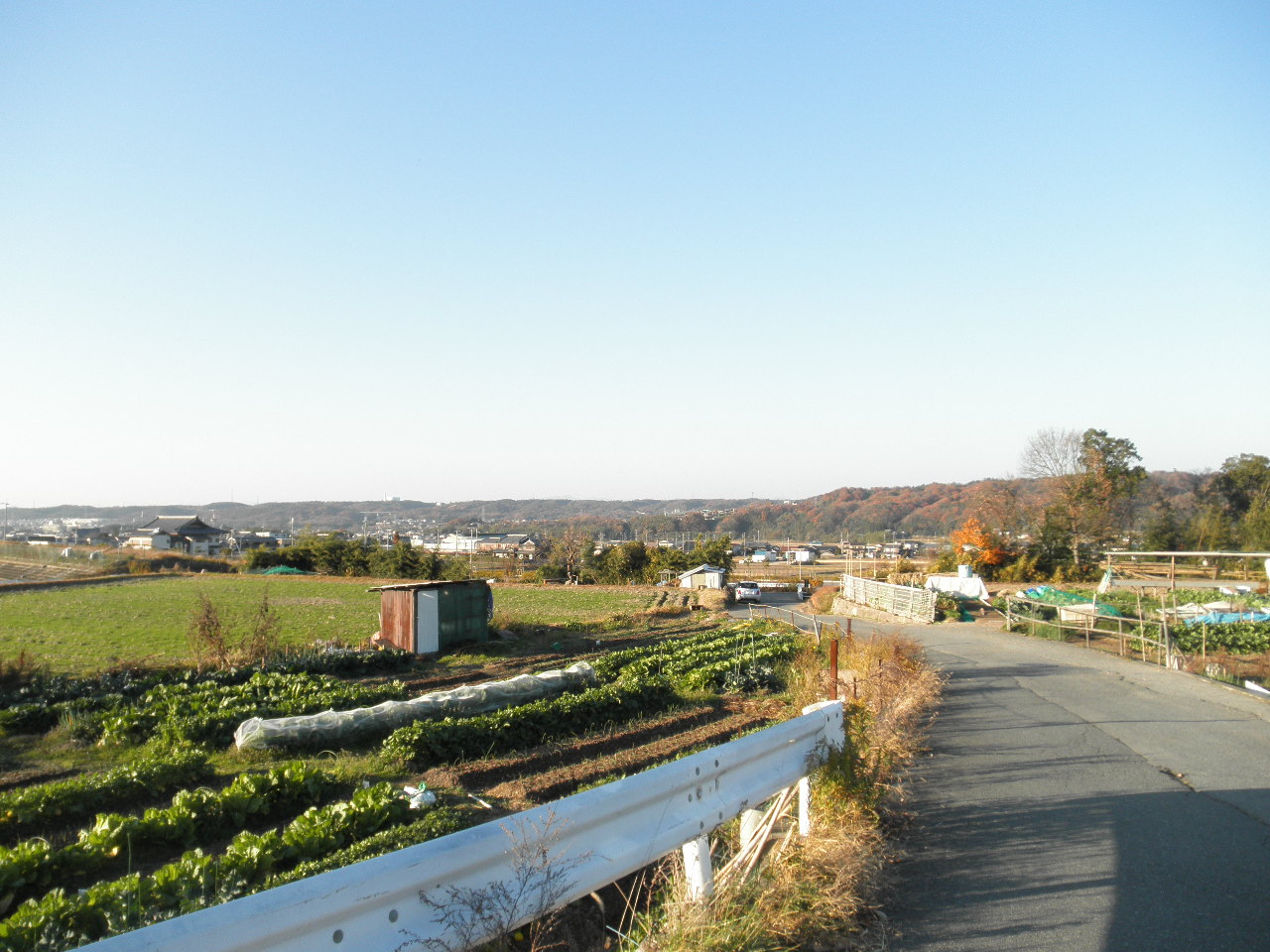
志染地区の田園地帯（志染町吉田にて）

### 緑が丘地区
1971年4月1日に街開きしたニュータウンである。

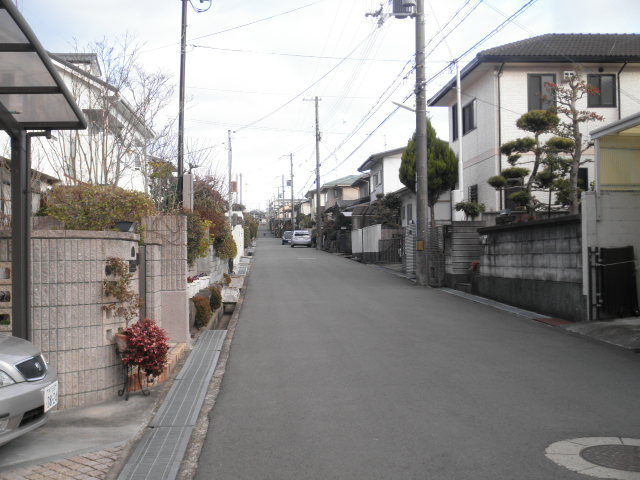
緑が丘地区の街並み（緑が丘町東1丁目にて）
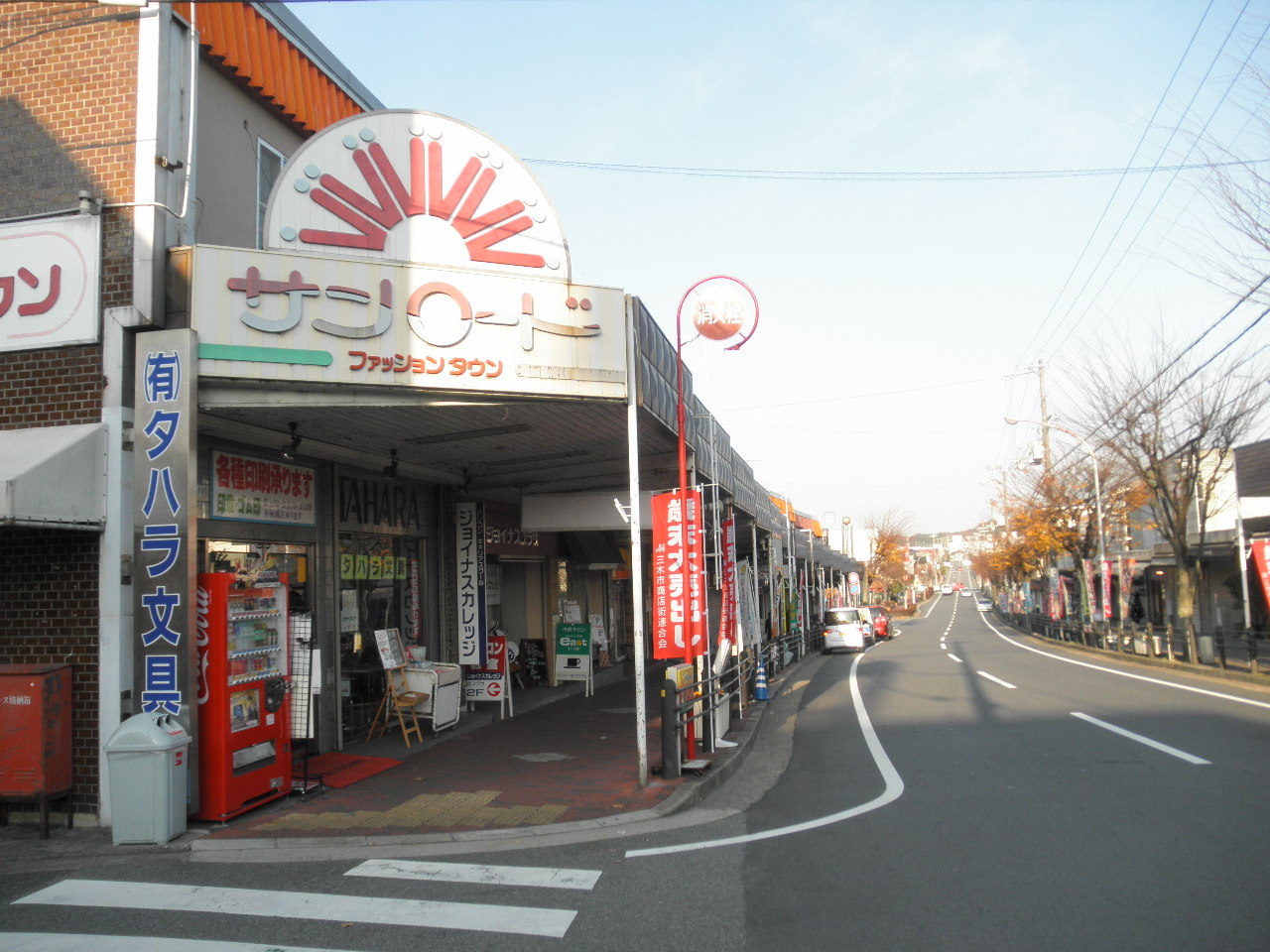
緑が丘駅前通りサンロード

### 細川地区
美嚢川の上流に位置する農業地帯であり、そこでは主に山田錦が栽培され、初夏から秋にかけては美しい景色が広がる。また、丘陵地には多くのゴルフ場やブドウの畑が見られる。またNESTA RESORT KOBEのレジャー施設が有る。鉄道は通っていない。

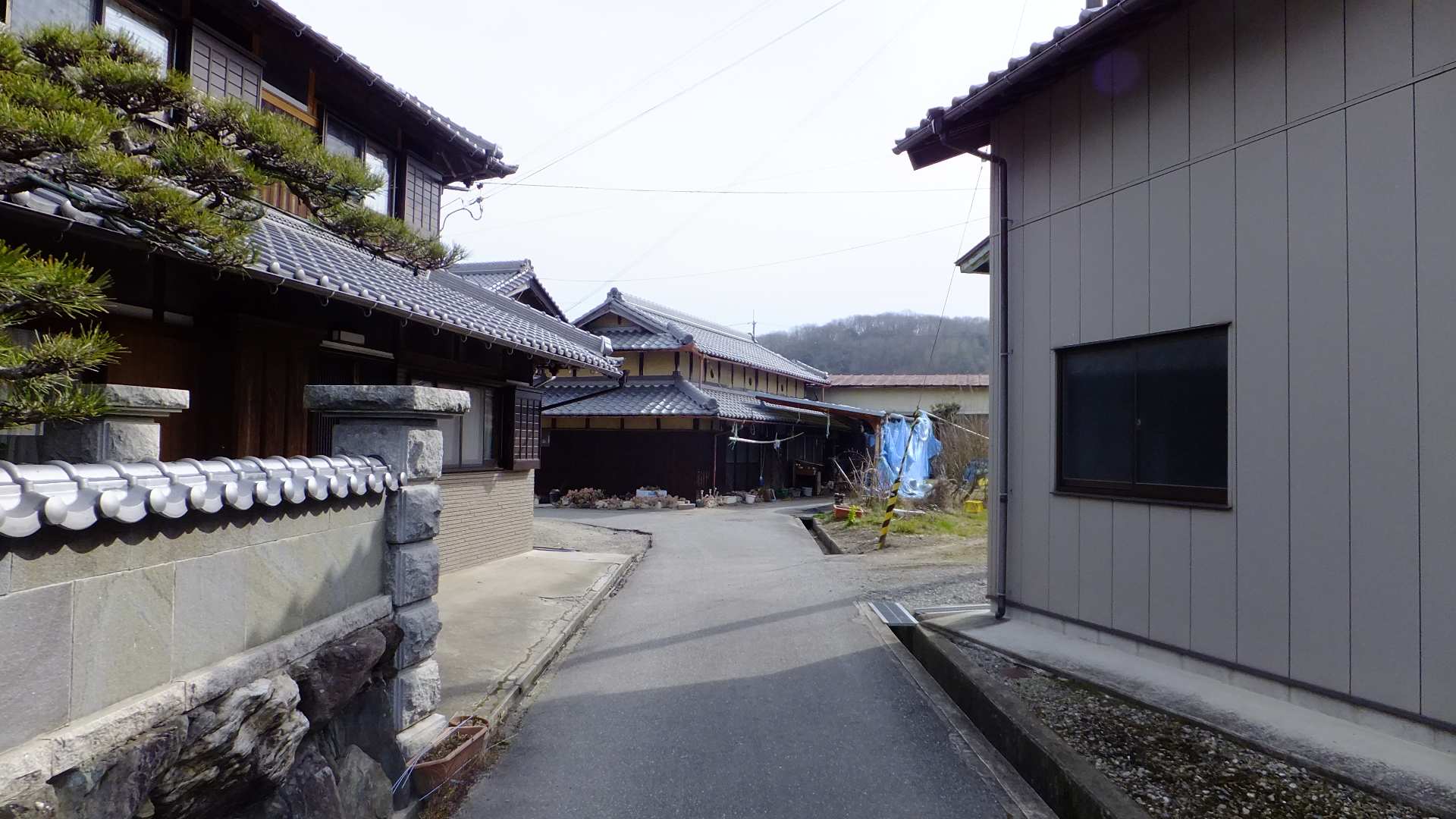
細川地区の町並み（細川町細川中にて）

### 口吉川地区
旧口吉川村と同一区域である農村地帯である。

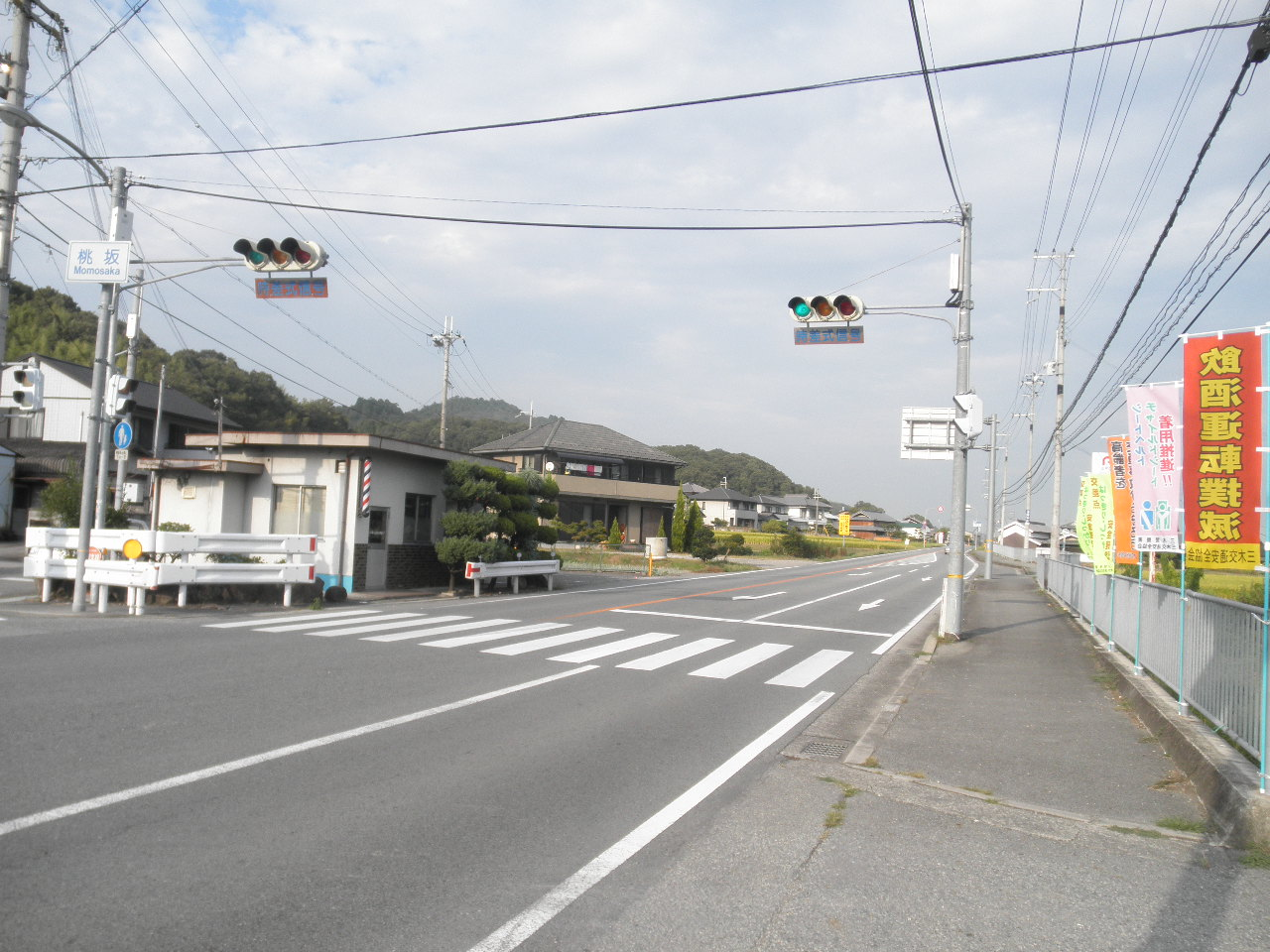
口吉川地区の街並み（口吉川町桃坂にて）

### 吉川地区
市内の北側に位置しており、全体的に起伏の少ない丘陵地の間に盆地が広がっている。美嚢川と北谷川の流域沿いにある田園地帯である。中世には吉川上荘・下荘、大播荘が存在していた。酒米である山田錦の産地である。観光資源としては吉川温泉「よかたん」や山田錦の館があるほか、ゴルフ場も多い。近年、新興住宅地「みなぎ台」の開発により地区内の人口が急増した。中国自動車道吉川ICは国道428号に接続している他、同自動車道から舞鶴若狭自動車道への分岐点となる吉川ジャンクションがある。また、村米制度発祥の地である。

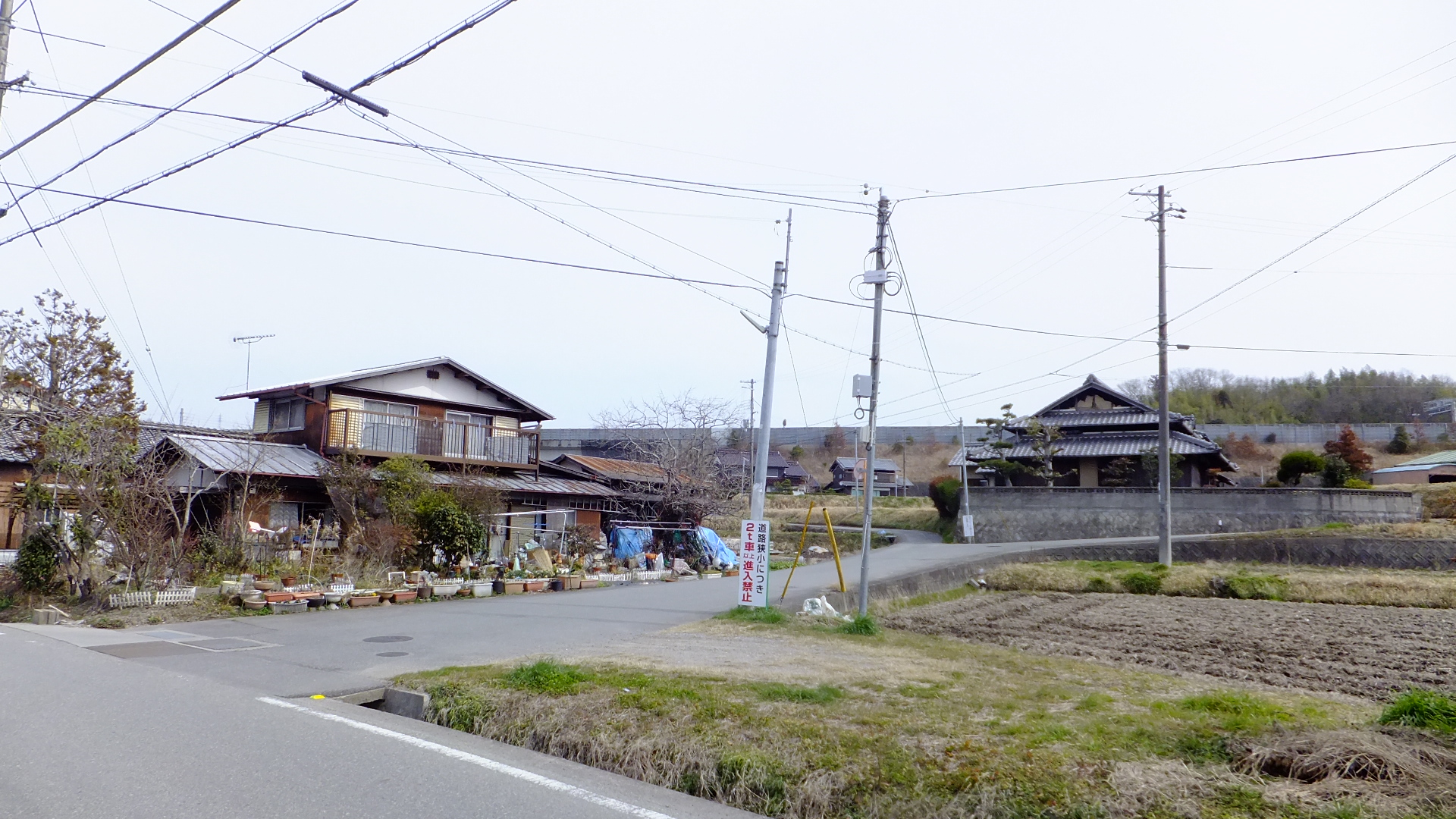
吉川地区の街並み（吉川町古市にて）
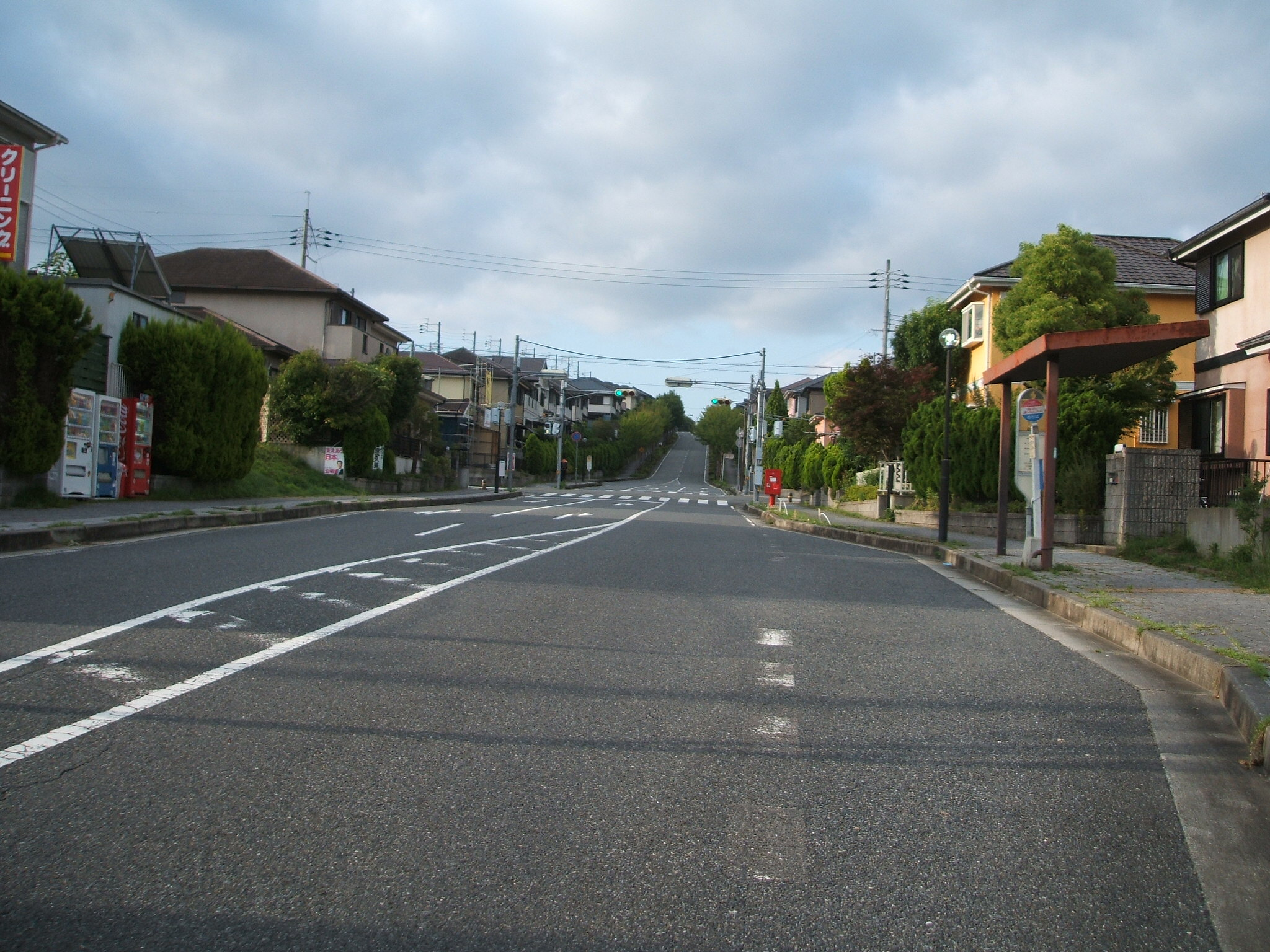
吉川地区内のニュータウン（みなぎ台）

### 大字の変遷
- 1976年3月 - 宿原の一部から自由が丘本町1丁目から3丁目が誕生した[64]。

## 行政

### 歴代市長
歴代市長
| 代      | 氏名                         | 就任期間                       |
| ------- | ---------------------------- | ------------------------------ |
| 初代    | 小林利八 こばやし りはち     | 1954年8月10日 - 1958年8月9日   |
| 2-4代   | 衣巻顕明 きぬまき けんみょう | 1958年8月10日 - 1967年11月7日  |
| 5-10代  | 大原義治 おおはら よしはる   | 1967年12月17日 - 1989年12月2日 |
| 11-14代 | 加古房夫 かこ ふさお         | 1990年1月21日 - 2006年1月20日  |
| 15-17代 | 藪本吉秀 やぶもと よしひで   | 2006年1月21日 - 2017年5月25日  |
| 18-19代 | 仲田一彦 なかた かずひこ     | 2017年7月2日 - 現職            |

### 財政
2008年9月29日に、財政危機宣言を発表した。その後は危機宣言を脱出するために2009年度に新行財政改革プランを開始して、借金は投資的事業の抑制によって減少している。また、危機宣言の影響で補助金が休止し、三木夏まつり花火大会が休止された。

### 特徴的な条例
遊技場等及びラブホテルの建築等の規制に関する条例
市民の生活環境や教育環境、あるいは景観の保全を目的に1984年6月25日に制定された上記の条例により、市内にはラブホテルや風俗店は、1軒も存在しない。また、市内にはラブホテル・風俗店の看板も存在しない。

### 市町村合併
- 2003年12月4日に吉川町が合併協議会設置を申し入れ、2004年4月1日に合併協議会が発足した。そして、2005年2月2日に合併調印式を開催し、同年10月24日に合併した[69][70]。

### 市章・市旗

#### 市章
「木」または「キ」を3つ組み合わせて図案化した図案であり、ハート形にして心臓部を表している。1912年に当時の三木市立三樹小学校の職員が市章を制定し、そのまま三木町の町章として使用され、当市新設後もそのまま継承された。明治時代から大正時代に改元されたことを記念して、三木市立三樹小学校の校章として制定されたことが起源であり、作成にあたって、当市の特産物である金物を意味する「金」を入れたいためにハート形にして採用された。しかし、1963年までは制定者は不明であったが、神戸新聞に小野市と共に当市の市章が掲載されていたが、その時に当市の市章の製作者が「三木市の威厳が低下するため」と感じ、市に自己申告されたために制定者が明らかになった。

#### 市旗
製鉄を表す紺地に明朗純誠を表す白で当市のイニシャルである「M」を図案化し、当市の地形と大工道具の大中小の曲尺を組み合わせて1966年8月10日に制定された。制定にあたっては当市の姉妹都市である アメリカ合衆国バイセリア市との姉妹都市の締結を記念したことにより、公募で制定し、7月15日まで募集した。結果は当時兵庫県神戸市灘区に在住していた製作者によって決定した。

市章
市旗

## 立法

### 三木市議会
- 定数：16名

### 兵庫県議会（三木市選挙区）
- 定数：1名

| 氏名       | 会派名     | 当選回数 |
| ---------- | ---------- | -------- |
| 村岡まゆこ | 自由民主党 | 3        |

### 衆議院
- 任期：2021年10月31日 - 2025年10月30日（「第49回衆議院議員総選挙」参照）

| 選挙区                                                                    | 議員名     | 党派名     | 当選回数 | 備考   |
| ------------------------------------------------------------------------- | ---------- | ---------- | -------- | ------ |
| 兵庫県第4区（三木市、神戸市西区、西脇市、小野市、加西市、加東市、多可町） | 藤井比早之 | 自由民主党 | 4        | 選挙区 |

## 姉妹都市・提携都市
日本国外
- バイセリア市（アメリカ合衆国カリフォルニア州）
  - 1966年5月18日 - 姉妹都市提携を締結。
  - 1966年10月15日 - バイセリア市長が来市し、盟約書に調印。
- コロワ市（オーストラリア連邦ニューサウスウェールズ州）

日本国内
- 旧吉川町（兵庫県）
  - 1997年4月 - 友好都市提携。
  - 2005年10月1日 - 合併後の三木市として、改めて姉妹都市提携の調印。
- 小山町（静岡県）
  - 2015年4月27日 ‐ 災害時相互応援協定締結。
- 若狭町（福井県）
  - 2016年5月31日 ‐ 災害時相互応援協定締結。
- 垂井町（岐阜県）
  - 2016年10月24日 - 災害時相互応援協定締結。

## 経済
市の主要産業は金物であり、「金物のまち」として全国的に知られる。また、江戸時代には酒米である「金谷米」の生産が行われており、昭和時代からは「山田錦」の一大産地である。ゴルフ場の数は、阪神地区の近郊都市かつ丘陵地にあり高低差が少なく開発が容易であるため多く立地し、西日本で1位である。その中で廣野ゴルフ倶楽部が有名である。これを反映して市のキャッチフレーズは「金物と酒米とゴルフのまち」である。また、神戸市北区との市境には、県が整備を進めるひょうご情報公園都市があり、新産業を誘致している。

### 産業

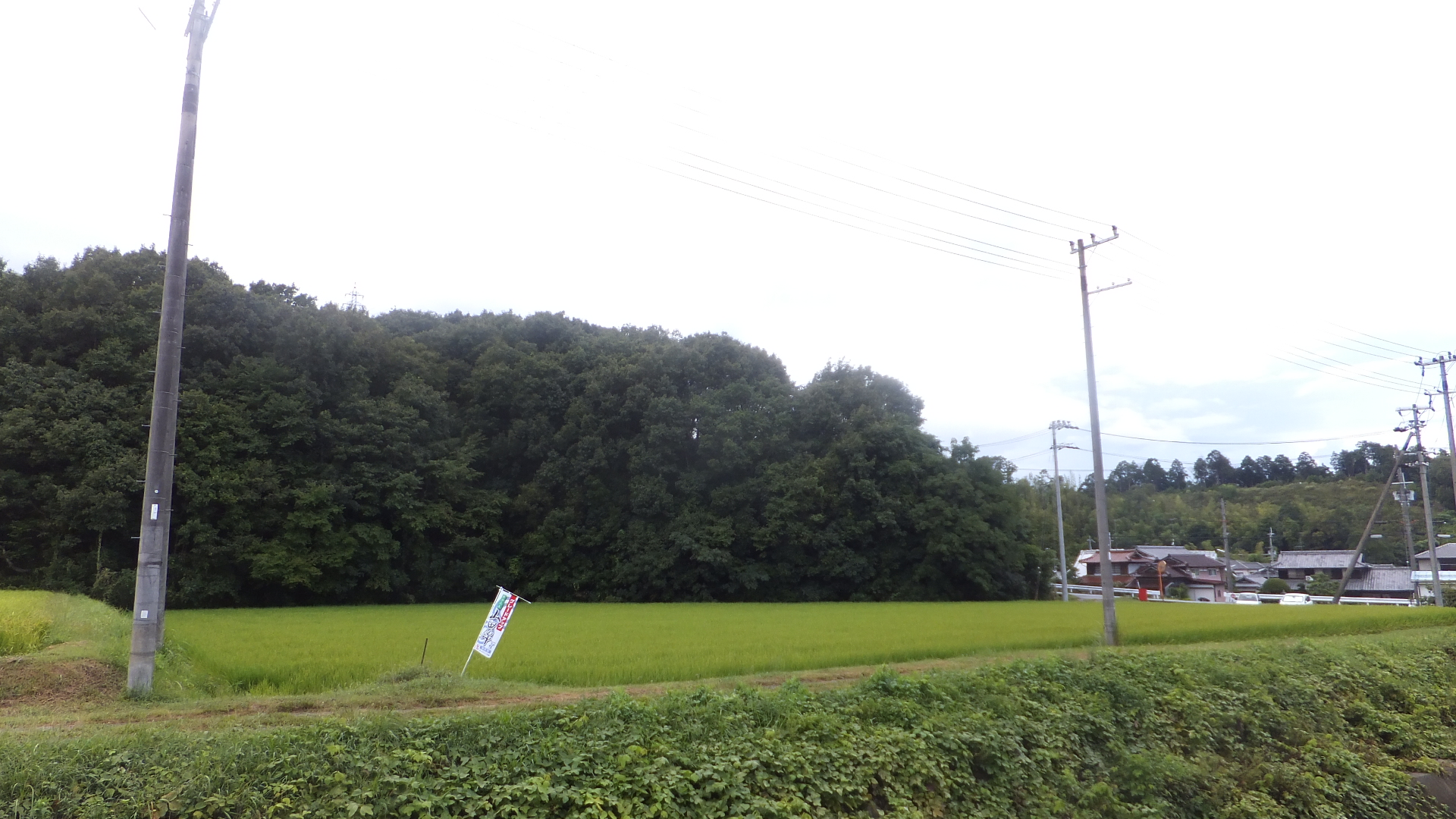
市内にある山田錦の栽培地帯
志染町細目で撮影

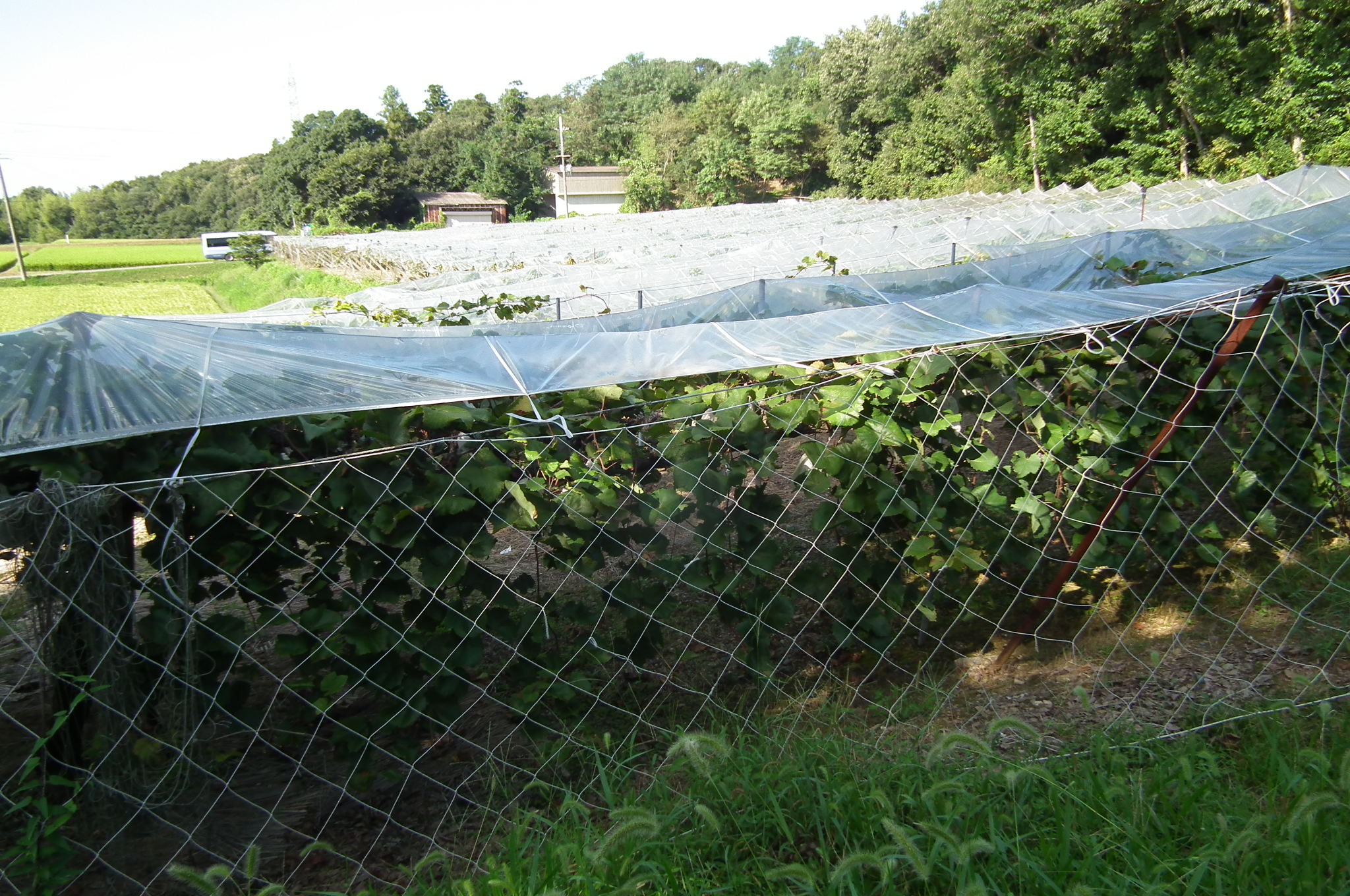
市内にある観光葡萄園

#### 農業
小規模経営農家が多く、水稲稲作が中心である。
- 山田錦（酒米）

昭和時代から栽培され、吉川町地区が山田錦発祥の里である。主に肥料もちや水持ちが良好な、神戸層群が位置する別所町・細川町・口吉川町・吉川町で生産され、生産量は日本一である。「酒米の王様」と呼ばれ、品質も最高ランクである。北海道・関東地方・四国地方に日本酒米用として出荷している。集落と蔵元との契約栽培である村米制度が残り、吉川町市野瀬が制度の発祥地である。
- ブドウ

1960年から栽培を開始した。主に細川地区と口吉川地区が盛んである。1983年からはピオーネの栽培が開始され、生産量は生食用では兵庫県で一番多い。観光農園として7か所の葡萄園が開放されており、ぶどう品評会が1966年から毎年開催されている。
その他に、春にはイチゴとキクを栽培し、乳牛を飼育している。市内には「緑豆もやし」の製造工場もある。

#### 工業
詳しくは播州三木打刃物を参照
金属加工を中心とした零細企業を中心として小規模事業所で製造しているものづくり産業が盛んである。
金物（鋸、鏝などの利器工匠具）
「金物の町」と呼ばれており、発祥は倭鍛冶の系統と韓鍛冶の系統が合流して誕生し、戦国時代は三木合戦により荒廃した三木城の焼けた城下町の復旧、江戸時代は工業都市として確立しており、かつ他地方への出稼ぎが、宝暦から天明にかけて盛んになった。明治時代からは第二次世界大戦前までは軍用部品の需要が増え、大正時代には学術研究の対象になったが、第二次世界大戦後は物資の不足とインフレにより低迷していた。しかし、三木貿易協会を設立し、海外進出や企業誘致をした結果、中国のめまぐるしい発展に大工道具の需要が伸びている。
金物のなかでも、鏝（こて）のシェアは90%を超え、三木ならではの刃物“肥後守”も有名である。鋸（のこ）、鑿（のみ）、鉋（かんな）、鏝（こて）、小刀の5品目は経済産業省により『播州三木打刃物』として伝統的工芸品の指定を受けている。

#### 公園

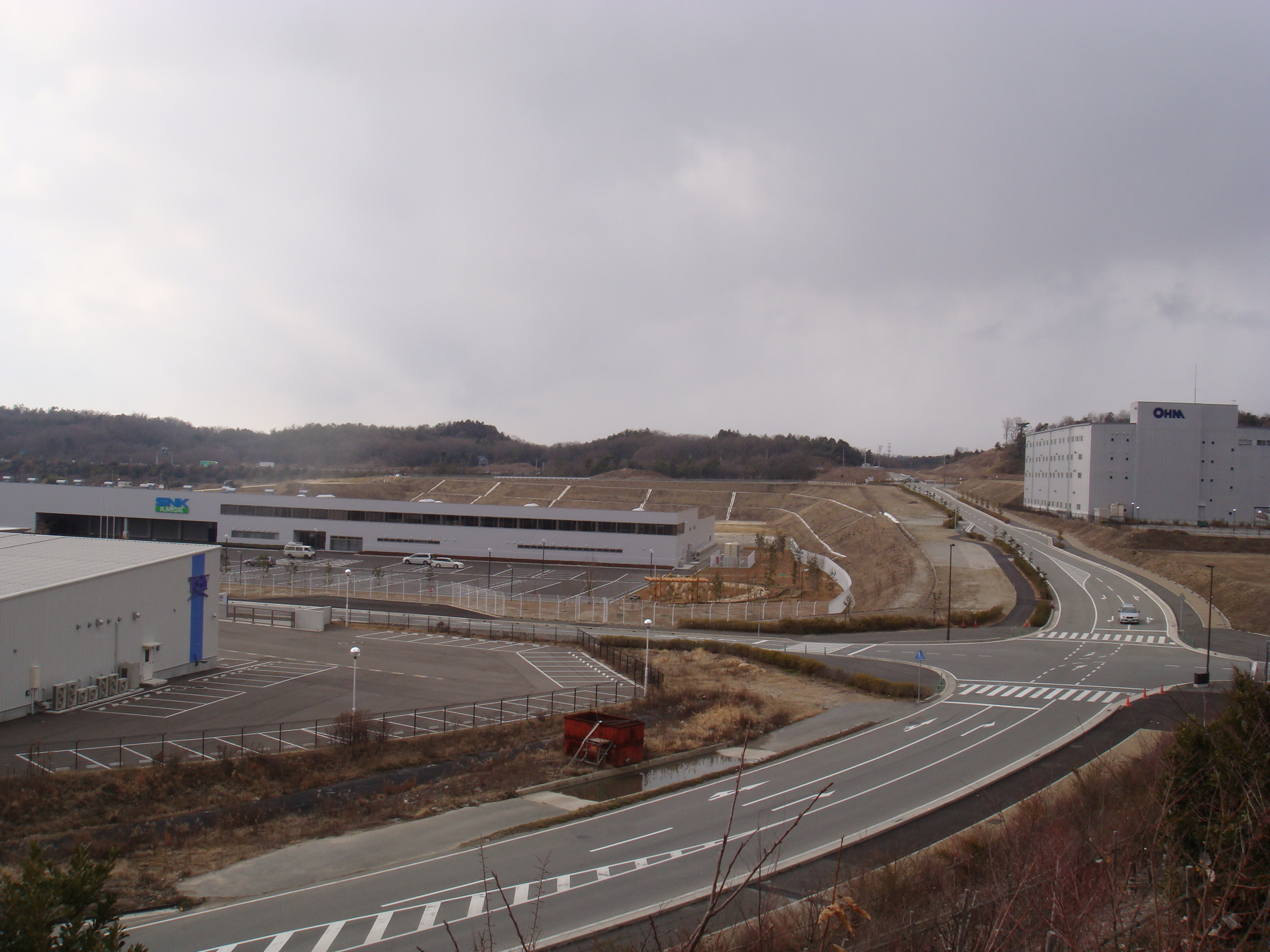
ひょうご情報公園都市

- 三木工場公園
- ひょうご情報公園都市

### 企業
三木市に本社を置く主な企業
- 高階（総合建設）
- 岡田金属（ゼットソーの鋸製造）
- 近畿工業（破砕機等の製造）
- 小林ギムネ（木工用ドリルの製造）
- 神和商事（建設・解体業）
- 津村鋼業（丸のこ刃の製造）
- 東洋物産（ヘルメット等の安全具製造）
- 藤原産業（SK11ブランドなどの金物商）
- 三木紙パック（紙パック製品の製造）
- ミヤナガ（ドリルピットなどの製造）
- ヤマヒデ食品（鰹節製造）

三木市に工場を置く主な企業

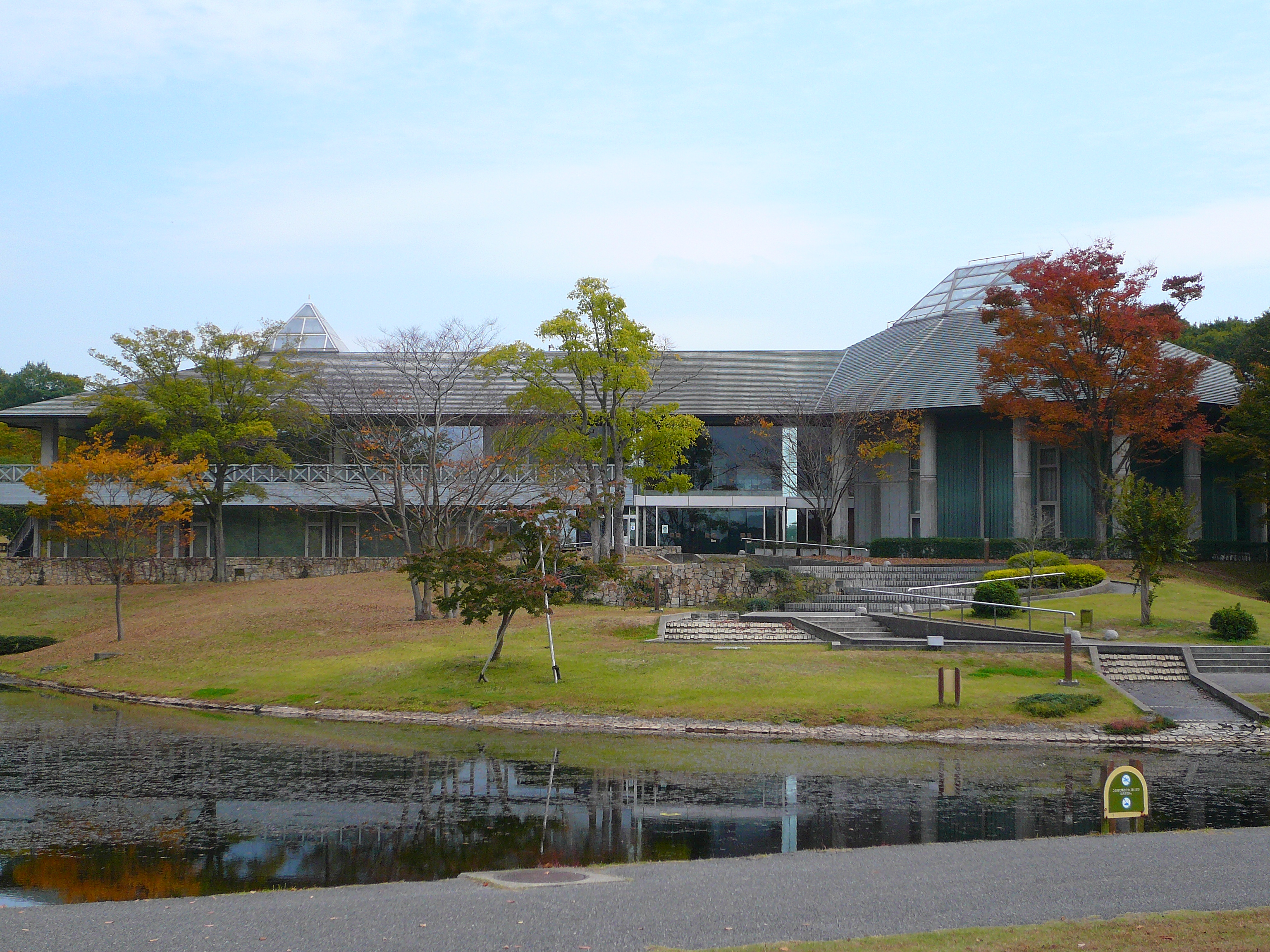
兵庫県立三木山森林公園
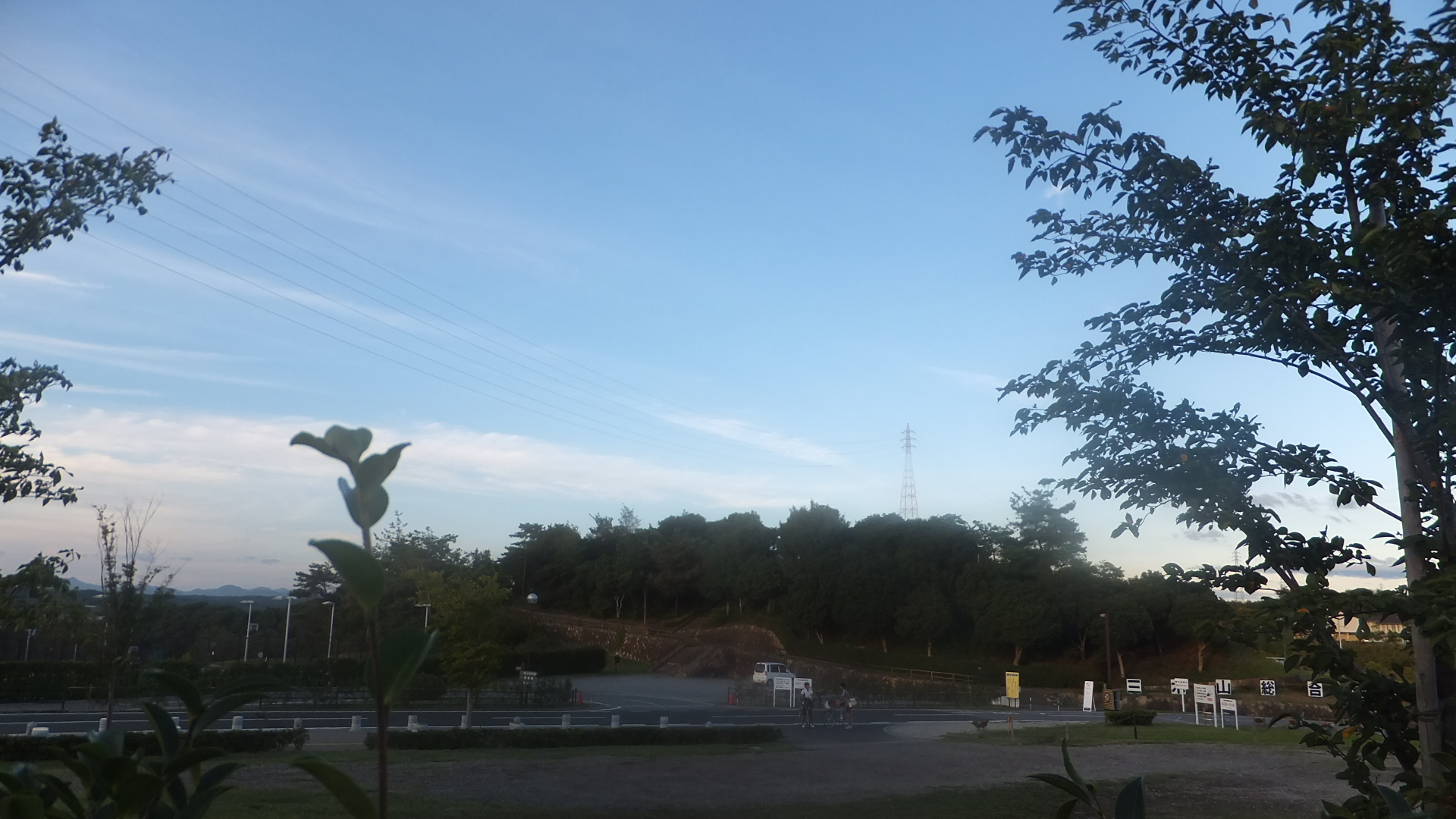
三木山総合公園
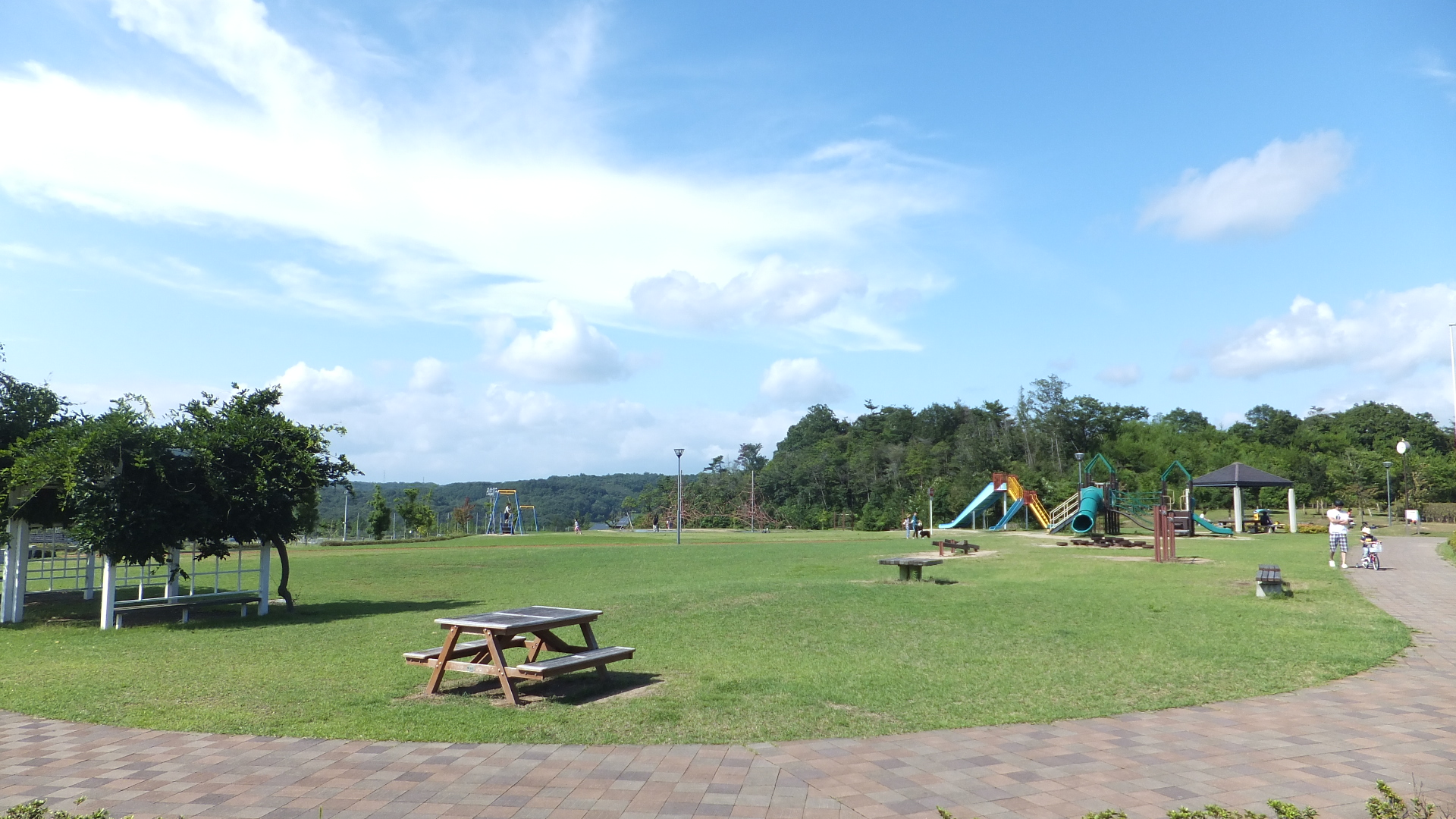
兵庫県立三木防災公園
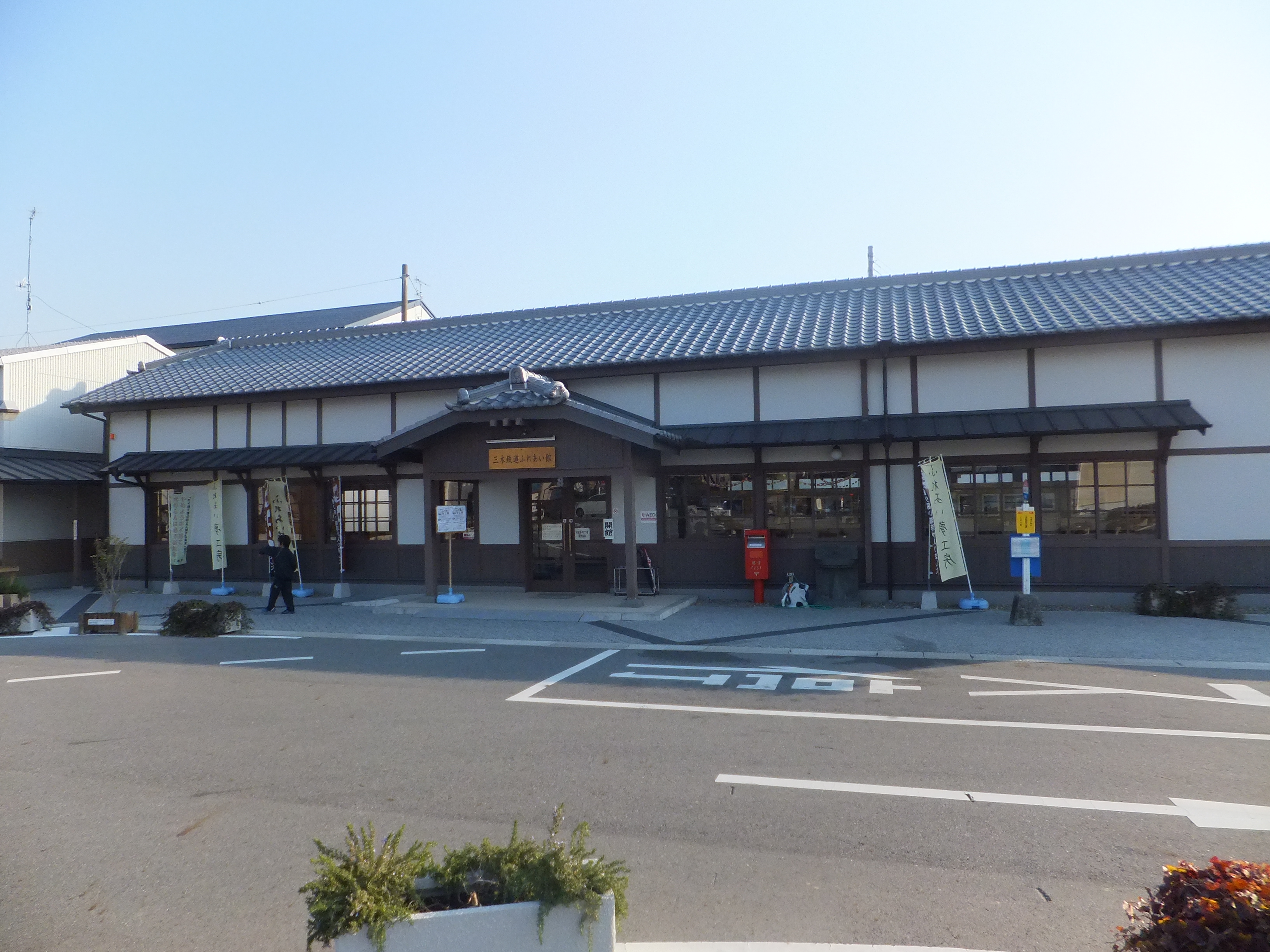
三木鉄道記念公園
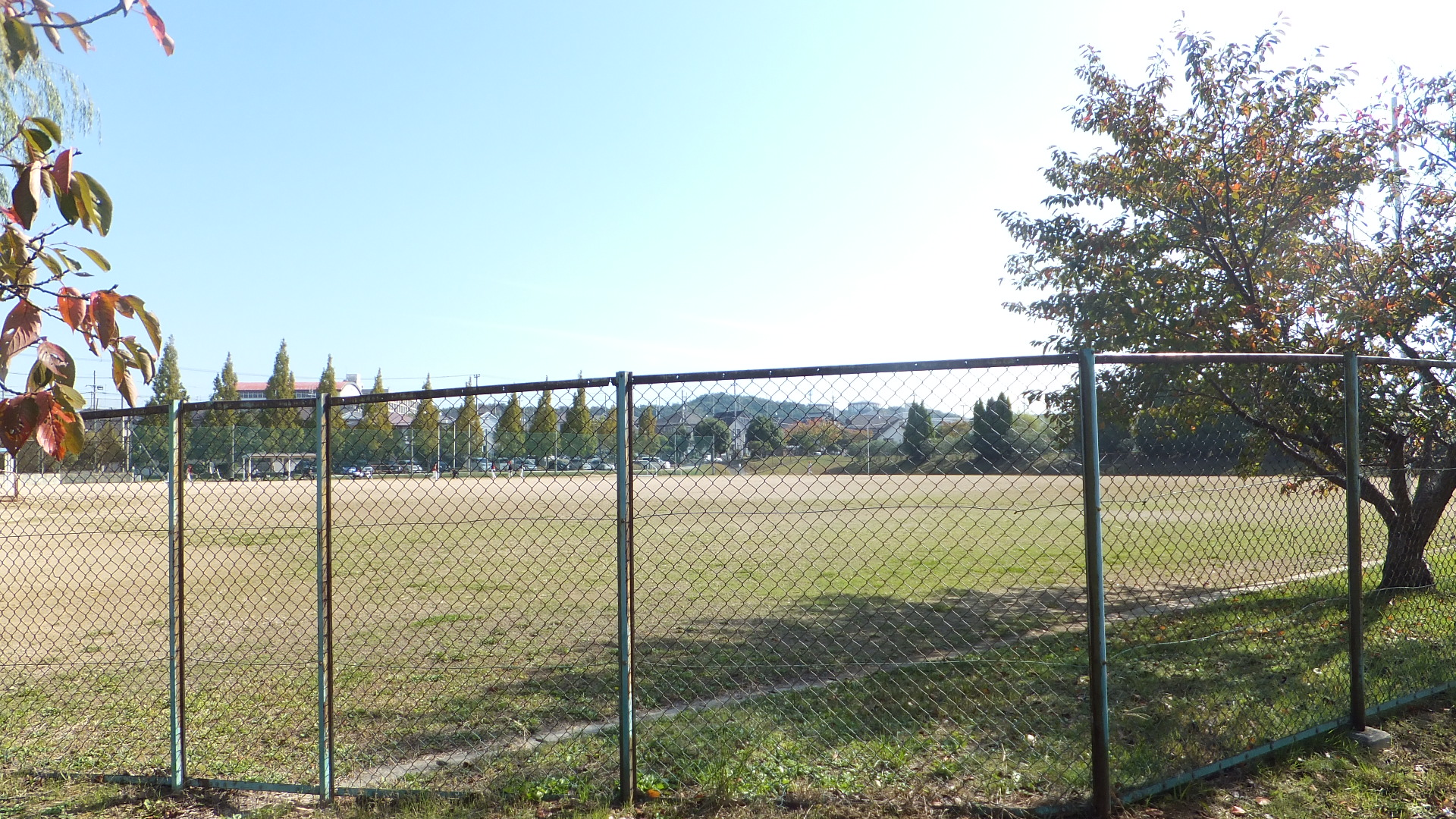
緑が丘スポーツ公園
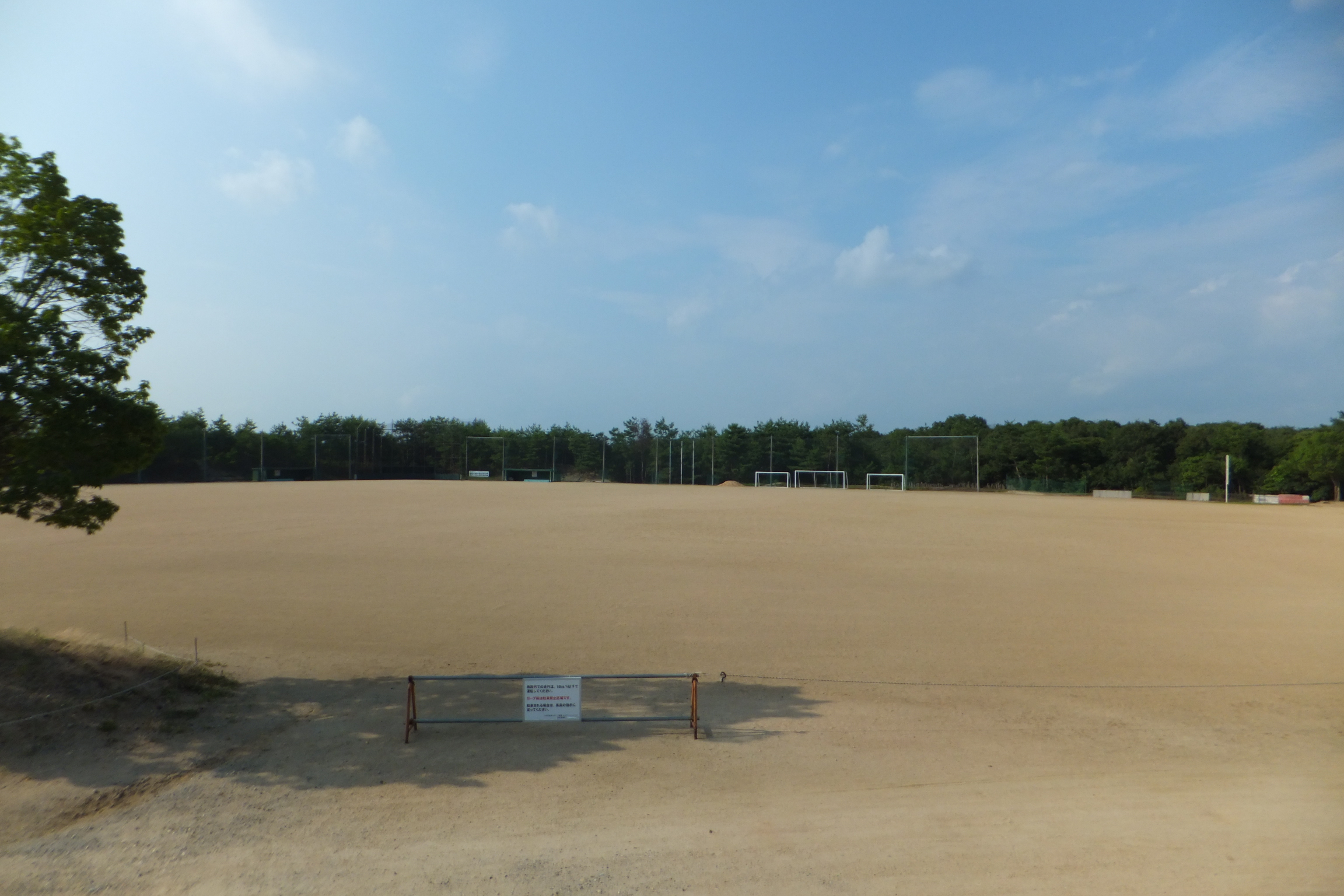
グリコマニュファクチャリングジャパン（アイスクリーム製造）
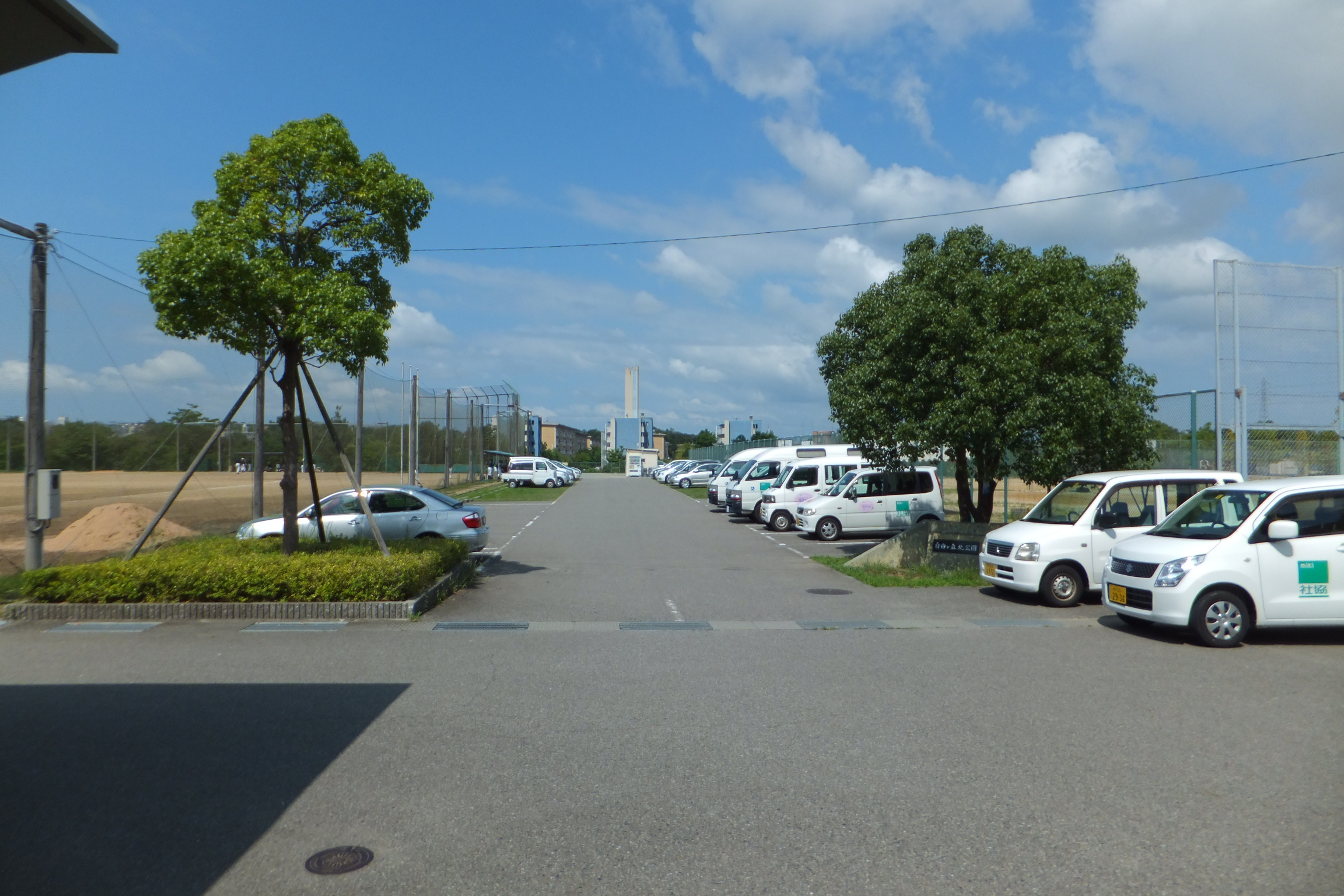
自由が丘北公園
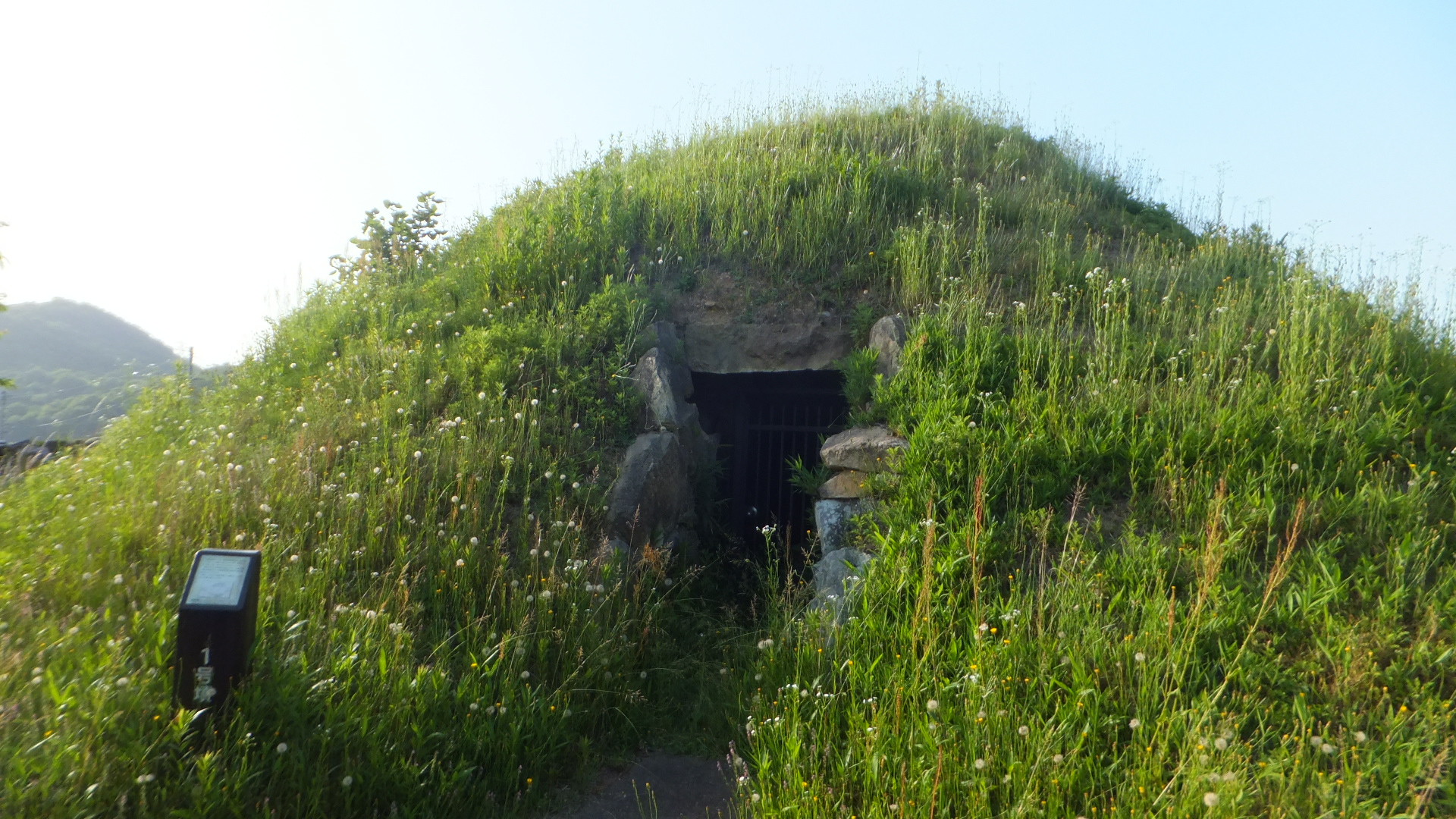
正法寺古墳公園
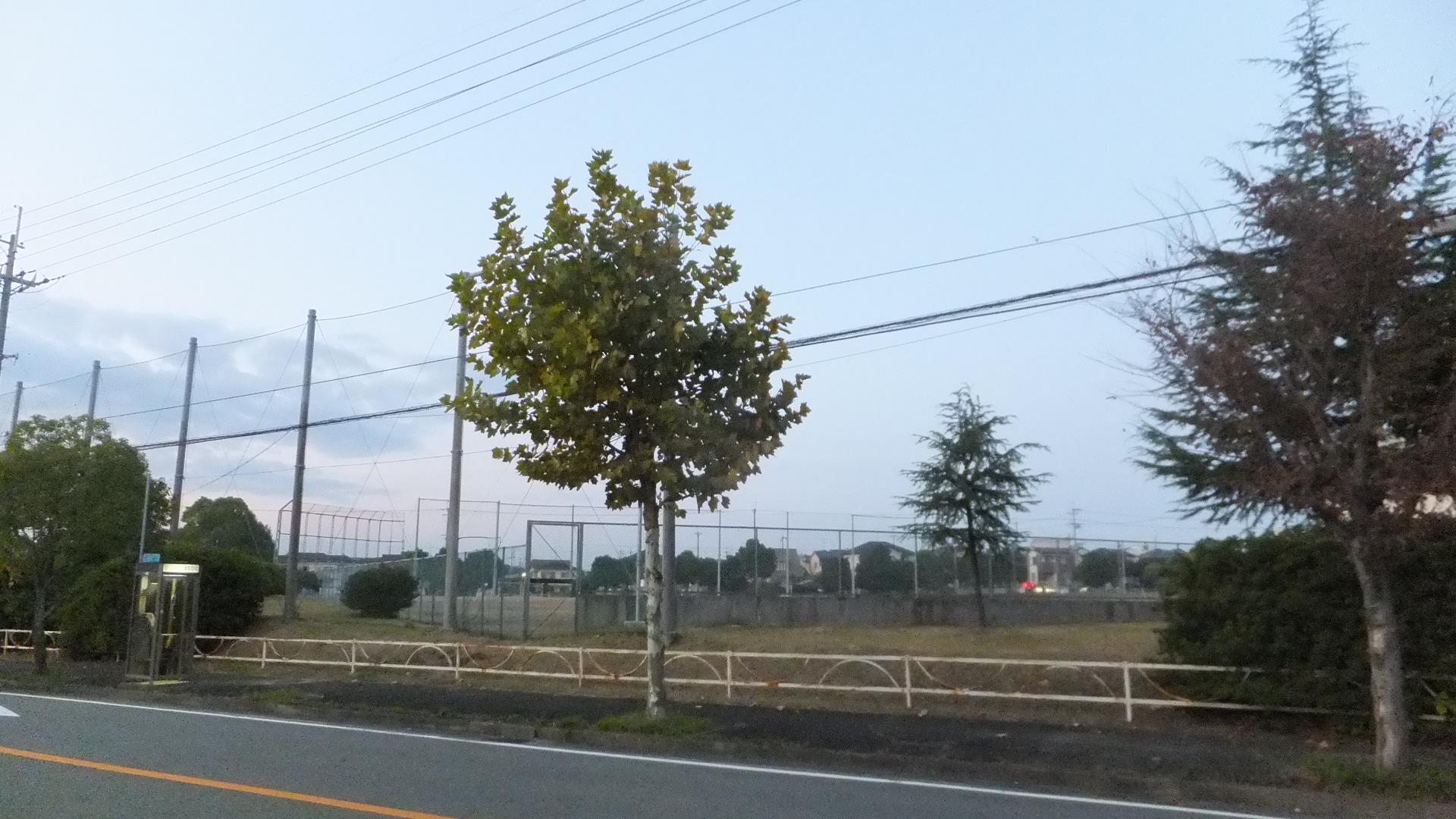
ともえ運動公園

- オークラ輸送機（コンベア等の製造）
- オートバックスセブン（流通ターミナル）
- 極東開発工業（大型改造車体の製造）
- JFE建材アルミ三木（建材の製造）
- ナリス化粧品（化粧品製造）
- ミツカンフレシア（納豆などの食品製造）
- ヤクルト本社（乳製品製造）

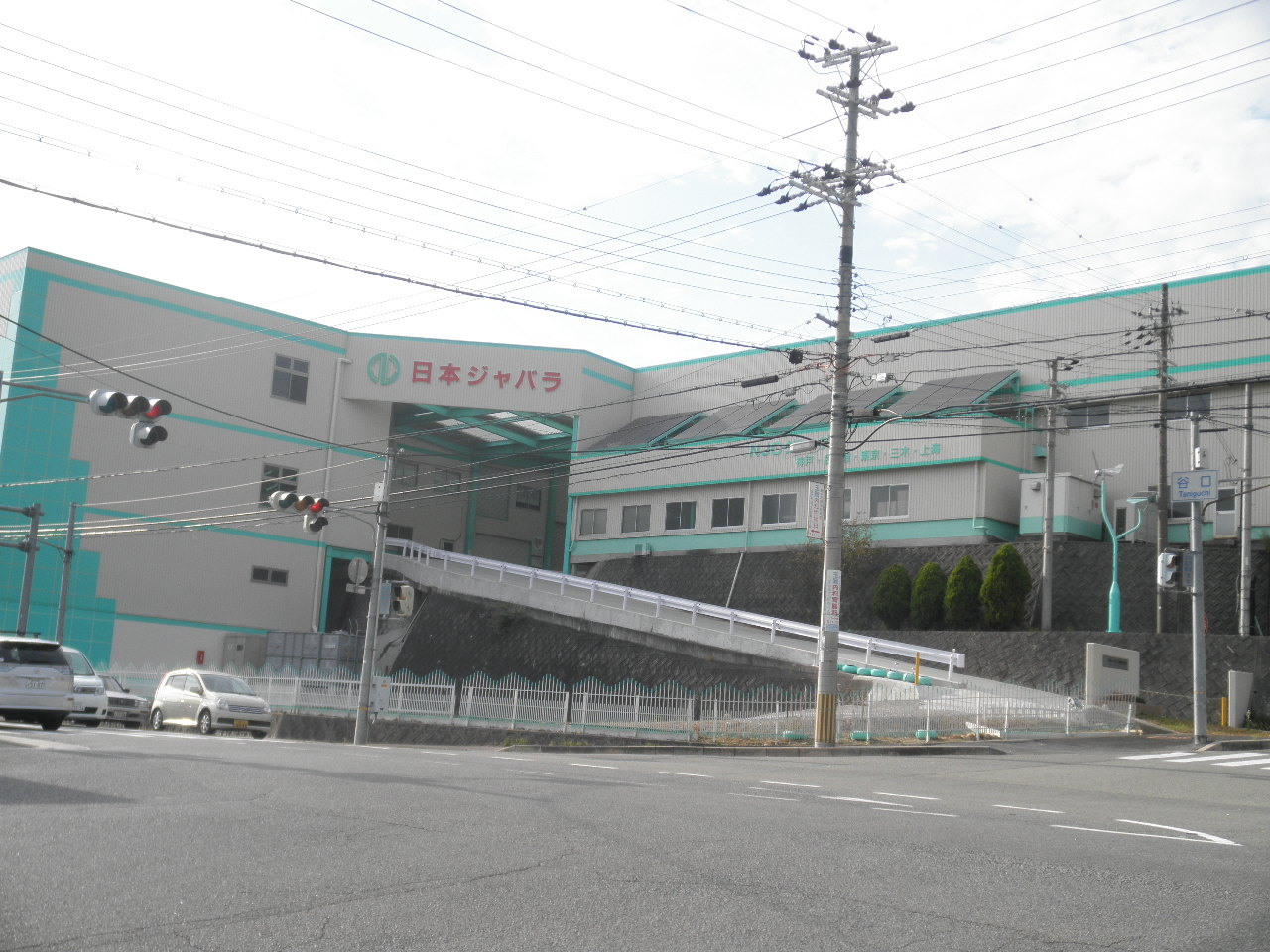
日本ジャバラ工業 三木工場
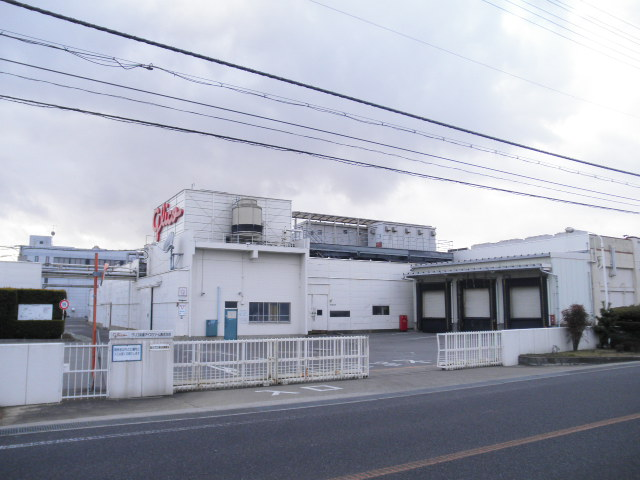
グリコ兵庫アイスクリーム株式会社

## 教育
市立の学校（小中学校および特別支援学校）の設置は、三木市立学校校区審議会条例を根拠としている。

### 小学校・中学校
| 市立小学校           | 市立中学校           | 市立小学校               | 市立中学校             |
| -------------------- | -------------------- | ------------------------ | ---------------------- |
| 三木市立三樹小学校   | 三木市立三木中学校   | 三木市立志染小学校       | 三木市立緑が丘中学校   |
| 三木市立平田小学校   | 三木市立三木中学校   | 三木市立緑が丘小学校     | 三木市立緑が丘中学校   |
| 三木市立口吉川小学校 | 三木市立三木中学校   | 三木市立緑が丘東小学校   | 三木市立緑が丘中学校   |
| 三木市立豊地小学校   | 三木市立三木中学校   | 三木市立自由が丘小学校   | 三木市立自由が丘中学校 |
| 三木市立三木小学校   | [ 注釈 1 ]           | 三木市立自由が丘東小学校 | 三木市立自由が丘中学校 |
| 三木市立広野小学校   | 三木市立三木東中学校 | 三木市立吉川小学校       | 三木市立吉川中学校     |
| 三木市立別所小学校   | 三木市立別所中学校   |                          |                        |

### 高等学校
- 兵庫県立三木高等学校
- 兵庫県立三木東高等学校
- 兵庫県立三木北高等学校
- 兵庫県立吉川高等学校
- 神戸星城高等学校神戸北キャンパス

### 大学
- 関西国際大学

### 特別支援学校
- 三木市立三木特別支援学校
- 兵庫県立のじぎく特別支援学校 - 所在地は神戸市とされているが、校地の大部分は三木市の区域内である。

### その他の学校

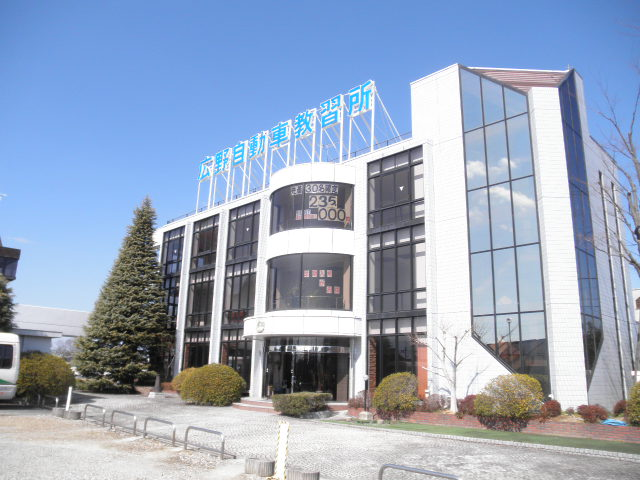
広野自動車教習所

- 兵庫県消防学校
- 広野自動車教習所

### 廃止された学校
兵庫県小学校の廃校一覧#三木市・兵庫県中学校の廃校一覧#三木市・兵庫県高等学校の廃校一覧#三木市を参照。

### 生涯学習

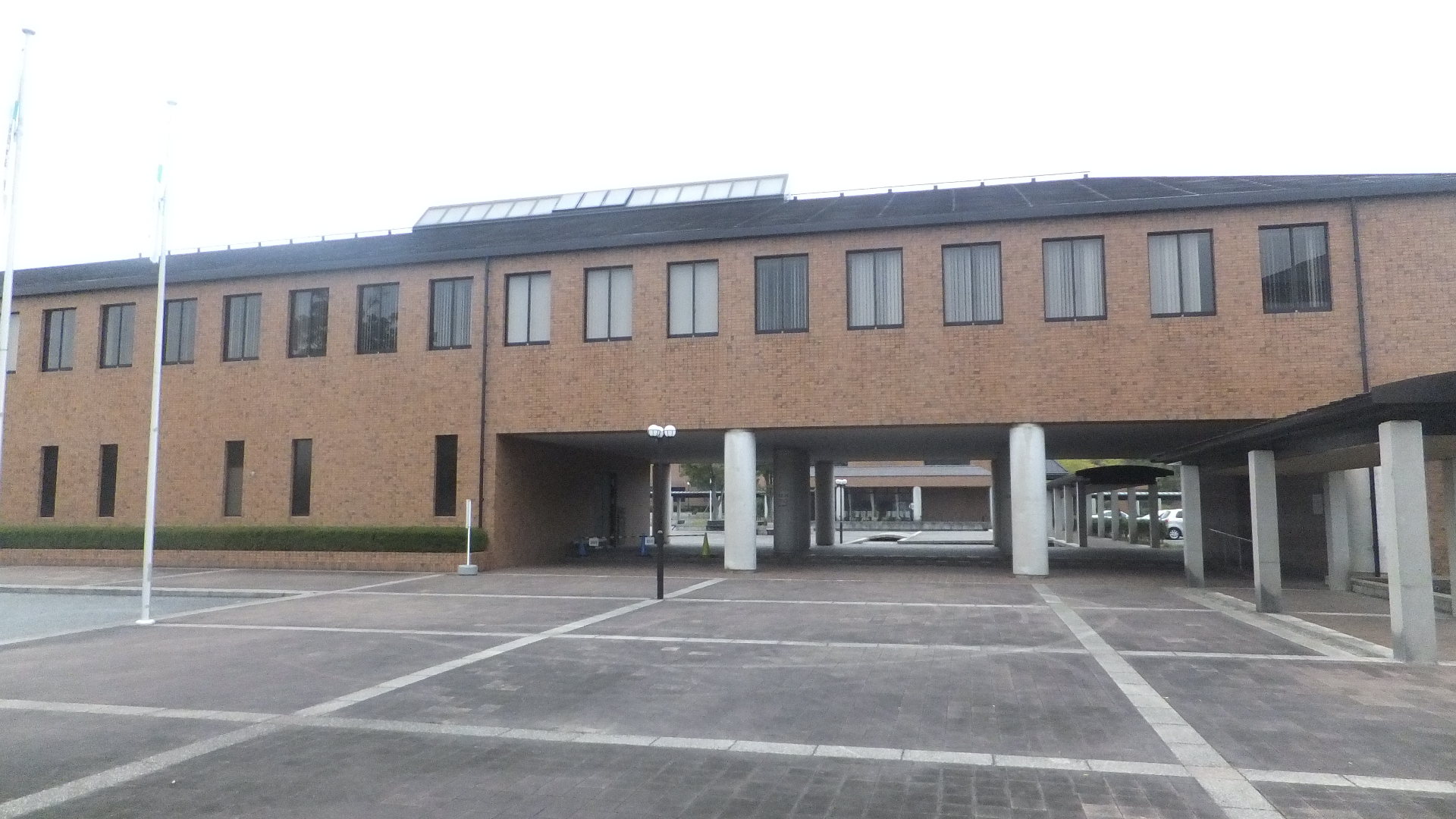
コープこうべ協同学苑
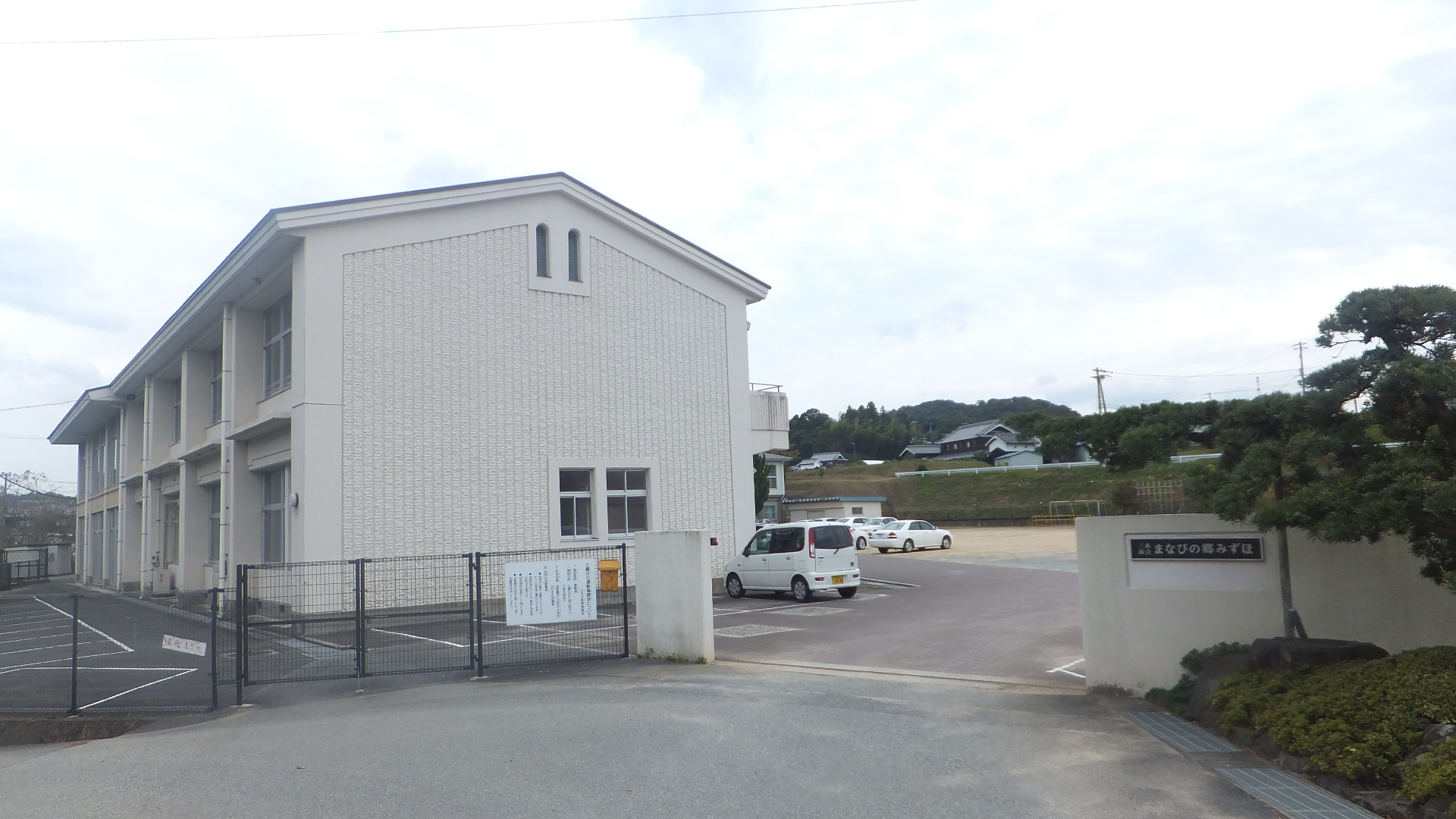
まなびの郷みずほ
- 別所ふるさと交流館

- コープこうべ協同学苑
- まなびの郷みずほ

### 認定こども園（幼保連携型）

#### 公立
- 三木市立別所認定こども園
- 三木市立よかわ認定こども園

#### 私立
- りんでん認定こども園
- 神和認定こども園
- エンゼル認定こども園
- 一粒園認定こども園
- 清心認定こども園
- ひろの認定こども園

- 羽場認定こども園
- えびす認定こども園
- いずみ認定こども園
- 自由ヶ丘認定こども園
- あけぼの認定こども園

### 幼稚園

#### 公立
2023年度末までに廃園が予定されている。
- 三木市立三樹幼稚園
- 三木市立三木幼稚園
- 三木市立広野幼稚園

- 三木市立自由が丘幼稚園
- 三木市立緑が丘東幼稚園

#### 私立
- ホザナ園

#### かつて存在した幼稚園
- 瑞穂幼稚園 - 星陽幼稚園へ統合
- 口吉川幼稚園 - 星陽幼稚園へ統合
- 東吉川幼稚園 - よかわ幼稚園へ統合
- 上吉川幼稚園 - よかわ幼稚園へ統合
- 中吉川幼稚園 - よかわ幼稚園へ統合
- 星陽幼稚園 - 三木幼稚園へ統合
- 志染幼稚園 - 三木幼稚園へ統合
- みなぎ台幼稚園 - よかわ幼稚園へ統合
- 別所幼稚園 - 別所認定こども園へ移行
- 平田幼稚園 - 幼保一体化計画による廃園
- 自由が丘東幼稚園 - 幼保一体化計画による廃園
- 三木市立緑が丘幼稚園 - 幼保一体化計画による廃園
- 三木市立よかわ幼稚園 - よかわ認定こども園へ移行

### 保育園

#### 公立
- 三木市立上の丸保育所
- 三木市立志染保育所

#### かつて存在した保育園
すべて認定こども園への移行による廃園である
- 別所保育所
- 吉川保育所
- 神和保育園
- エンゼル保育園

- 一粒園保育所
- 清心保育園
- ひろの保育園
- 羽場保育園

- えびす保育園
- いずみ保育園
- 自由ヶ丘保育園
- あけぼの保育園

## 施設

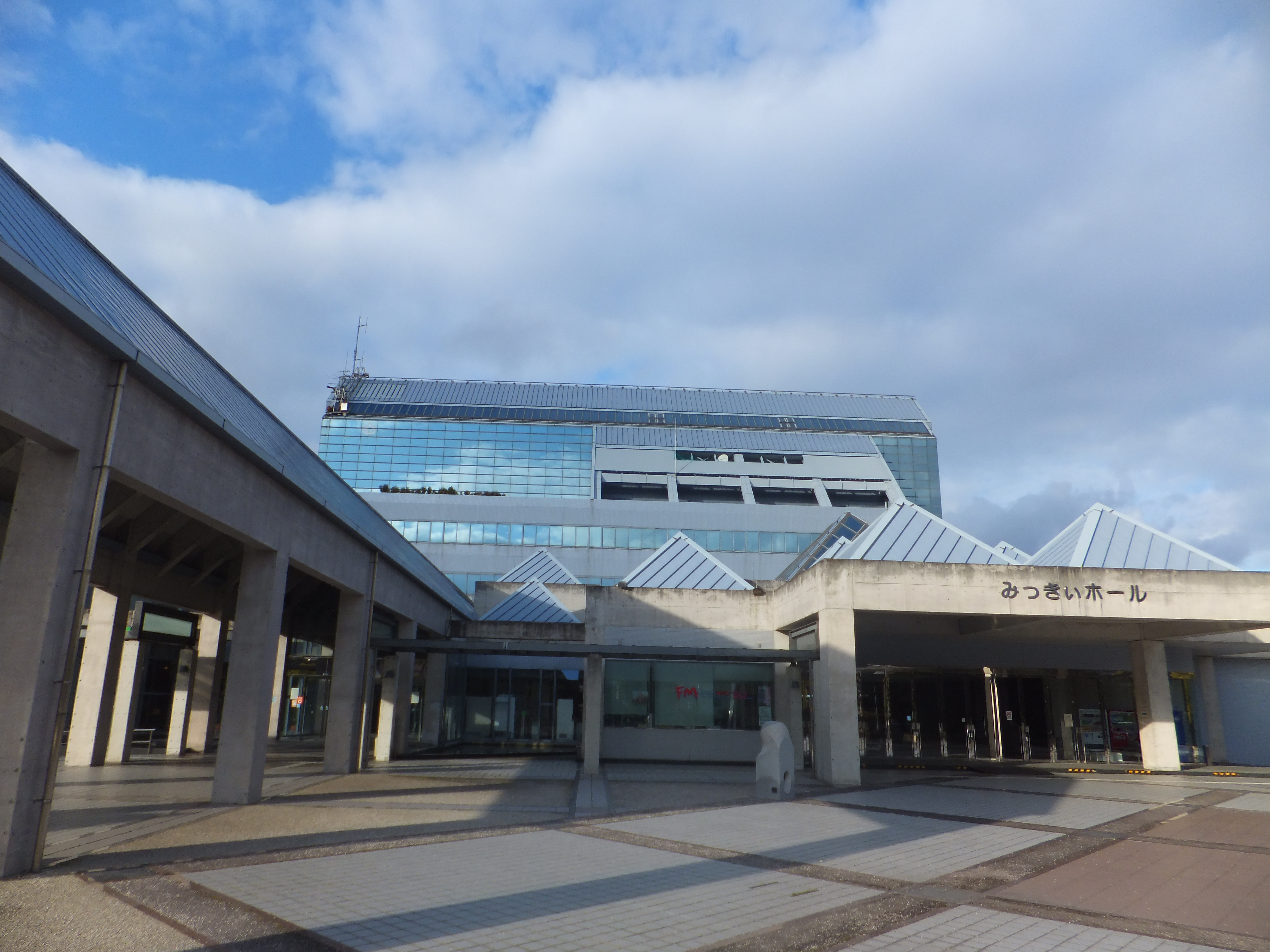
三木市役所

### 役所・支所
詳しくは三木市役所の項を参照

### 警察・消防
- 三木警察署
- 三木市消防本部

### 主な文教施設

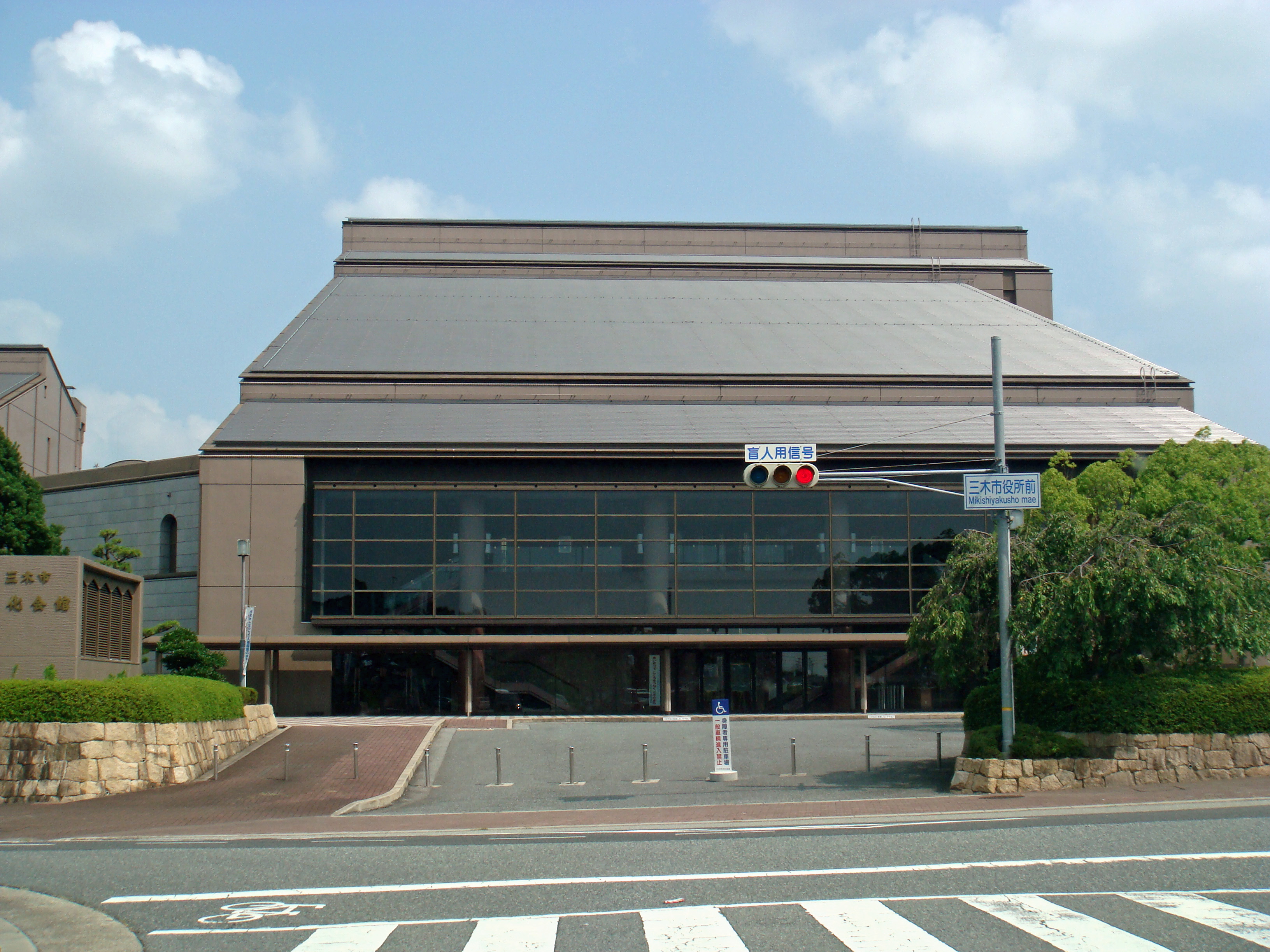
三木市文化会館
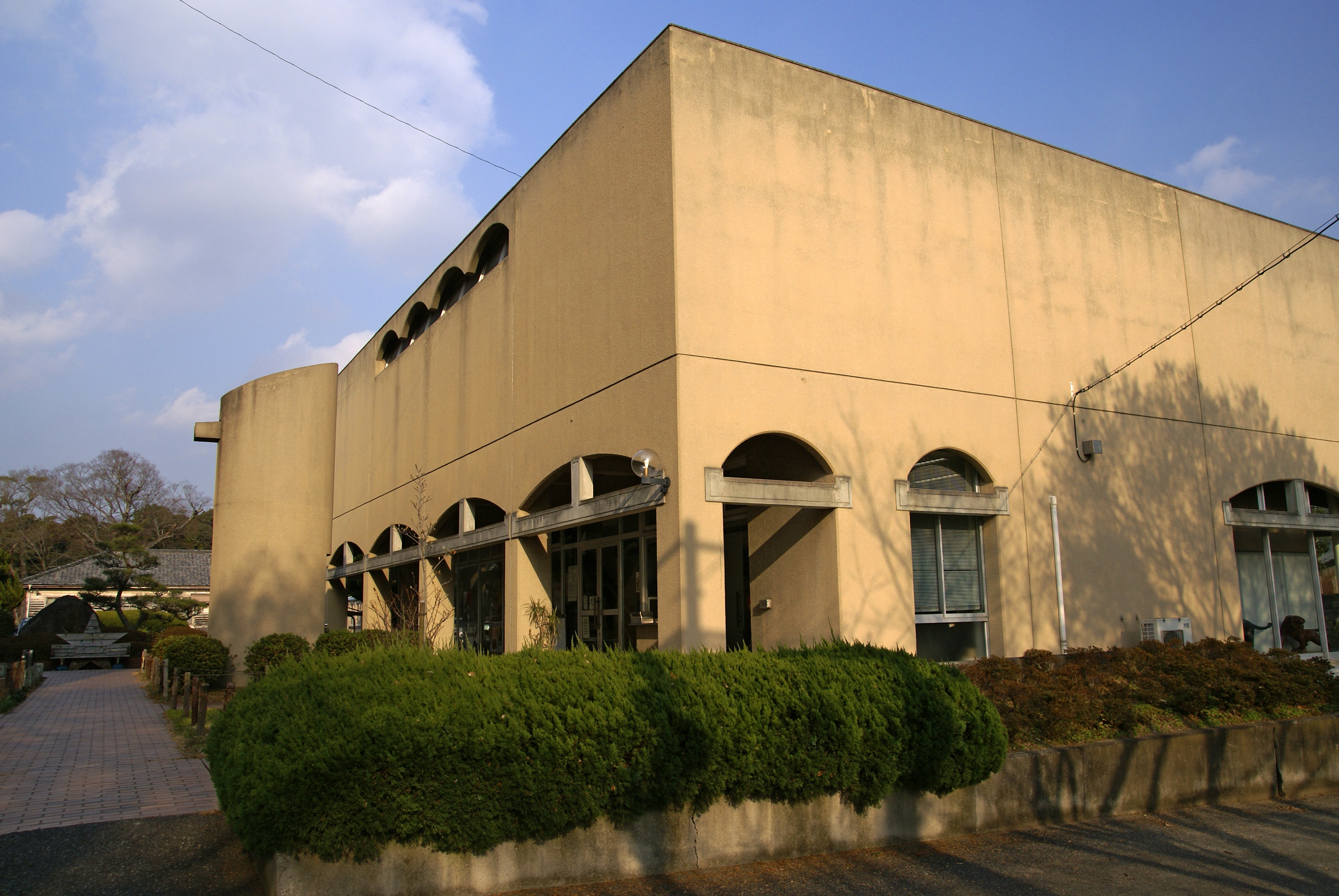
三木市立堀光美術館
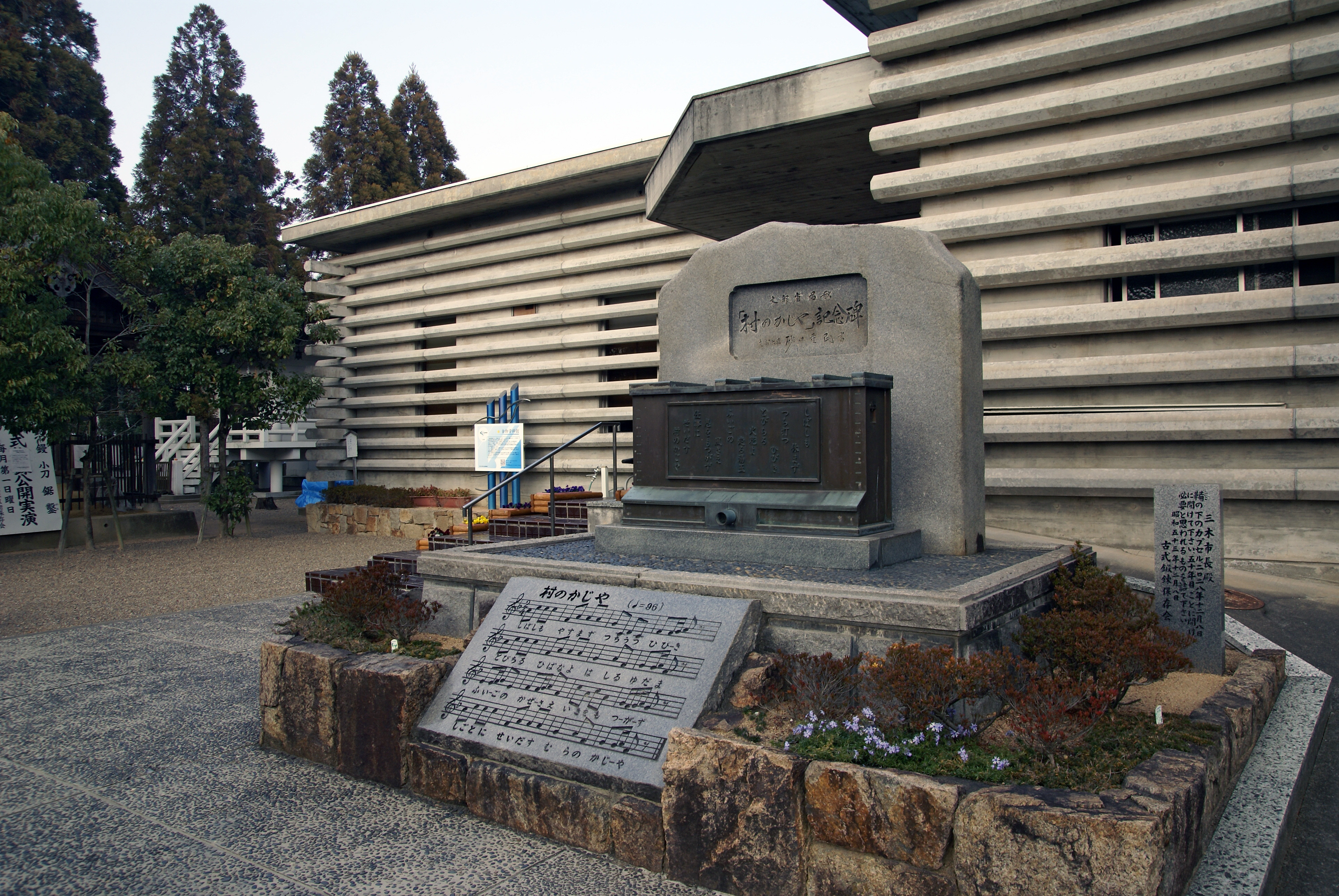
三木市立金物資料館
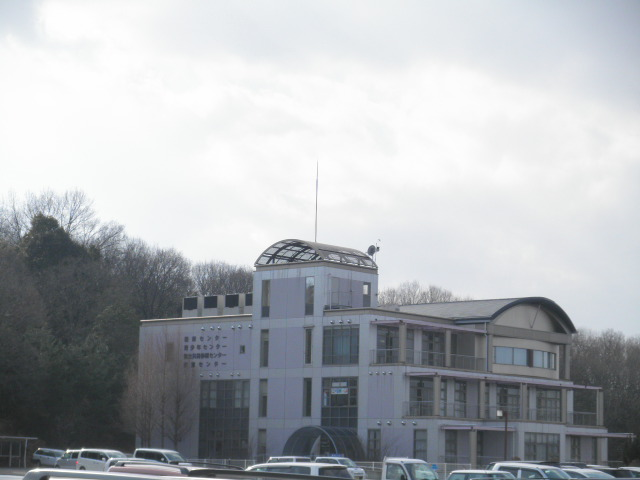
三木市立教育センター
- 三木市立市民活動センター
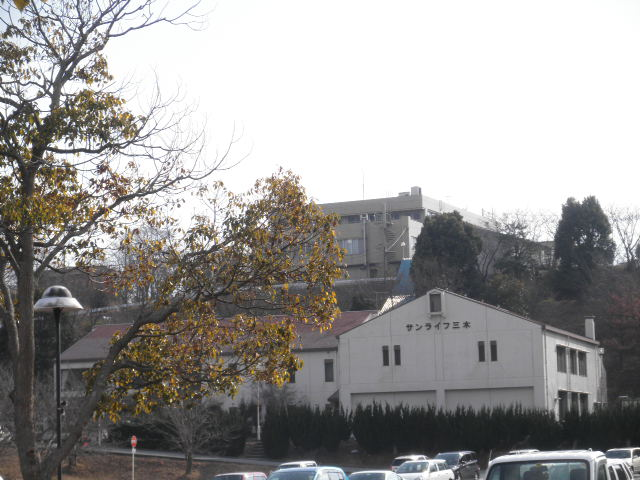
サンライフ三木
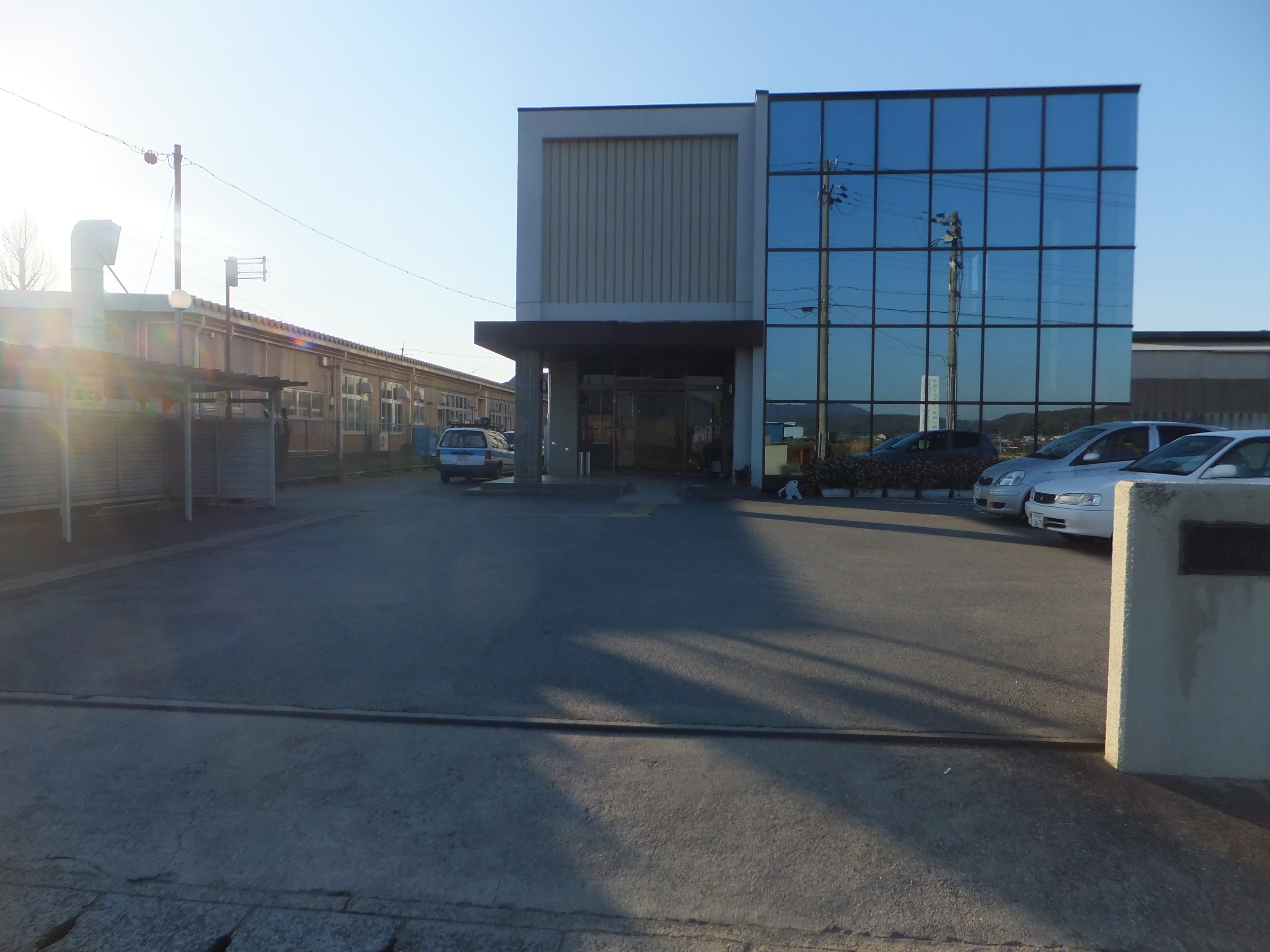
三木市立総合隣保館
- 三木市高齢者福祉センター
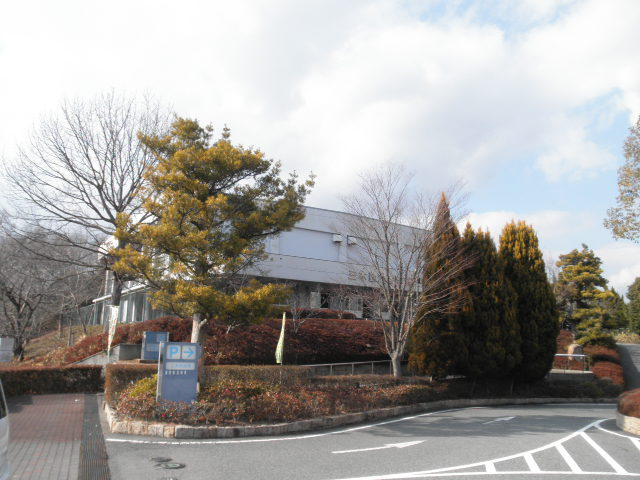
三木市民体育館
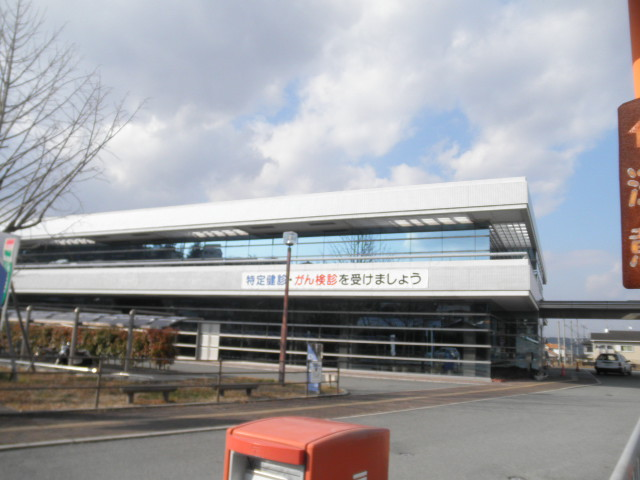
三木市立保健福祉センター

- 三木市文化会館
- 三木市立堀光美術館
- 三木市立金物資料館
- 三木教育センター
- サンライフ三木
- 三木市立総合隣保館
- 三木市民体育館
- 三木市立保健福祉センター

### 主な公共施設
- JGAゴルフミュージアム
- 三木市クリーンセンター
- 三木市清掃センター
- 三木市立屋内ゲートボール場
- 兵庫県立工業技術センター機械金属工業技術支援センター
- 公民館 - 市内に11箇所（中央・三木コミュニティスポーツセンター・三木南交流センター・別所・志染・細川・口吉川・緑が丘・自由が丘・青山・吉川）ある。

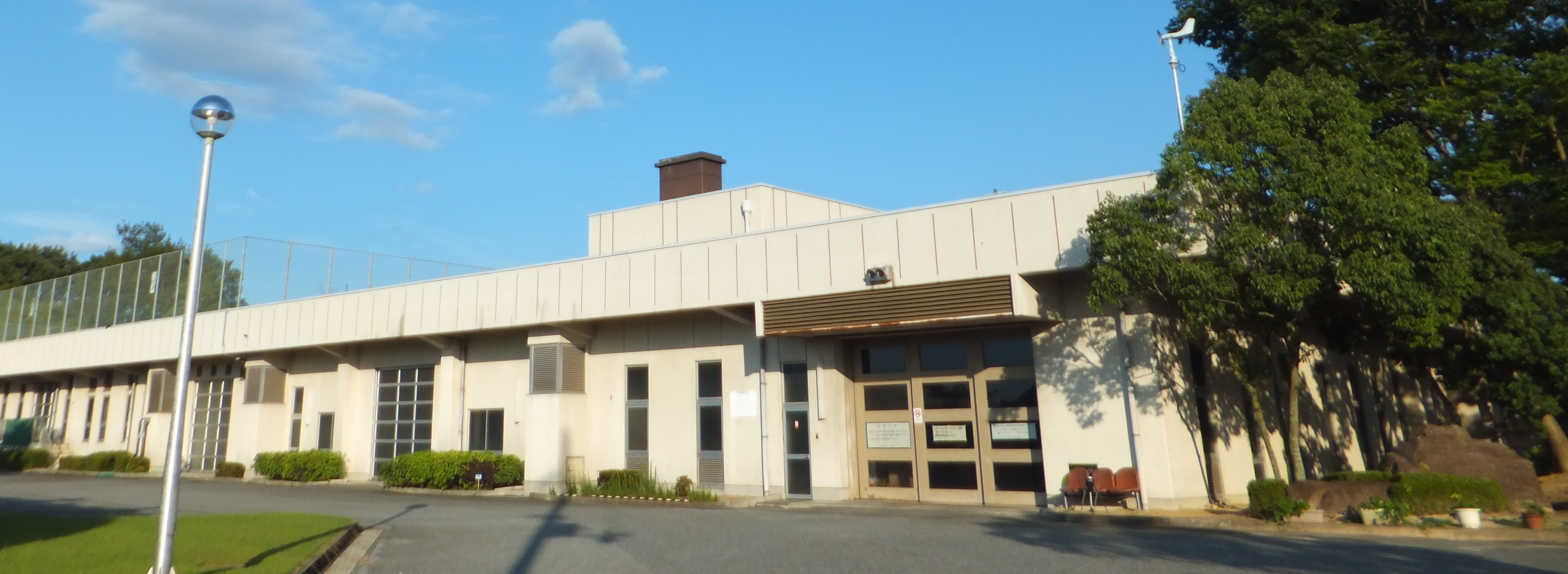
三木市クリーンセンター
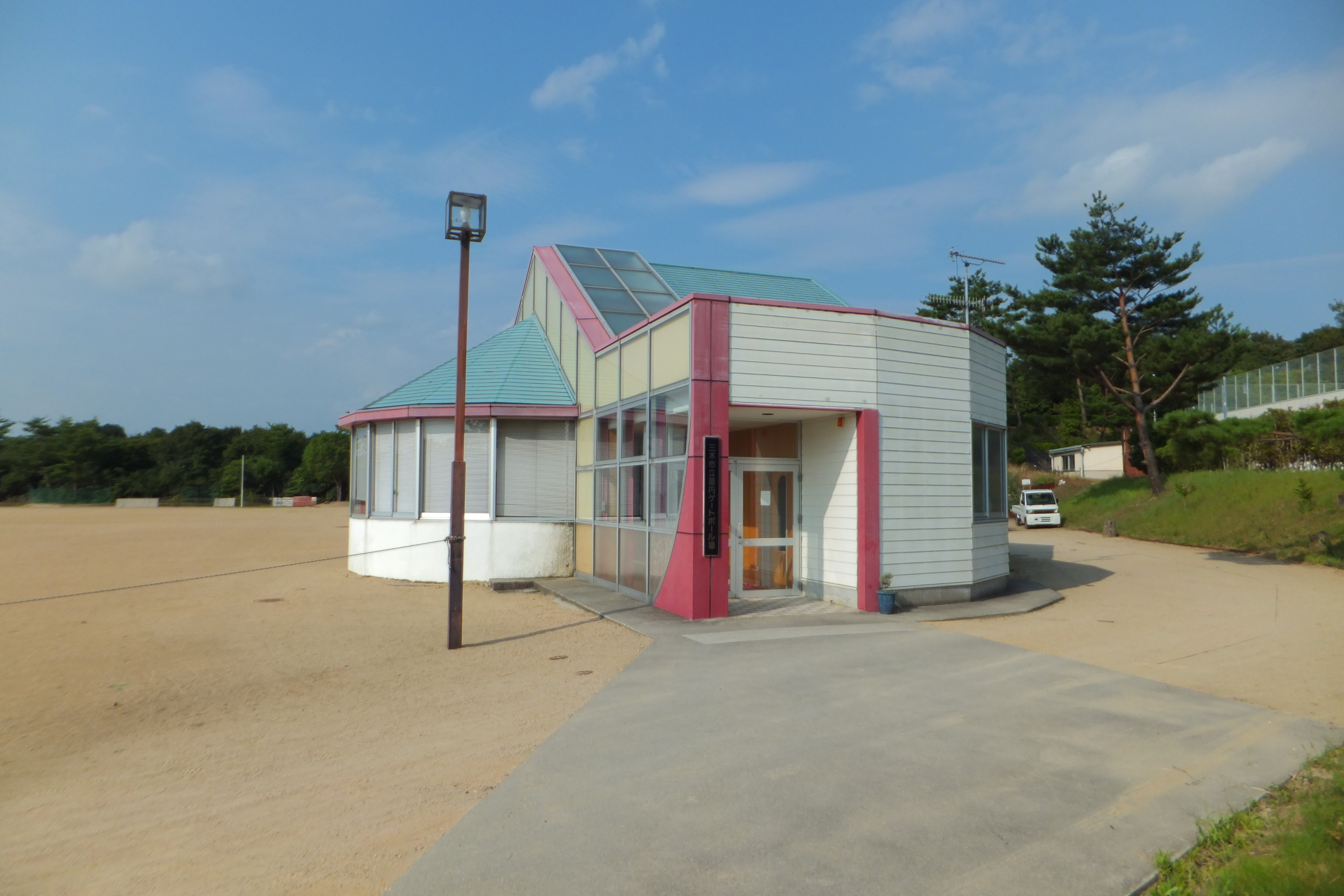
三木市立屋内ゲートボール場

### 図書館
詳しくは三木市立図書館の項を参照

### 医療
三木市立三木市民病院は、隣接する小野市の市民病院と統合したうえ神戸大学の協力も得た北播磨総合医療センター（小野市市場町）が2013年10月1日に開院したことに伴い、前日をもって閉院となった。
主な病院（入院設備を備えた施設）

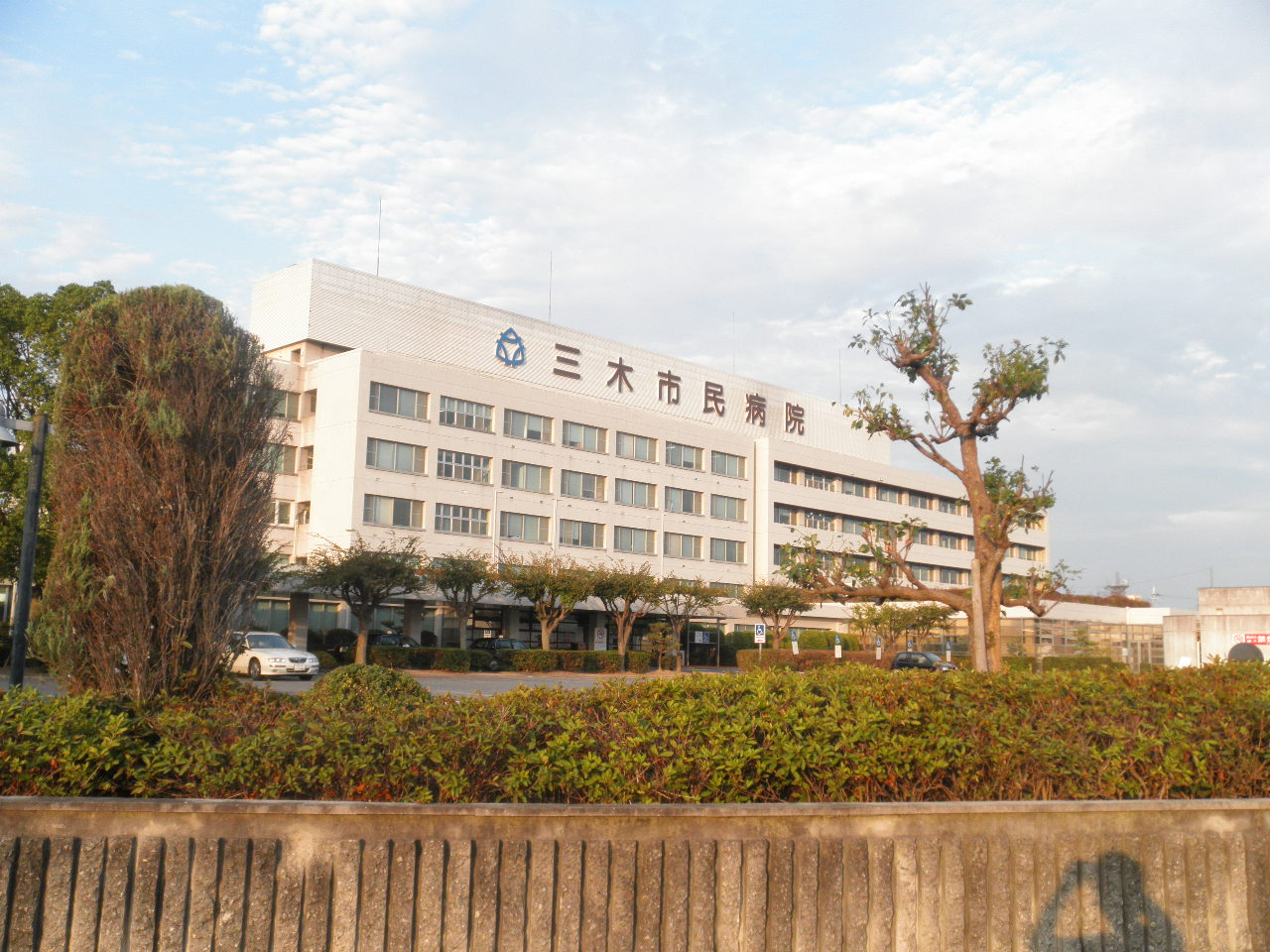
ときわ病院
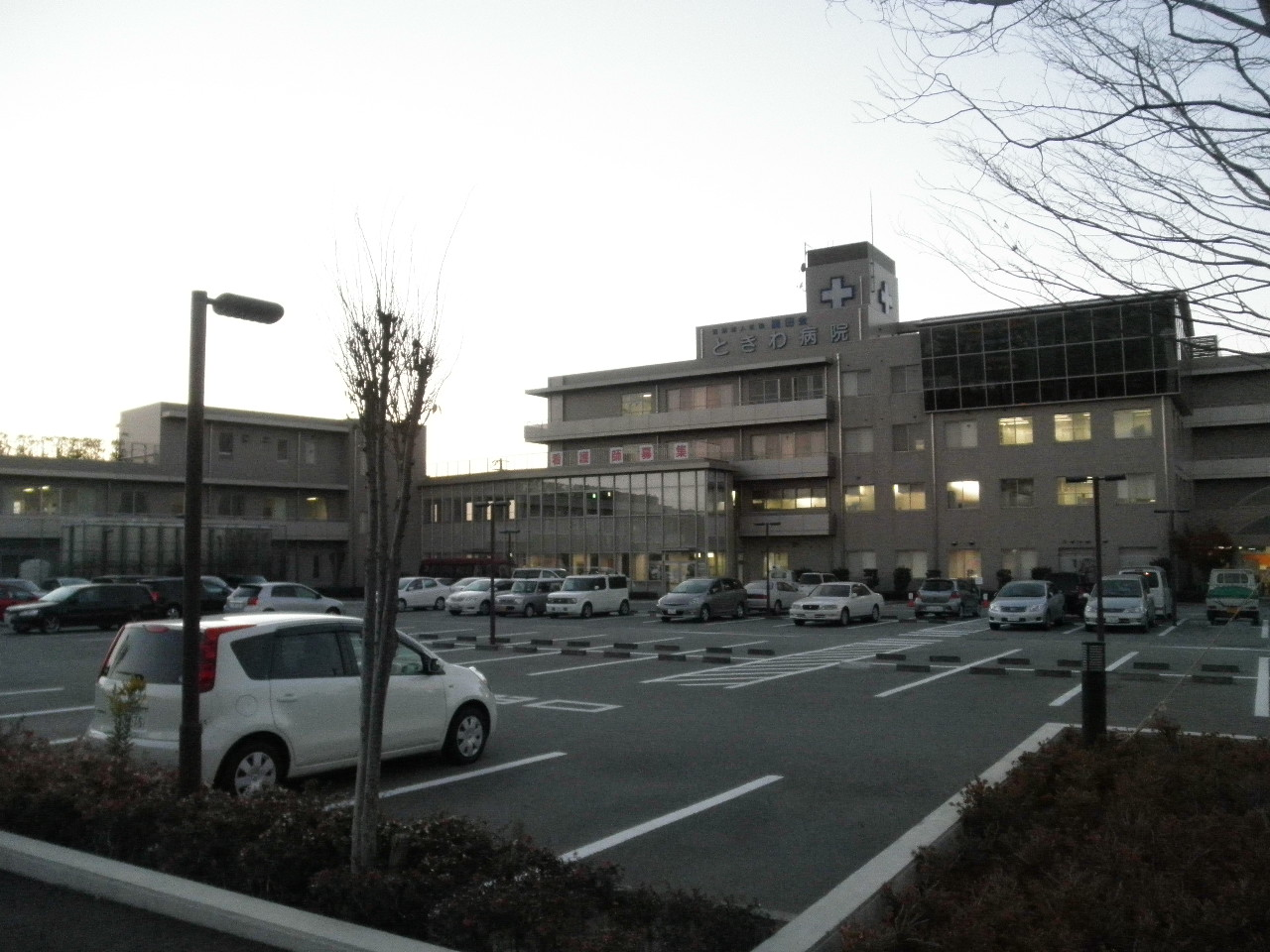
大村病院
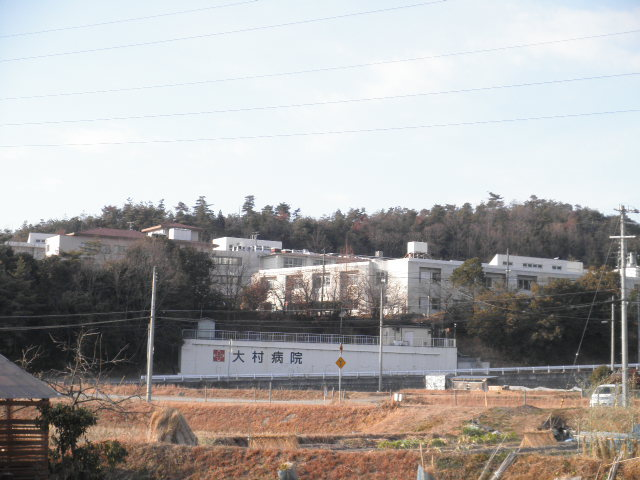
服部病院
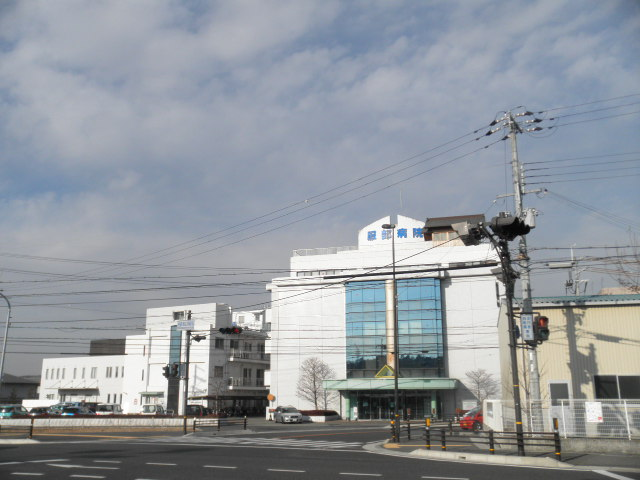
みきやまリハビリテーション病院
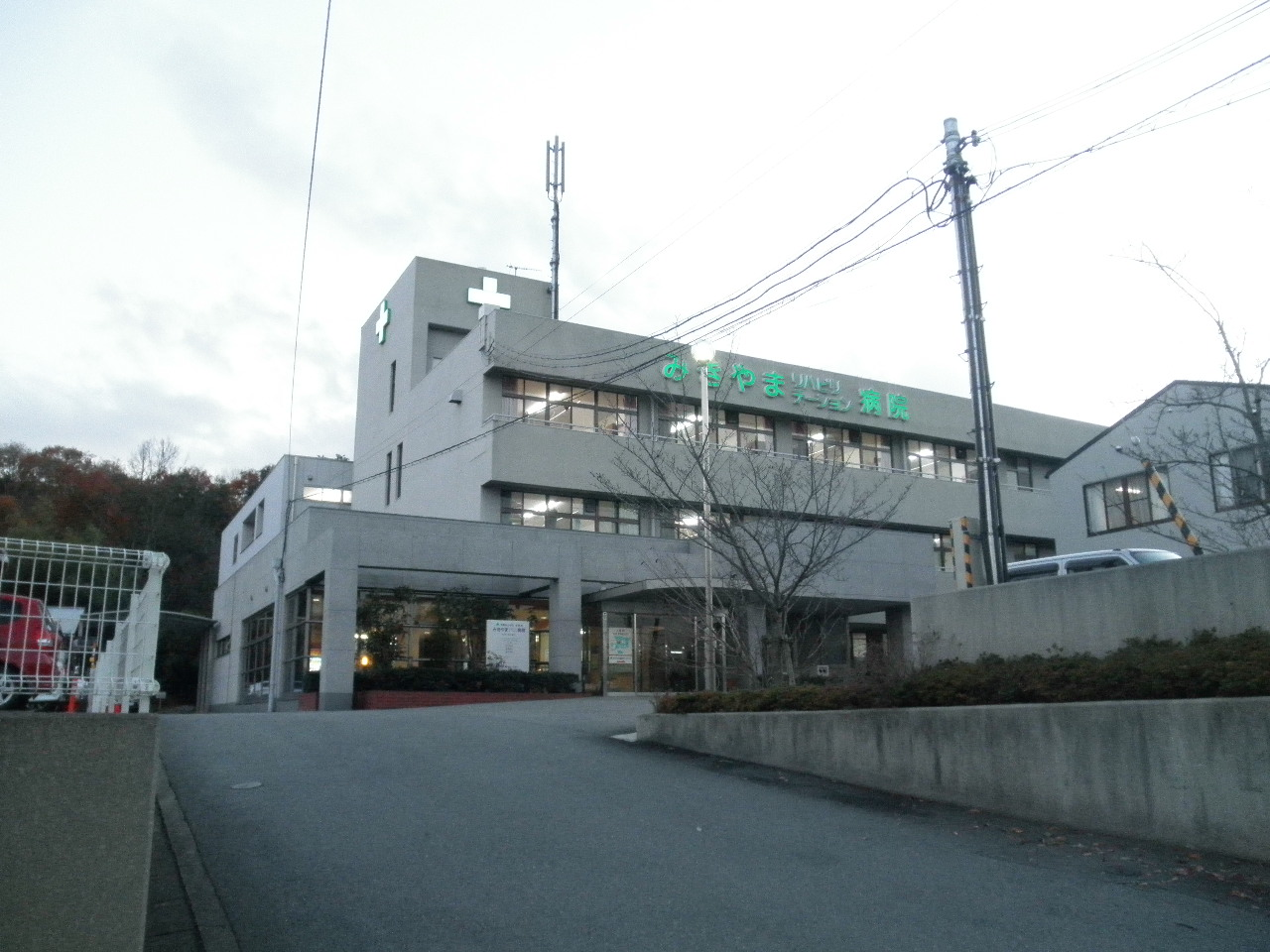
三木山陽病院
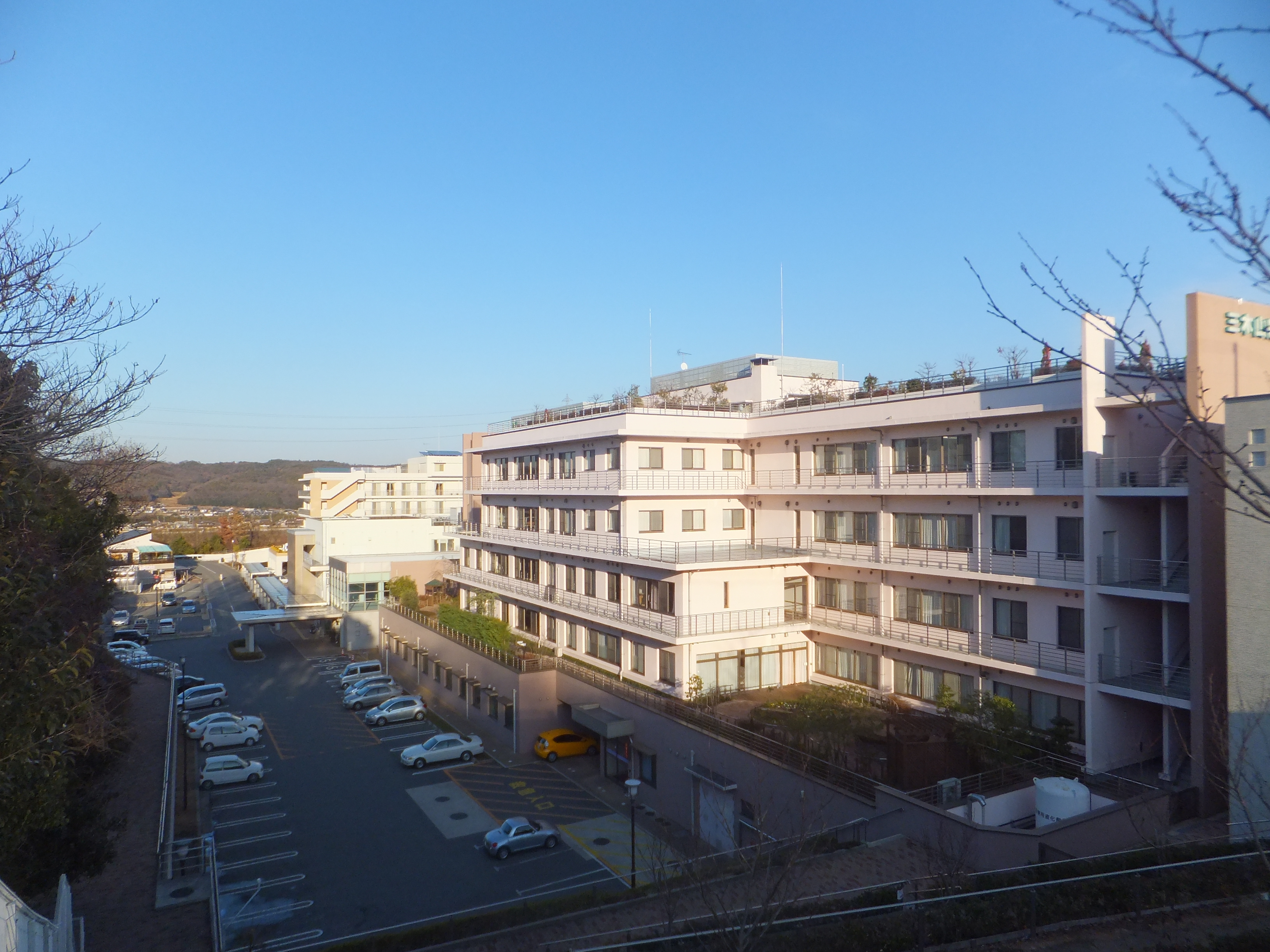
吉川病院
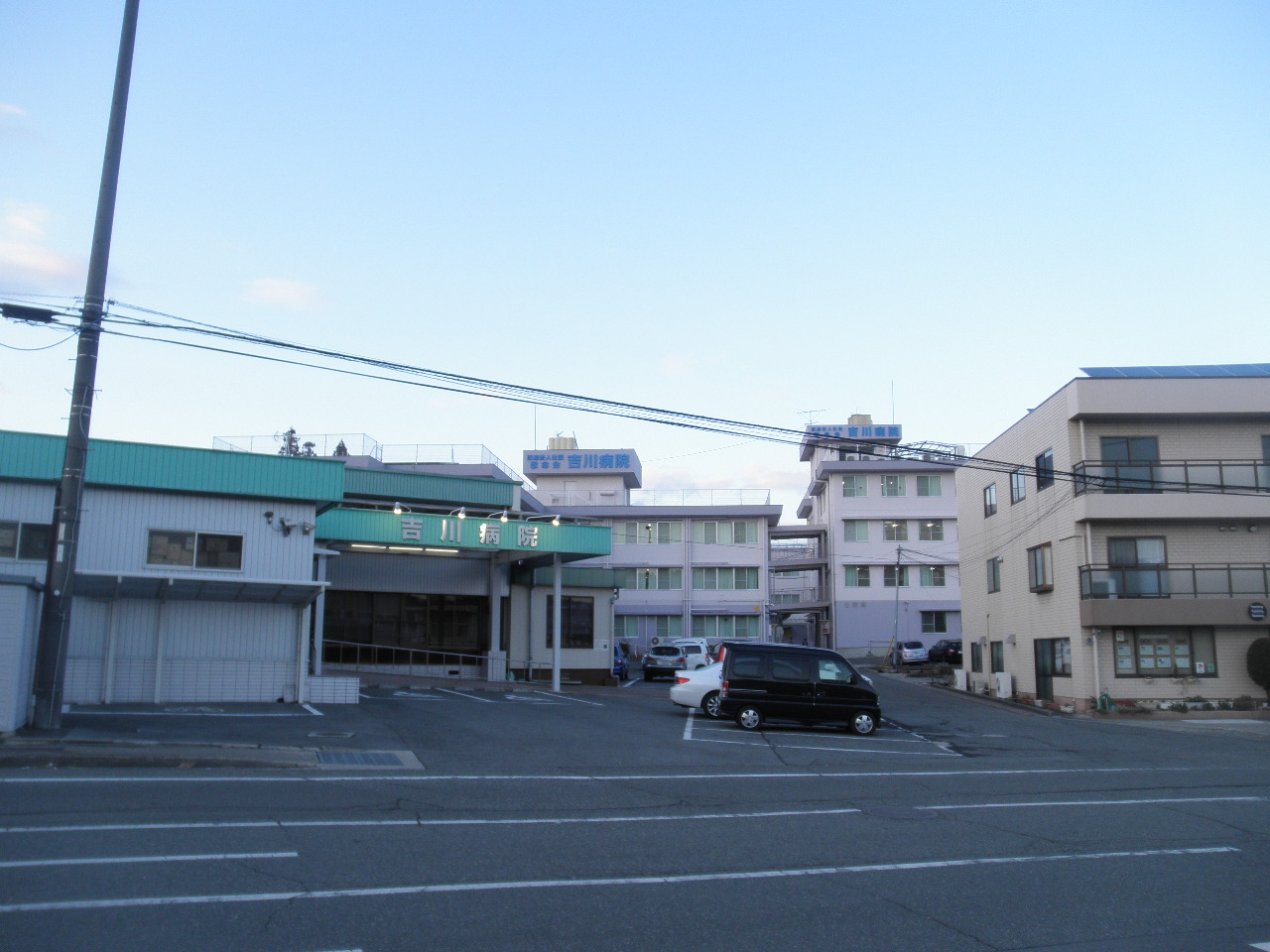
みきやまクリニック

- 三木市立三木市民病院（閉院[87]）
- ときわ病院
- 大村病院
- 服部病院
- みきやまリハビリテーション病院
- 三木山陽病院
- 吉川病院

### 福祉
- 三木精愛園
- 三木市立障害者総合支援センターはばたきの丘
- 三木光司園
- 三木市立市民活動センター
- デイサービスセンター - 市内に12箇所設置されている[89]。
- カトレア三木

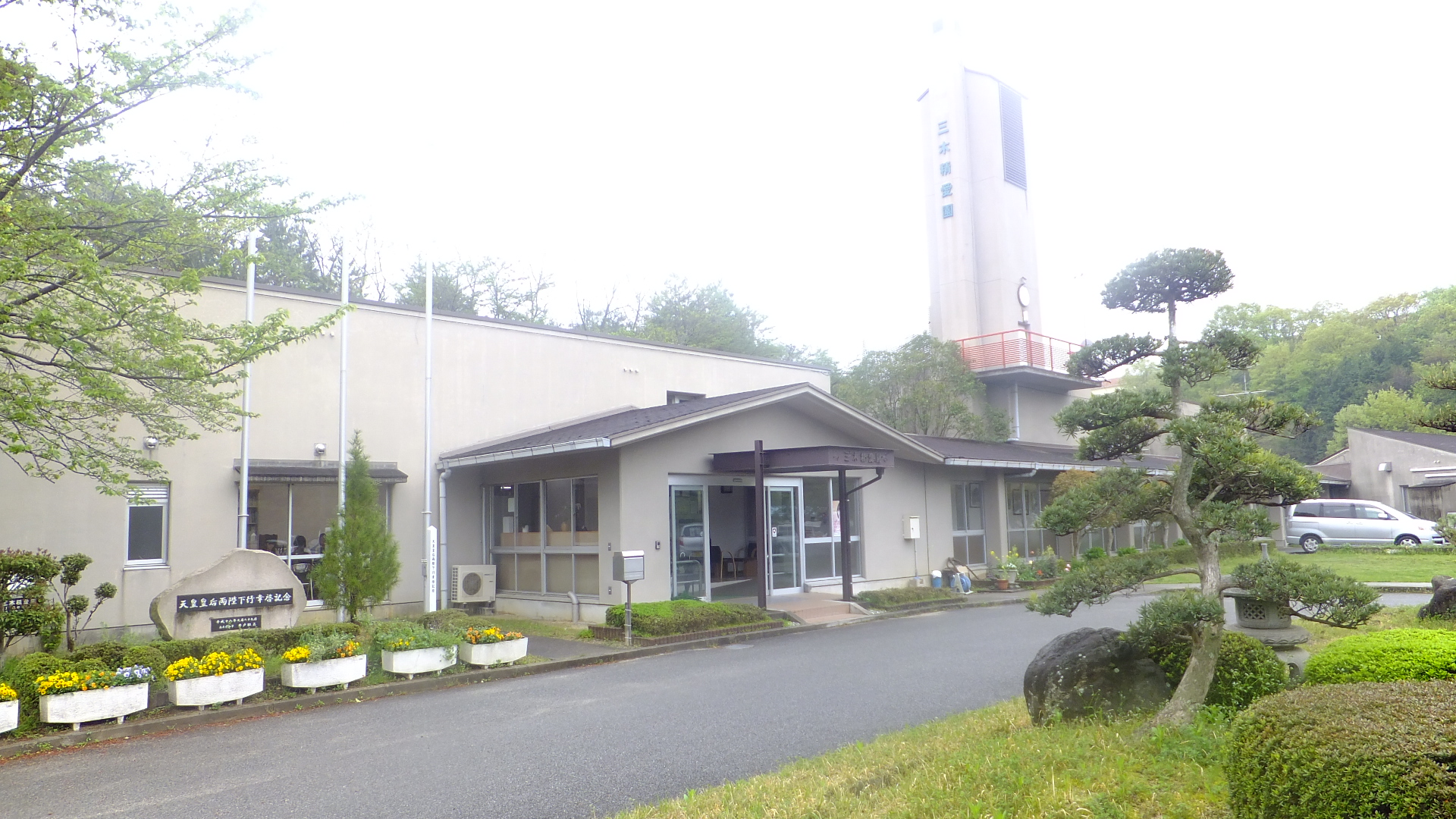
三木精愛園
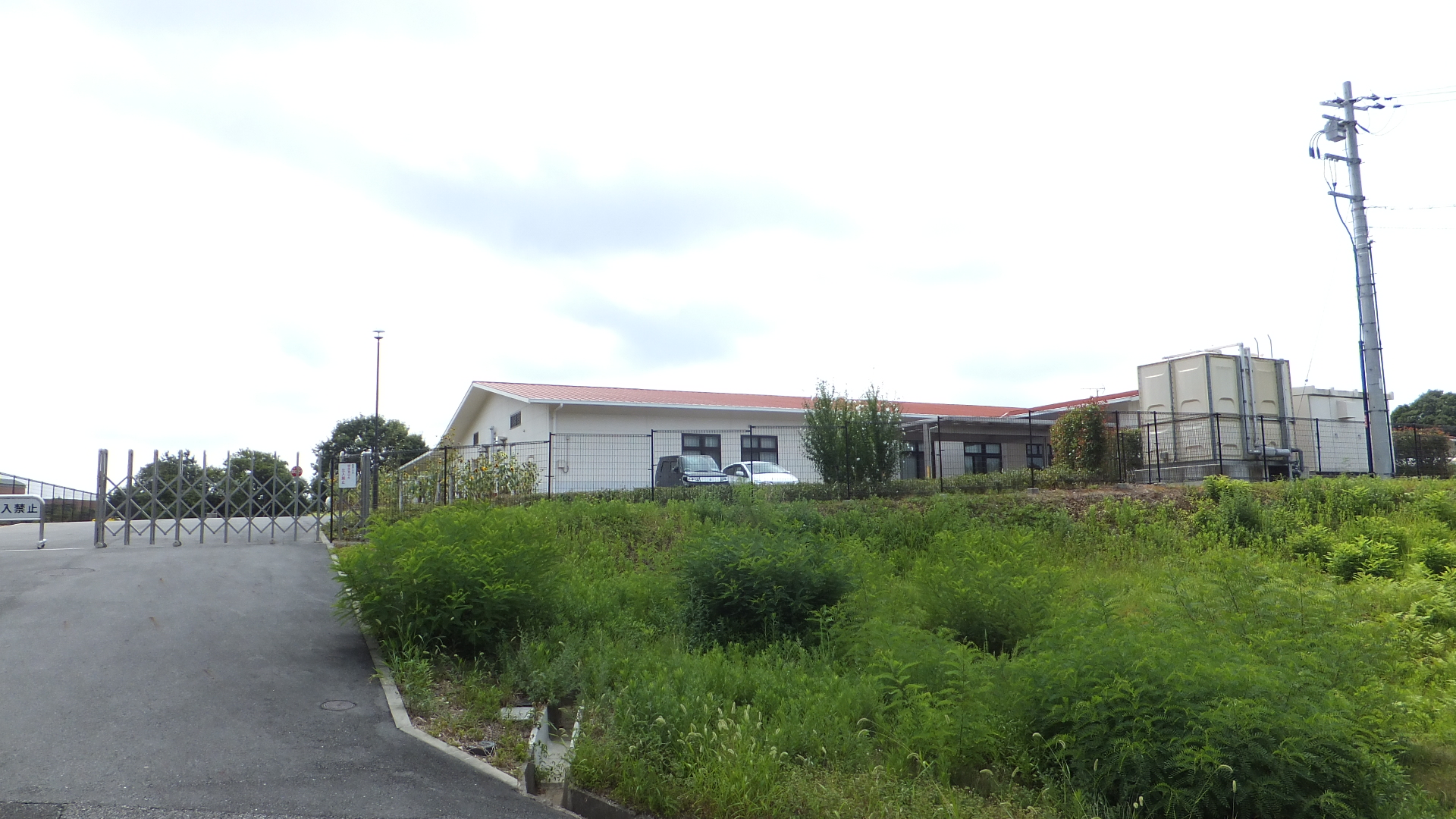
三木市立障害者総合支援センターはばたきの丘
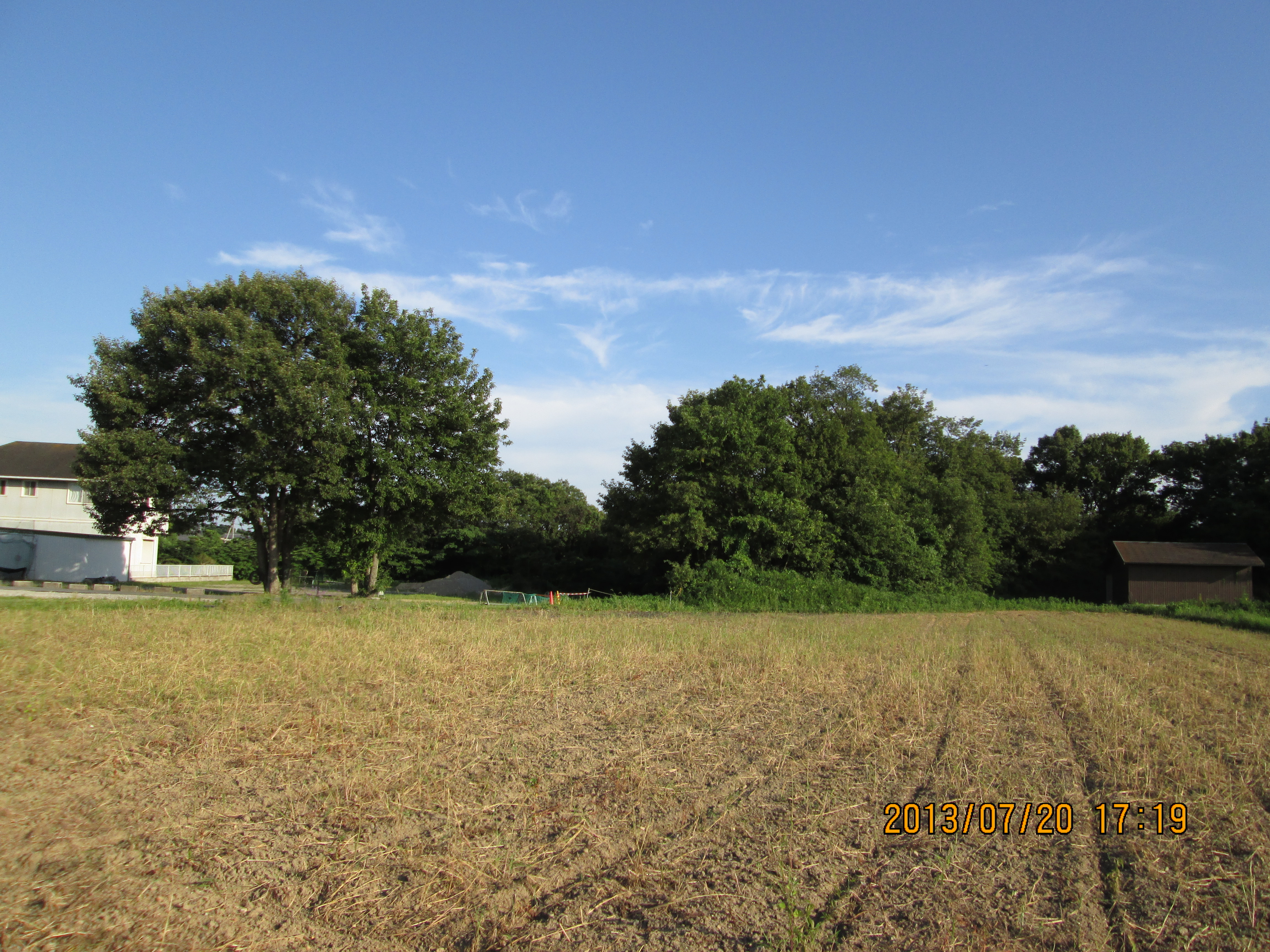
三木光司園
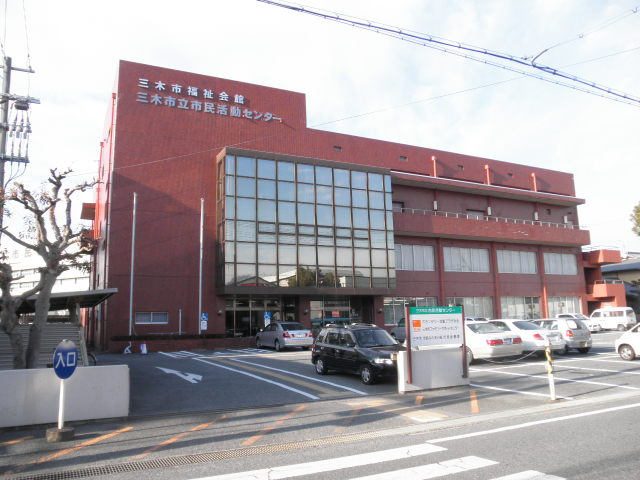
三木市立市民活動センター
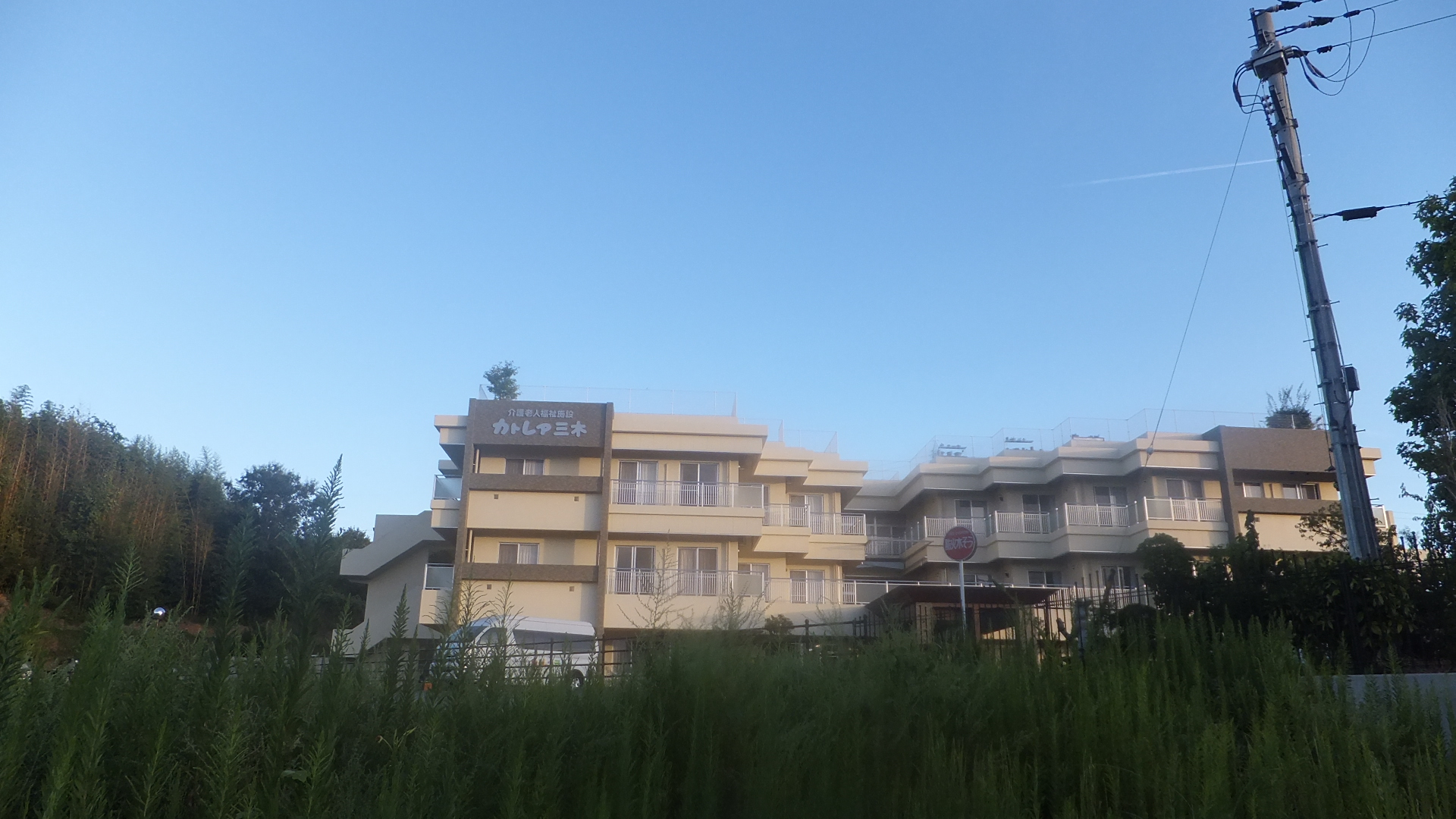
カトレア三木

### 公園
| - 兵庫県立三木山森林公園 - 三木山総合公園 - 兵庫県立三木総合防災公園 - 三木鉄道記念公園 | - 三木市緑が丘スポーツ公園 - 三木グリーンパーク - 自由が丘北公園 - 正法寺古墳公園 | - 三木スケートボードパーク - ともえ運動公園 - 吉川総合公園 |

- 兵庫県立三木山森林公園
- 三木山総合公園
- 兵庫県立三木防災公園
- 三木鉄道記念公園
- 緑が丘スポーツ公園
- 三木グリーンパーク
- 自由が丘北公園
- 正法寺古墳公園
- ともえ運動公園

### 郵便局・主な金融機関

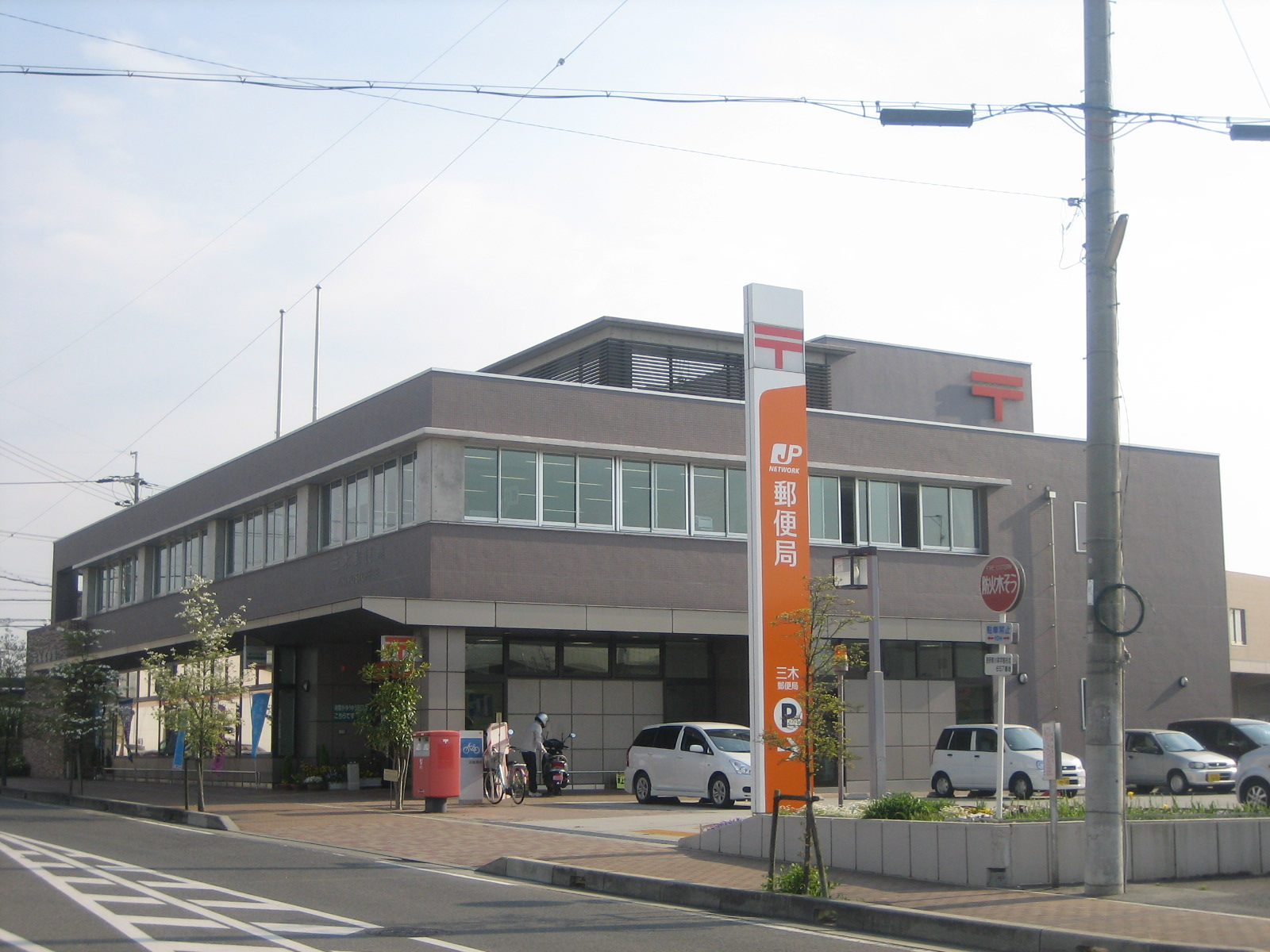
三木郵便局

市内には、集配業務を行う三木郵便局のほか、三木別所・三木末広・三木湯の山街道・豊地・三木青山・三木福井・三木緑が丘・稲田・北谷・三木井上・三木口吉川・三木西自由が丘・三木東自由が丘・渡瀬の各郵便局が所在している。
また農協は、みのり農協の三木支店、別所支店、吉川支店、兵庫みらい農協の三木市久留美支店、志染支店、広野支店、豊地支店、緑が丘支店がある。
- 三井住友銀行 三木支店・緑が丘支店 - 指定金融機関
- 但馬銀行 三木支店・緑が丘支店
- 山陰合同銀行 北播磨支店 - 空中店舗
- みなと銀行 三木支店・志染支店
- 尼崎信用金庫 三木支店
- 中兵庫信用金庫 三木支店
- 日新信用金庫 三木支店・緑が丘支店
- 播州信用金庫 三木支店
- 兵庫県信用組合 三木支店

### 主な商業施設

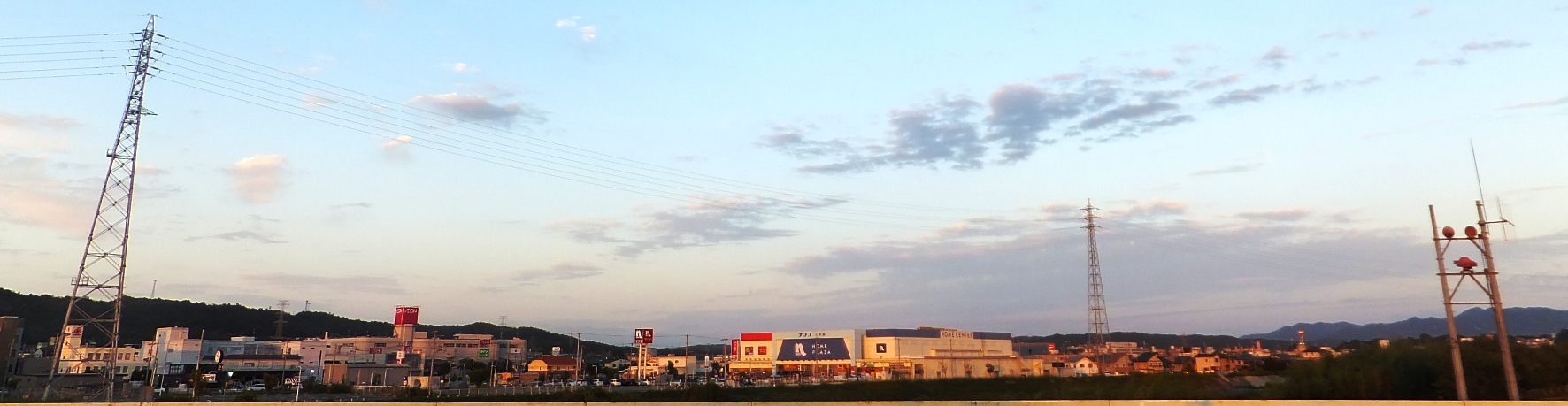
三木市の都市計画によって計画された「大村商業拠点」の商業施設群

大小問わず、さまざまな業種の店舗や商業施設が立地している。かつてはボウリング場や映画館があった。
スーパーマーケット等
- イオン 三木店（2011年2月28日までジャスコ 三木店）・三木青山店（2011年2月28日まで三木サティ）
- 業務スーパー 三木店
- 神戸屋
- フレッシュバザール三木志染店・三木平田店・三木吉川店
- コープこうべ コープ志染・コープ三木緑が丘
- ジャパン 三木店・細川店
- ダイレックス 三木店
- ダイソー 三木店・イオン三木店・三木志染店
- Seria イオン三木青山店
- トーホー 志染駅前店・緑が丘店
- マックスバリュ 恵比須店・三木北店・別所店
- マルアイ 三木さつき台店
- ラ・ムー 三木西店
- ローソン市内に9店舗(2011年4月現在)
- セブン-イレブン市内に7店舗(2011年4月現在)
- ファミリーマート市内に6店舗(2011年4月現在)
- サークルKサンクス市内に1店舗(2011年4月現在)

家電量販店
- Joshin 三木青山イオン店
- エディオン 三木店・アクティカナイ
- ヤマダ電機 テックランド三木店

ホームセンター
- オオツキ 三木店
- DCMダイキ 三木青山店・三木広野店
- ナフコ 三木店
- ナンバ 三木店
- ワークマン 三木店
- コメリハード&グリーン　吉川店

衣類
- しまむら 三木店・三木広野ファッションモール(当店舗は「しまむら」を冠さない。「しまむら」と「Avail」の入った業態[90])
- 西松屋 三木店
- はるやま 三木店
- ユニクロ 三木店
- 洋服の青山 三木店

ドラッグストア
- ウエルシア薬局 ウエルシア三木青山店・三木平田店
- キリン堂　三木店・三木大村店
- ライフマート
- アルカスーパードラッグ　三木店
- ドラッグストアライフォート　三木店・志染店
- ディスカウント　ドラッグコスモス　青山店・別所小林店・三木加佐店

人形
- 岸本人形 三木店

娯楽（公営競技）
- サテライト阪神

消費者金融
- 三木商工共済会

自動車関連
- メーカー系列の販売店
  - トヨタ自動車関連 - 別所町小林地区に密集している。
  - 日産自動車関連 -
  - SUBARU関連 -
  - 本田技研工業（ホンダ）関連 -
  - 三菱自動車関連 -
  - スズキ関連 -
  - ダイハツ工業関連 -
- メーカー系列以外の量販店
  - ONIX（オニキス） 志染店
  - ガリバー
  - ハナテン
- その他の店舗
  - イエローハット
  - オートバックス
  - タイヤ館
  - ゲオ
  - 永畑自動車
  - ブリヂストン
  - ブックオフ

教育関連（学習塾・予備校・家庭教師）
- 自彊塾
- IFDM能力開発研究所
- 芦原塾
- 家庭教師派遣セミナー
- 関学ゼミナール
- 公文式
- 神戸インターナショナル予備校
- 教英塾
- 修学セミナー
- 創研塾
- 立花塾 三木教室
- D.r関塾
- 長井ゼミナール
- ヌーベルワーク英語学院
- 藤井セミナー
- 三木文教セミナー
- 明光義塾 三木緑が丘教室
- 早稲田アカデミー

### 情報・通信
- テレビ

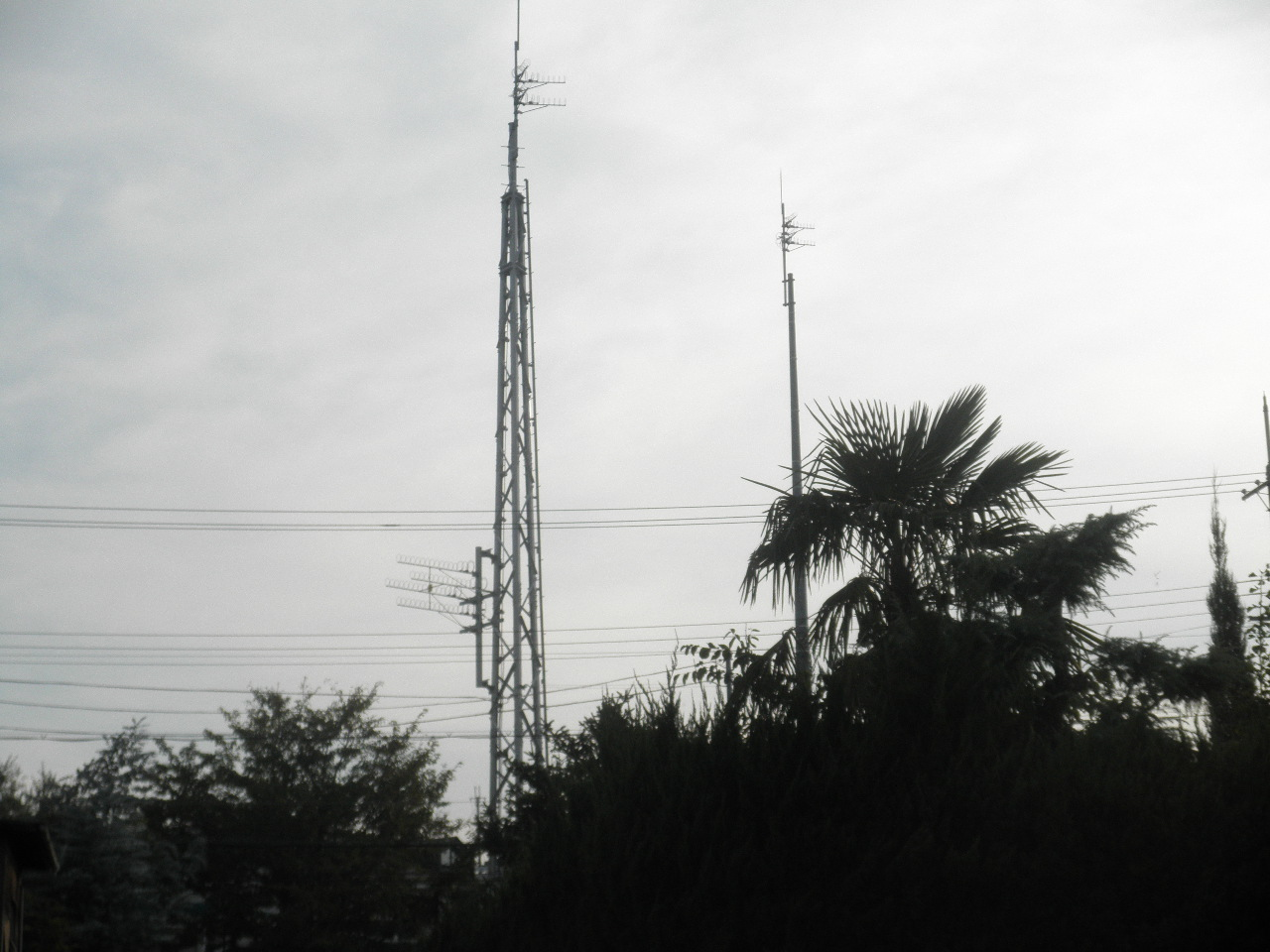
三木志染中継局

  - 正法寺山に三木中継局があり、垂直偏波で送信されている。
  - 緑が丘小学校付近にミニサテライト局の三木志染中継局があり、緑が丘町西地区と志染町東自由が丘に向けて送信している。
- ラジオ
  - 過去にNHK第1・第2ラジオ送信所があったが1986年7月28日に廃局。[91]
- マルチメディア放送
  - ジャパン・モバイルキャスティング [92]
- コミュニティ放送
  - エフエム三木（コミュニティFM局）
- ケーブルテレビ
  - ケイ・オプティコム
  - ケーブルテレビ神戸
- 新聞
  - 神戸新聞三木支局

### 電話の市外局番
(0794)7x（旧吉川町）8x。（市内局番6x、 70で小野市内へも通話可能。ただし復井町の一部0795は市外局番からかけなければならない。）料金区域は三木区域。

### 郵便の集配
- 三木郵便局：〒673-04xx、673-05xx、673-07xx
- 渡瀬郵便局：〒673-11xx
- 稲田郵便局：〒673-12xx

### 住宅団地
- 都市再生機構志染団地
- 県営三木朝日ヶ丘住宅
- 県営三木高木住宅
- 県営三木大塚住宅

## 交通
自動車で大阪から1時間弱（高速道）、三宮から45分、名谷から30分、西神から20分、明石・加古川からは30分。高速道が市内に中国道・山陽道・山陽道(神戸淡路鳴門道連絡支線)・舞鶴若狭道の4路線、さらに国道175号の三木バイパスが市域西部を南北に縦断しており交通の要衝となっている。神戸電鉄粟生線が南東から北西に横断している。高速バスは、中国道は大阪駅・新大阪駅〜津山駅・加西市内・西脇市役所行きの中国ハイウェイバスと山崎 - 三ノ宮線の路線が、山陽道は大阪空港〜姫路駅の路線がある。

### 鉄道
神戸電鉄粟生線に沿って市街地が広がっている。市街地は、緑が丘駅から志染駅にかけてのニュータウンエリアと恵比須駅から大村駅にかけての旧市街地に、大きく分かれている。また、ニュータウンエリアと旧市街地をつなぐ恵比須駅周辺は、公共施設が多く集まっているため、シビックゾーンと呼ばれる。ニュータウンエリアの中心駅は、緑が丘駅と志染駅であり、周辺は都市機能が充実している。また、旧市街地の中心駅は三木駅（旧三木福有橋駅）である。
- 神戸電鉄粟生線
  - （神戸市西区） - 緑が丘駅 - 広野ゴルフ場前駅 - 志染駅 - 恵比須駅 - 三木上の丸駅 - 三木駅 - 大村駅 - （小野市）

かつて存在した鉄道路線
- 三木鉄道三木線（2008年4月1日で廃止）
  - （加古川市） - 下石野駅 - 石野駅 - 西這田駅 - 別所駅 - 高木駅 - 三木駅

### 路線バス
旧市街地・新興住宅地・吉川から高速道路を経由して三宮へ向かうバスが運行されている。なお、これらの路線と競合する神戸電鉄粟生線は慢性的な赤字を抱えており、危機的な状況となっている。※詳しくは、神戸電鉄粟生線#存続問題を参照。
- 2015年9月30日までコミュニティバス「みっきぃバス」が市内を運行していたが、三木市バス交通の見直しにより、路線バス・コミュニティバス、・北播磨総合医療センター直通バス（2013年10月運行開始）を統合し一般路線バスへ一本化された。統合以降もコミュニティバス・北播磨総合医療センター直通バス塗装車両はそのままの状態で運用を続けている。
- 三木市独自の料金制度として、ICカードの「NicoPa」を利用し市内（神戸市西区に所在するのじぎく特別支援学校前〜押部谷（栄）・細田公会堂前、神戸市北区に所在するイオンモール神戸北、小野市に所在する北播磨総合医療センター及び神戸市在住で福祉乗車証所持者を含む）のみの乗車に限り「一律運賃制」を導入しており、上限運賃は200円となる。例えば、北播磨総合医療センター-吉川前間の利用の場合、現金やPiTaPa・ICOCAで乗車した場合の運賃は2024年（令和6年）9月現在1010円[93]だが、NicoPaの場合は810円も安い200円で乗車可能。なお、「神戸市福祉乗車証」と身障者用「NicoPa」の両方を所持している場合は「御坂」「緑が丘駅」で降車せずに区間別にICカードを切り替えると神戸市内から100円で三木市内へ行くことができる。

一般路線
- 神姫バス
- 神姫ゾーンバス

高速バス
- 吉川インターBS
  - 中国ハイウェイバス：西日本ジェイアールバス、神姫バス
  - 山崎 - 三ノ宮線：ウエスト神姫（三木市内からは三ノ宮行きのみ乗車可能。山崎行きは降車専用となっており乗車できない。）
- 志染BS
- 久留美BS
  - 姫路駅 - 大阪空港線：大阪空港交通、神姫バス（三木市内からは大阪空港行きのみ乗車可能。姫路駅行きは降車専用となっており乗車できない。）

準高速バス（一般路線であるが、途中高速道路又は有料道路を走行）
- 恵比須快速線：神姫バス
- 西脇急行線：神姫バス
- 三田駅 - 美奈木台線（18系統、19系統）：神姫バス

過去に存在したバス
- 三木市コミュニティバス（2015年9月30日まで）
  - みっきぃバス：神姫ゾーンバス押部谷（栄）営業所に運行が委託されていた
  - みっきぃよかたんバス（旧：三木市吉川コミュニティバス／よかたん号）：神姫バス三田営業所に運行が委託されていた。2015年10月から一般路線バス扱いとなったが、「みっきぃよかたんバス」の愛称は継続されている。

### 道路
山陽自動車道・中国自動車道・神戸淡路鳴門自動車道へつながる山陽自動車道木見支線・舞鶴若狭自動車道の4路線が市内にあり、近畿地方・四国地方への道路交通の結節点である。

#### 高速自動車国道

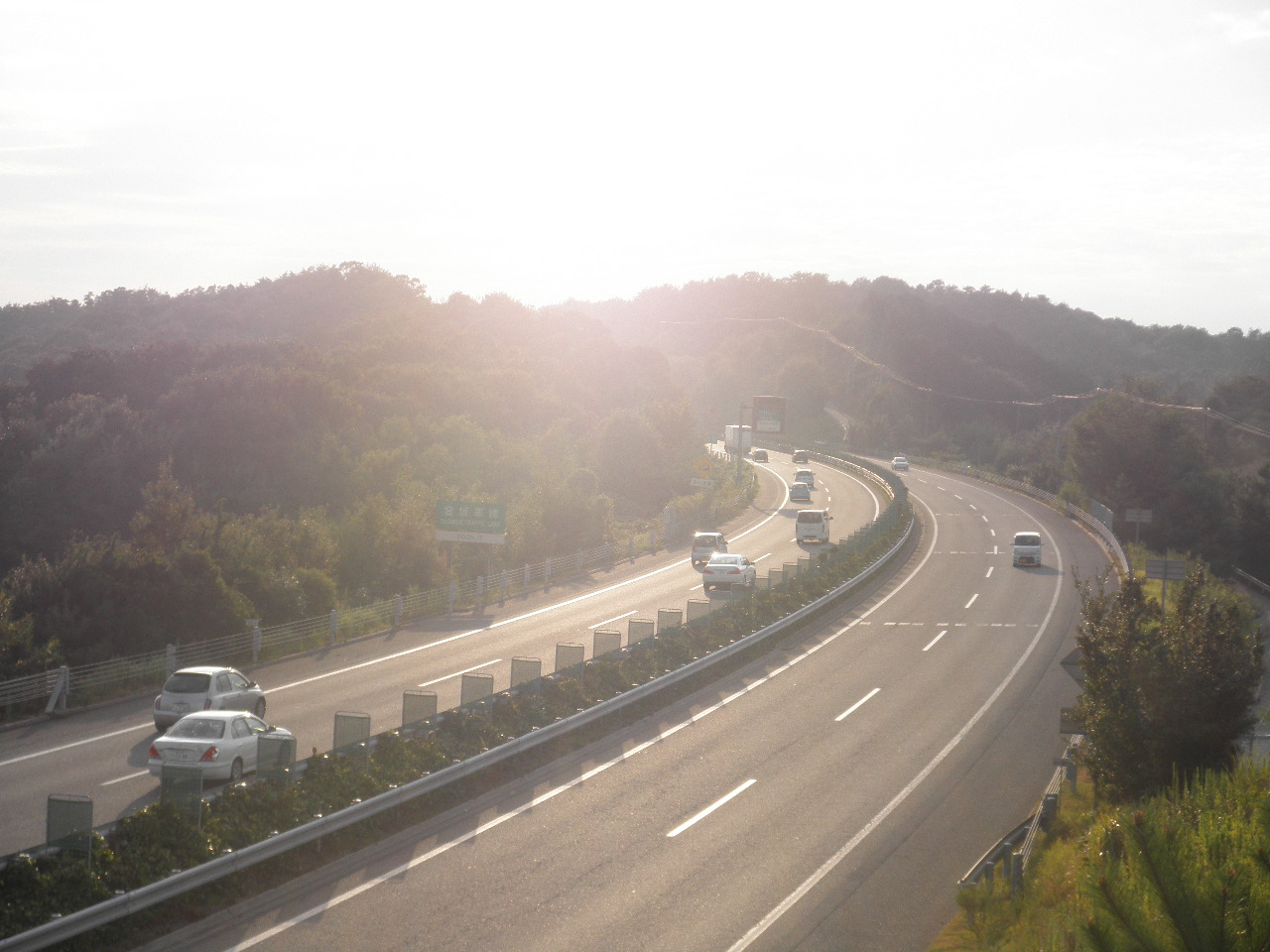
山陽自動車道
久留美で撮影

- E2 山陽自動車道
  - 2 三木JCT - 3 三木東IC - 4 三木小野IC
- 西神自動車道（山陽自動車道支線）
  - 2 三木JCT
- E2A 中国自動車道
  - 6 吉川JCT - 7 吉川IC/吉川BS
- E27 舞鶴若狭自動車道
  - 6 吉川JCT

#### 一般国道
- 国道175号
  - 三木バイパス

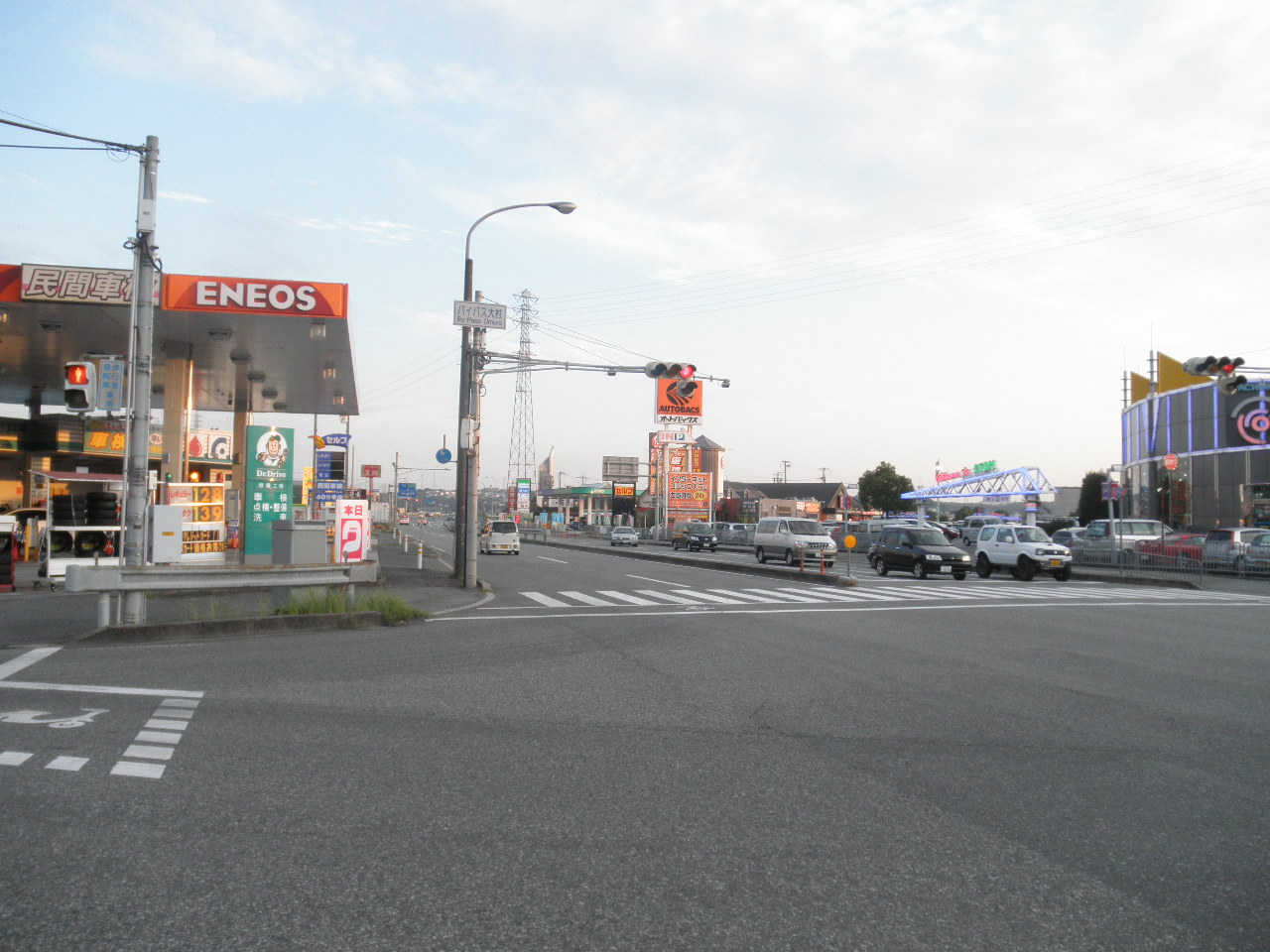
市内の郊外を縦断する国道175号
大村で撮影

- 国道427号（市内では175号と重複している。）
- 国道428号（吉川ICが終点）

#### 主要地方道

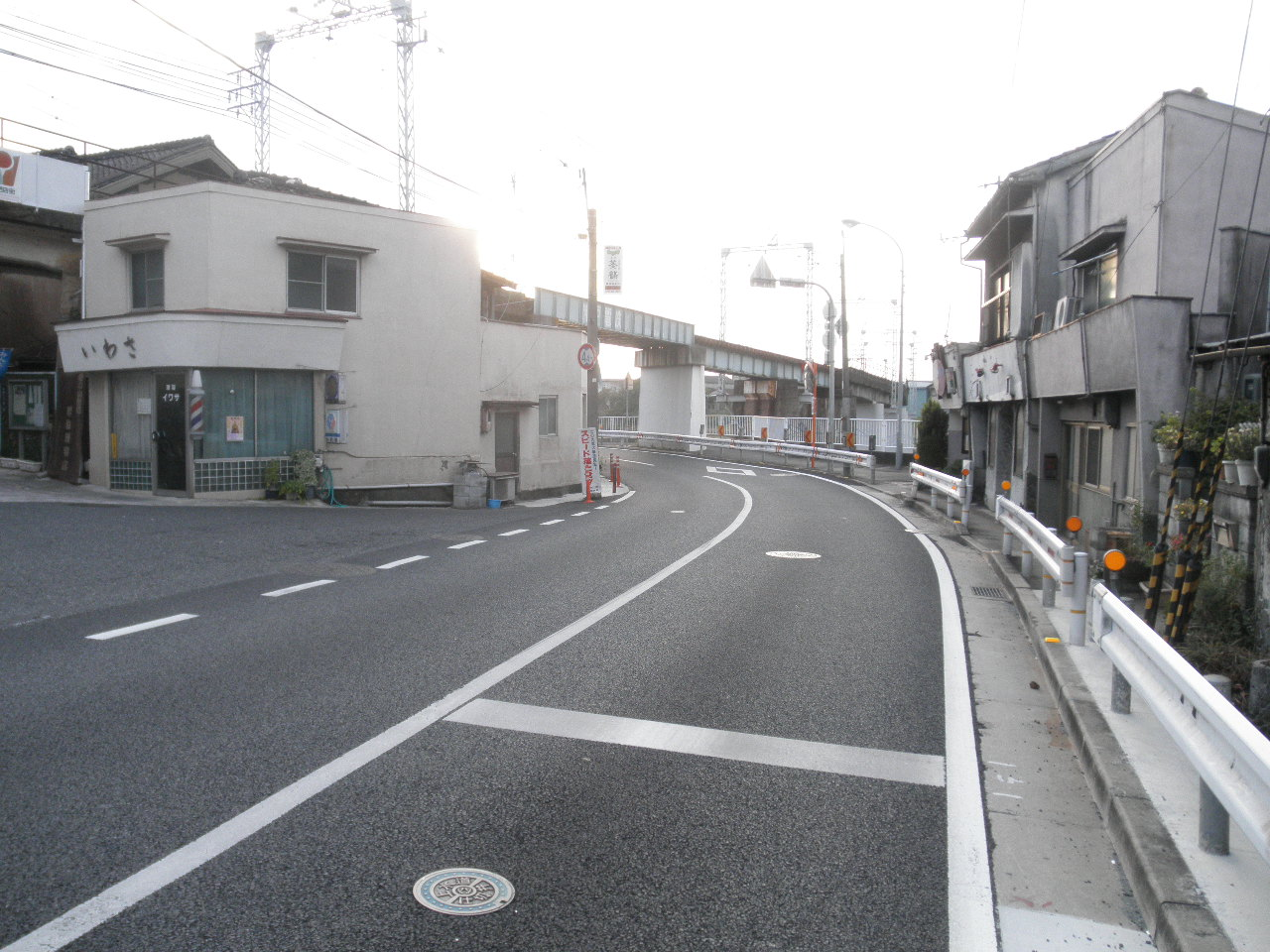
市内の中心部と吉川地区を縦断する兵庫県道20号加古川三田線
上の丸町で撮影

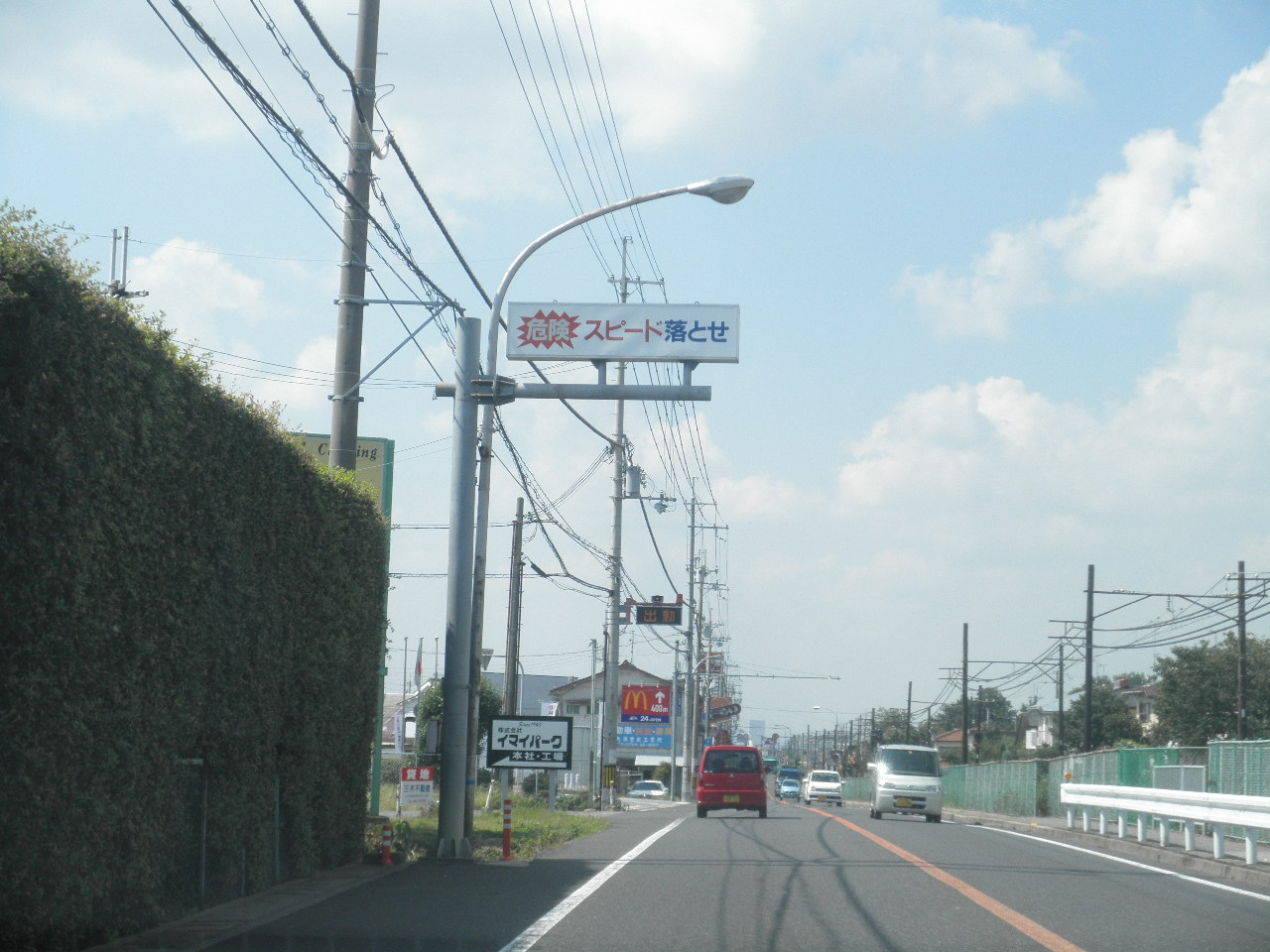
市内の中心部と新興住宅地を結ぶ兵庫道22号神戸三木線
志染町中自由が丘2丁目で撮影

- 兵庫県道17号西脇三田線
- 兵庫県道18号加古川小野線
- 兵庫県道20号加古川三田線
  - 本町バイパス
- 兵庫県道22号神戸三木線
- 兵庫県道23号三木宍粟線
- 兵庫県道38号三木三田線
  - 志染バイパス
- 兵庫県道83号平野三木線
- 兵庫県道85号神戸加東線

#### 一般県道
- 兵庫県道144号西脇口吉川神戸線
- 兵庫県道311号上鴨川木津線
- 兵庫県道313号平木東条線
- 兵庫県道314号大川瀬吉川線
- 兵庫県道315号下相野東条線
- 兵庫県道316号広野東条線
- 兵庫県道354号淡河吉川線
- 兵庫県道355号楠原三木線
- 兵庫県道356号上荒川三田線
- 兵庫県道360号正法寺三木停車場線
- 兵庫県道506号市野瀬有馬線
- 兵庫県道510号万勝寺久留美線
- 兵庫県道512号新田大沢線
- 兵庫県道513号三木環状線
- 兵庫県道514号志染土山線
- 兵庫県道719号三田西インター吉川線

#### 道の駅
- みき
- よかわ

## 名所・旧跡・観光スポット

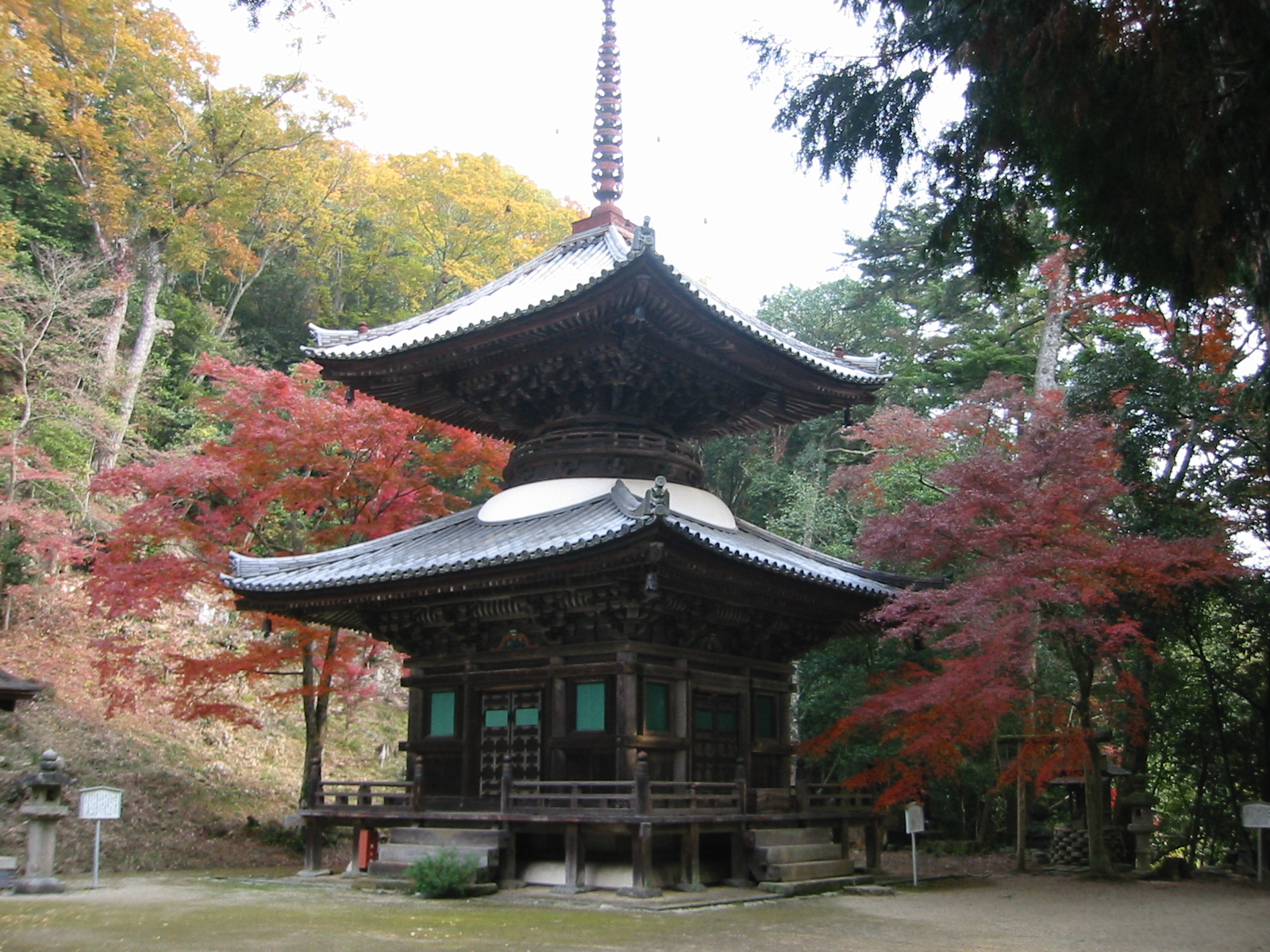
伽耶院

広報みき2005年11月号を参照

### 寺社・神社

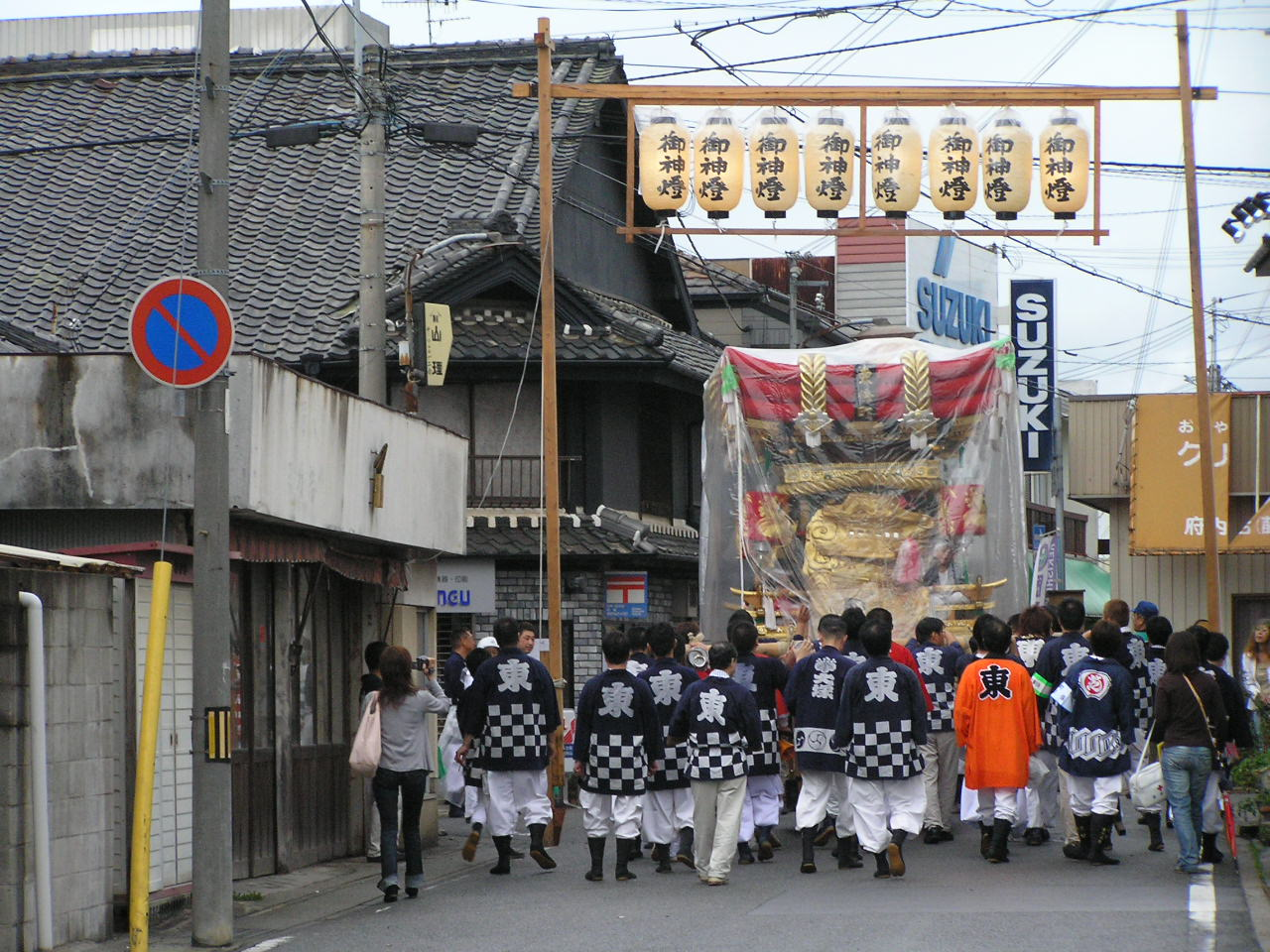
岩壺神社秋祭り

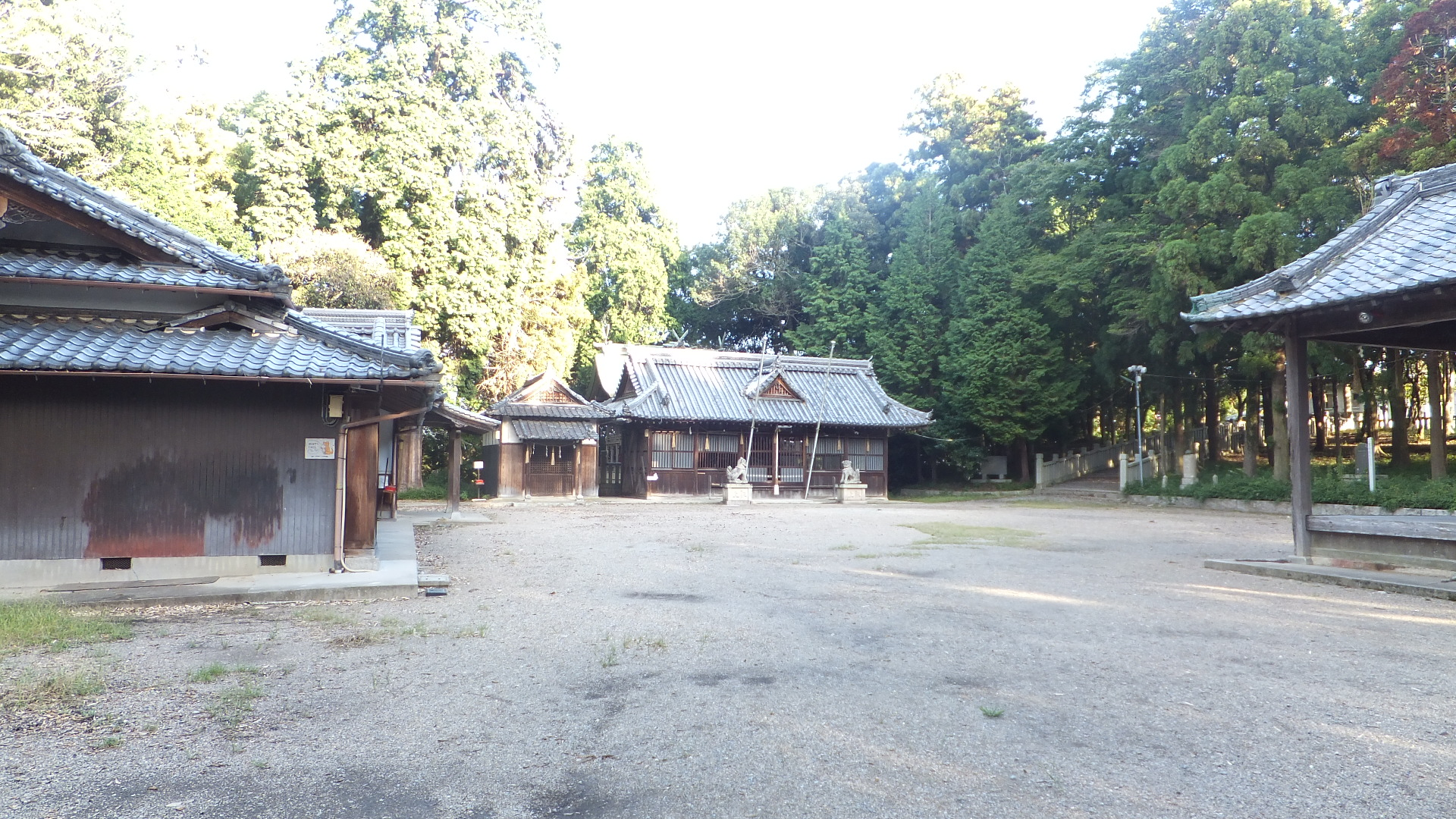
岩壺神社
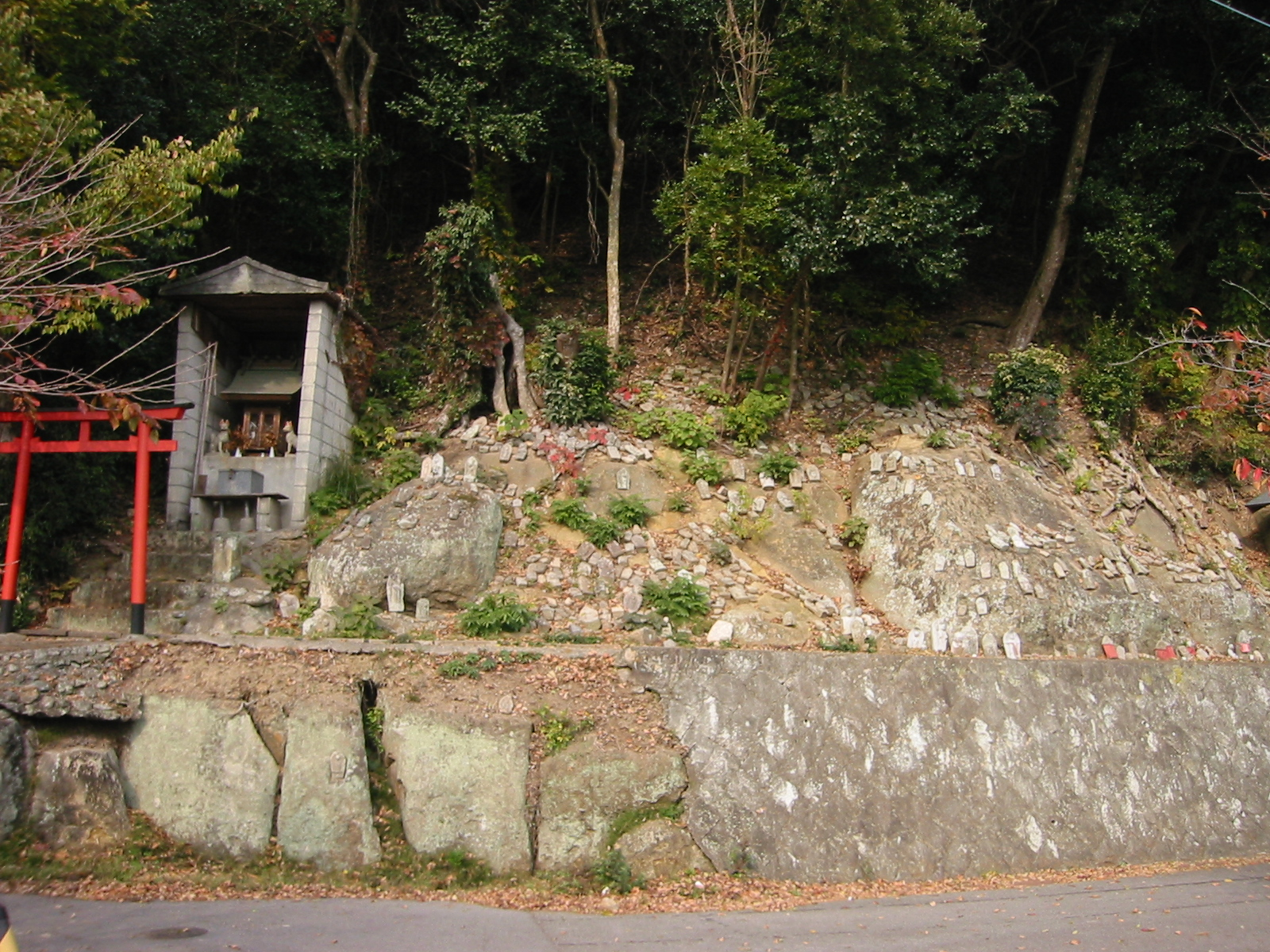
千体地蔵

- 天津神社 - 奉納相撲
- 稲荷神社（聖天さん）
- 若宮神社 - ヤホー神事
- 新宮神社 - 浦安の舞
- 細田神社 - 神幸祭
- 蓮花寺
- 慈眼寺
- 大宮八幡宮 - 三木の秋祭り
- 岩壺神社 - 三木の秋祭り
- 金物神社
- 千体地蔵
- 朝日神社 - 播州のおやさま井出クニ

- 岩壺神社
- 千体地蔵

### 寺院

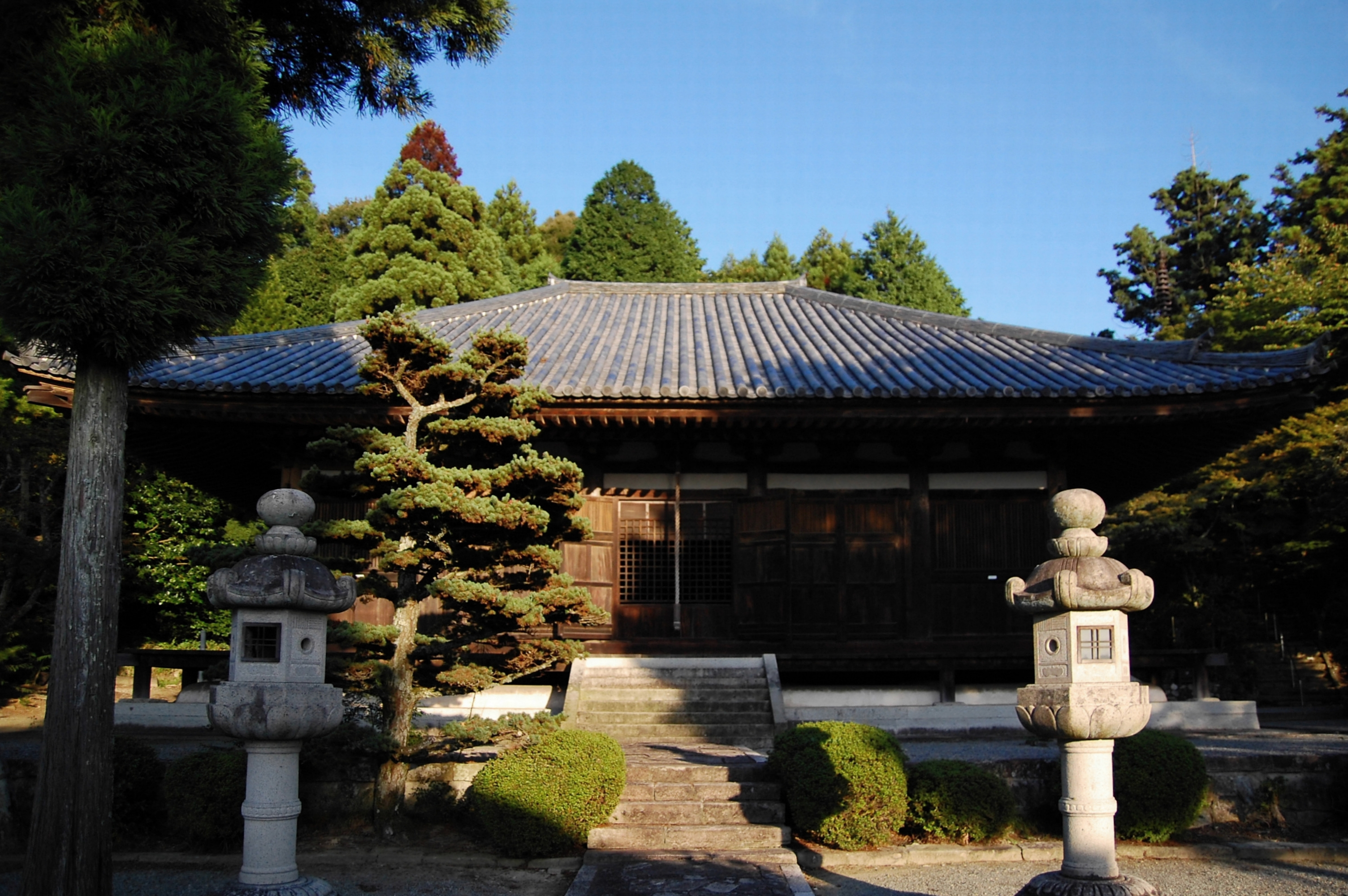
東光寺

- 伽耶院 - 新西国三十三箇所観音霊場第26番。伝承によれば大化年間（7世紀半ごろ）、法道仙人が毘沙門天のお告げによって創建したという[94]。
- 東光寺 - 行基の草創と伝えられ、本堂は室町時代中期の建立で国の重要文化財に指定されている。[94]
- 歓喜院聖天堂
- 法界寺 - 別所家霊廟 三木合戦絵解き（4月17日）

### 史跡・文化財

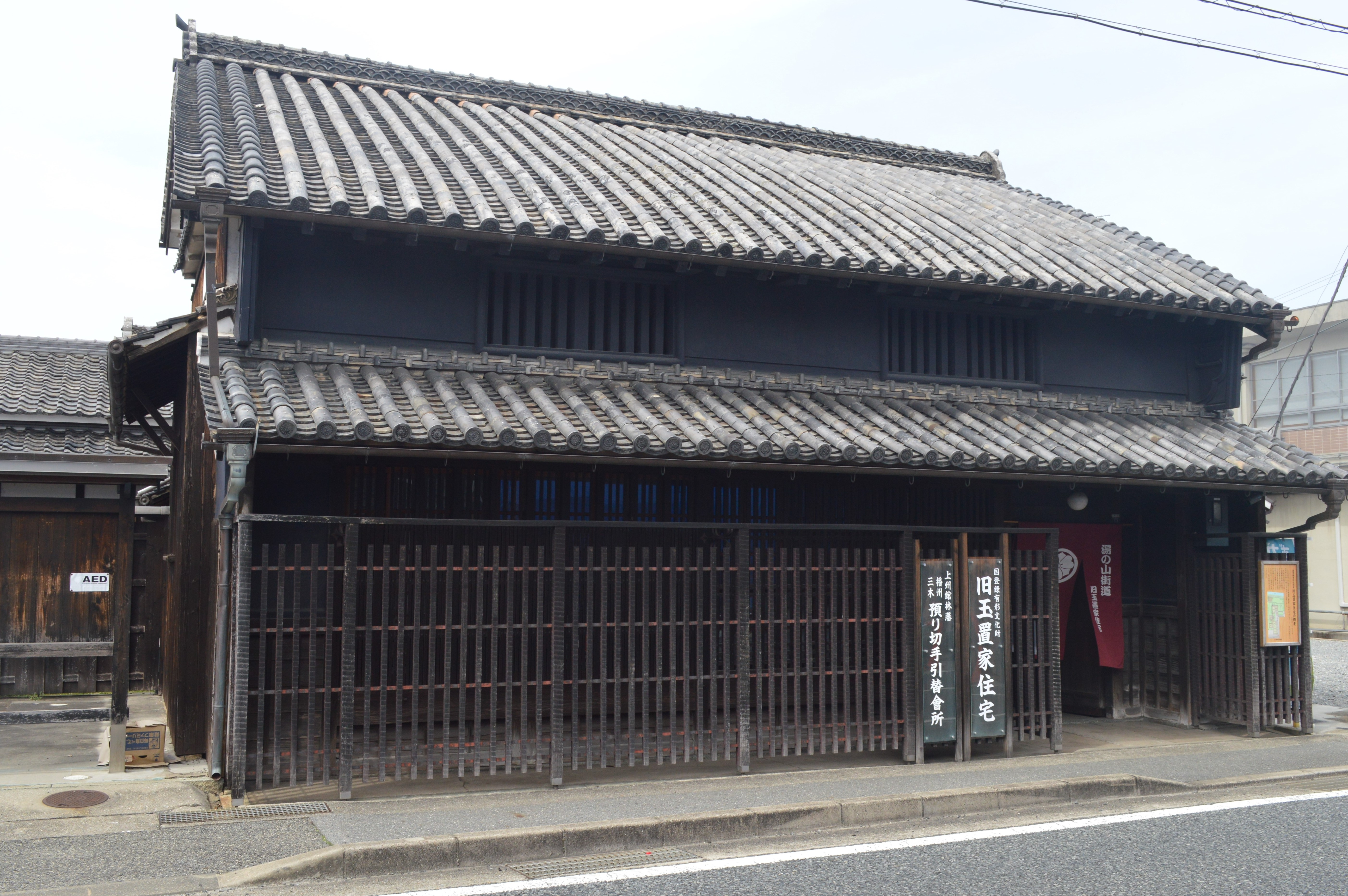
旧玉置家住宅

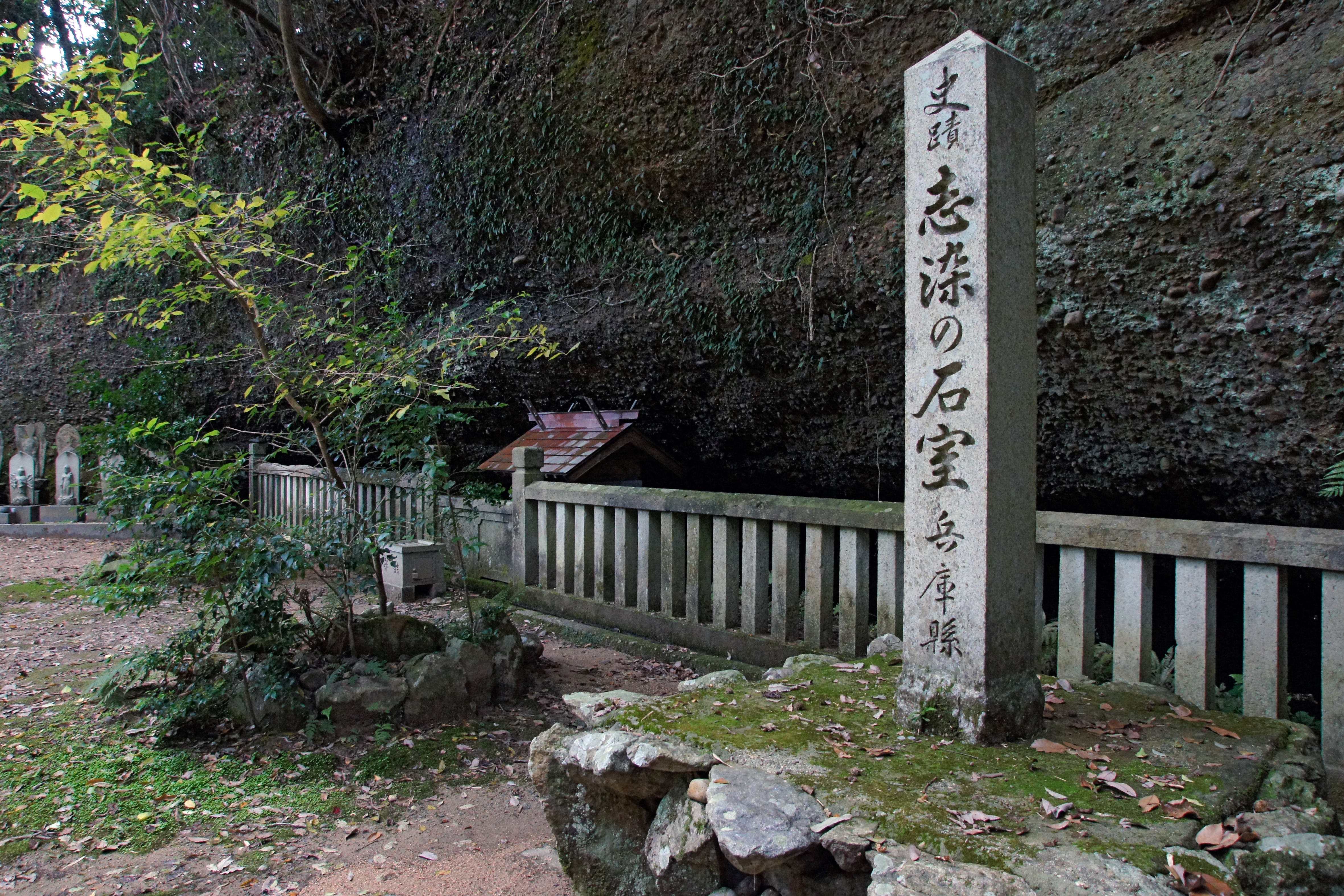
志染の石室（窟屋の金水）

- 旧小河家別邸 - 敷地内11件の建造物が国の登録有形文化財
- 旧玉置家住宅 - 登録有形文化財。主屋は1826年（文政9年）竣工。切手札（現在の紙幣・小切手・賞品券にあたる）を金銀と交換する切手会所として開設[94]。
- 竹中半兵衛の墓所
- 谷大膳（谷衛友の父）の墓所
- 御坂サイフォン橋（淡河川疏水）
- 黒滝（美嚢川）
- 正法寺古墳公園
- 湯の山街道とその周辺の街並み
- 愛宕山古墳
- 志染の石室（窟屋の金水）

### 博物館・美術館・資料館
- 三木市立金物資料館
- 三木市立堀光美術館
- みき歴史資料館

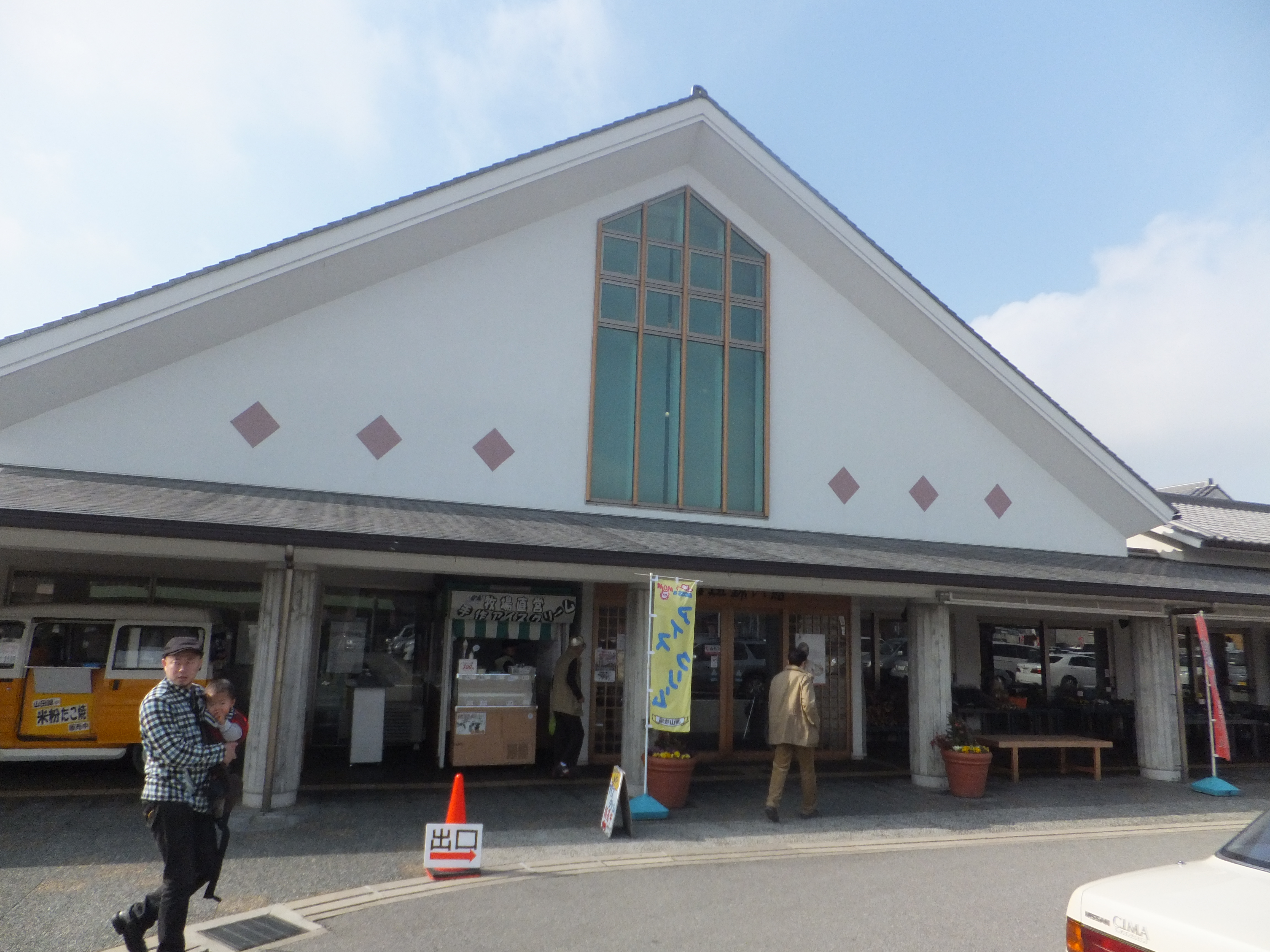
山田錦の館

- 山田錦の館

### 自然・公園
- 兵庫県立三木山森林公園
- 兵庫県立三木防災公園
- 三木山総合公園
- 黒滝（美嚢川）
- 三木ホースランドパーク
- NESTA RESORT KOBE（ネスタリゾート神戸） - 大自然の冒険テーマパーク -
- 増田ふるさと公園

### その他

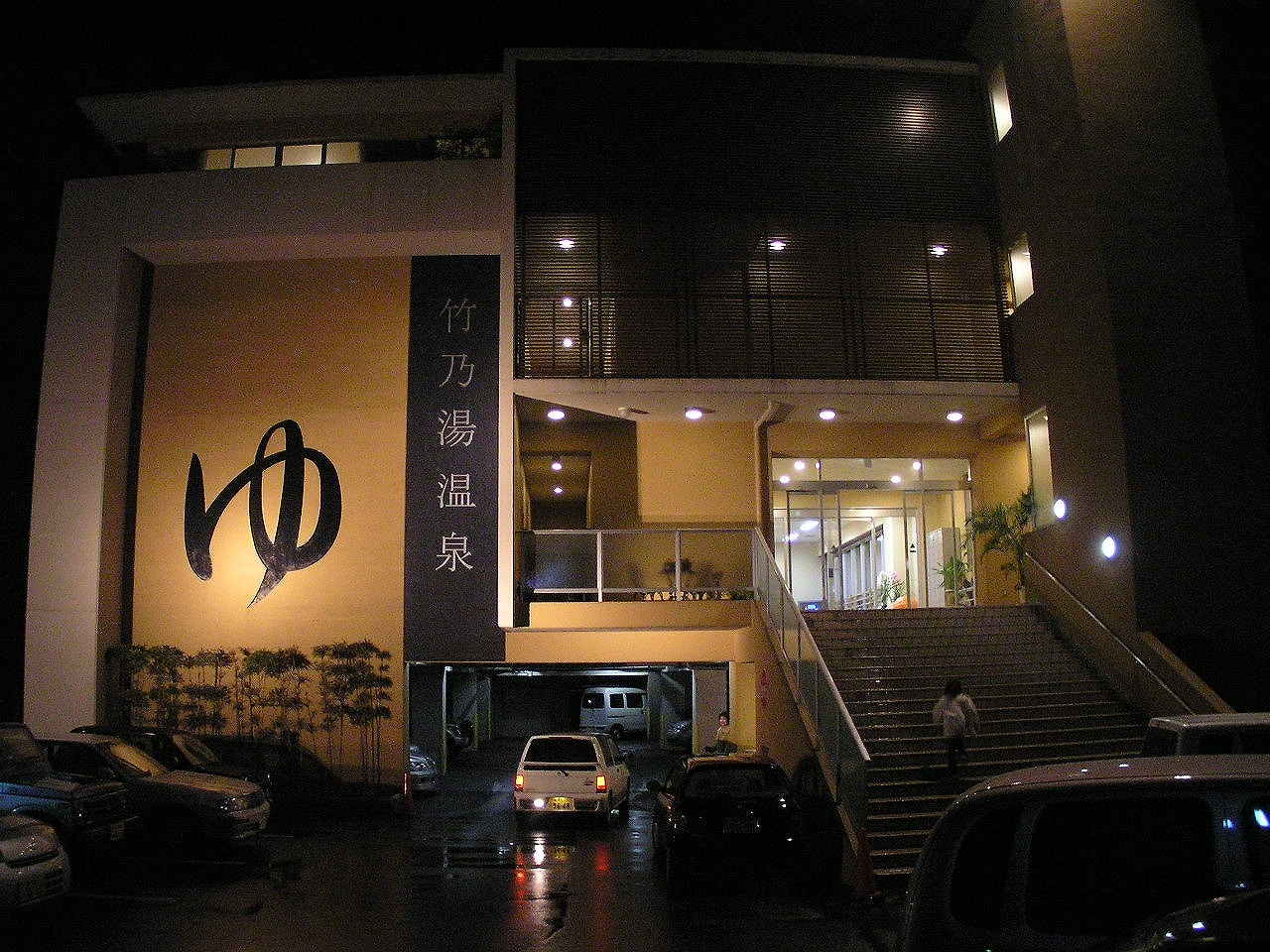
竹の湯温泉

- 道の駅みき
- 広野ゴルフ倶楽部
- JGAゴルフミュージアム
- 観光ぶどう園 - 
  - 長谷観光ぶどう園
  - 三木平井山観光ぶどう園
  - みづほ観光ぶどう園
  - 里脇観光ぶどう園
- 吉川温泉「よかたん」
- 竹の湯温泉
- 三木城跡

## 祭事・催事
神社・寺院に関わるものは当該セクションにて併記している。

### 春季・秋季
- 山田錦まつり
- みっきいふれあいマラソン
- 別所公春まつり
- みきマルシェ

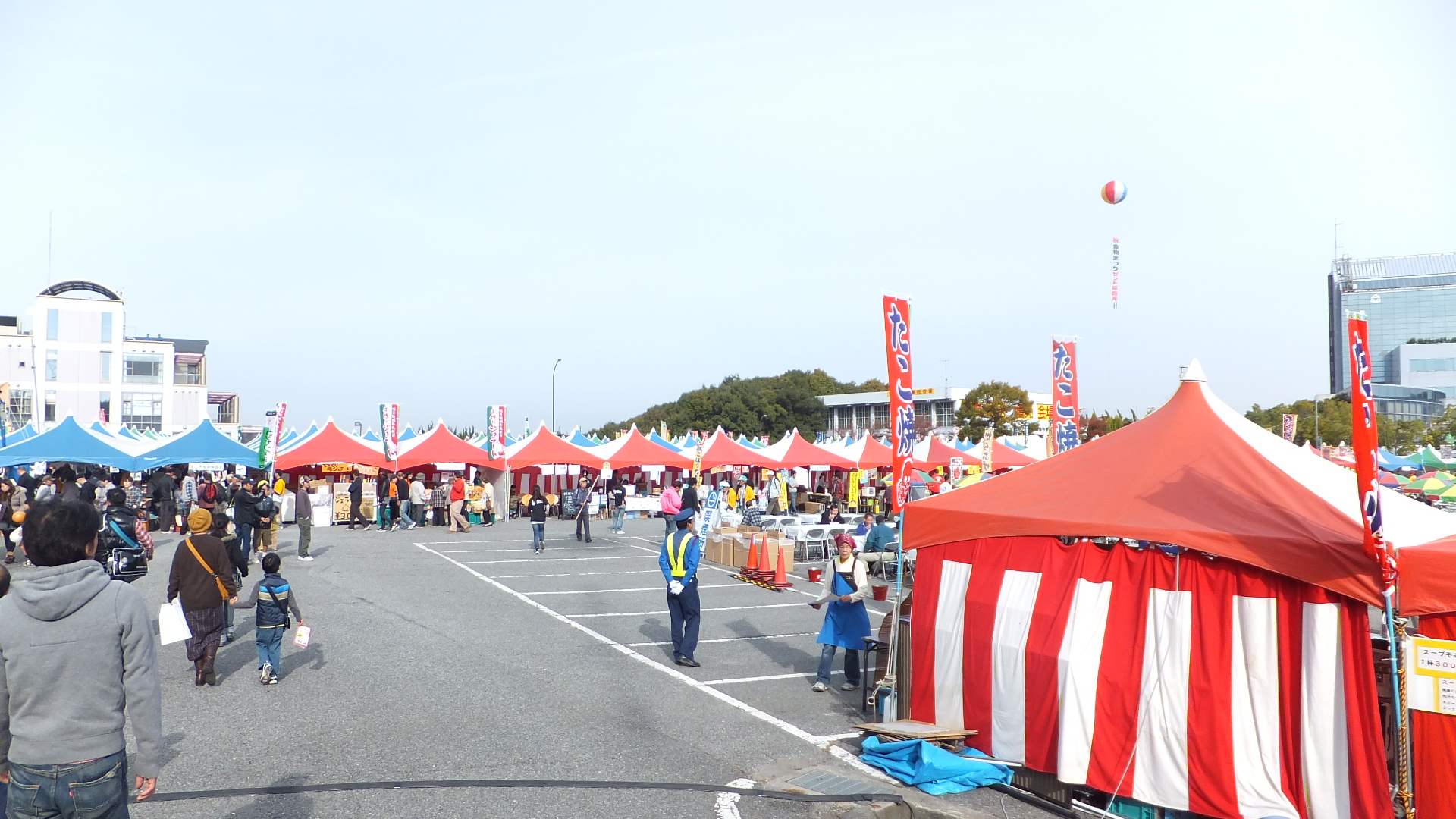
三木金物まつり
- みなぎの書道展

- 三木金物まつり

### 夏季・冬季
- みっきぃ夏まつり花火大会
- 三木さんさんまつり
- 三木げんきまつり
- 三木市民大盆踊り大会

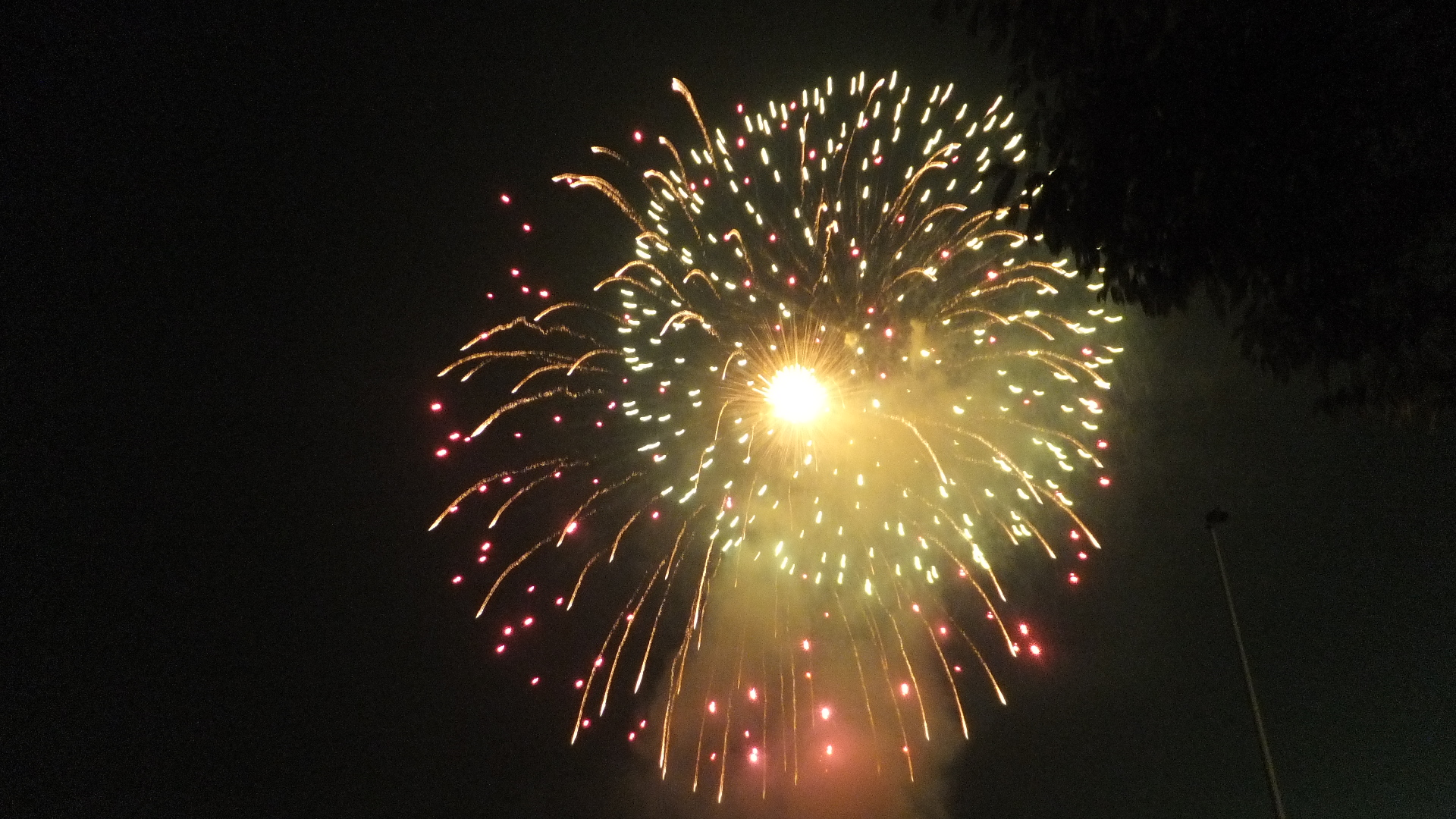
みっきぃ夏祭り花火大会
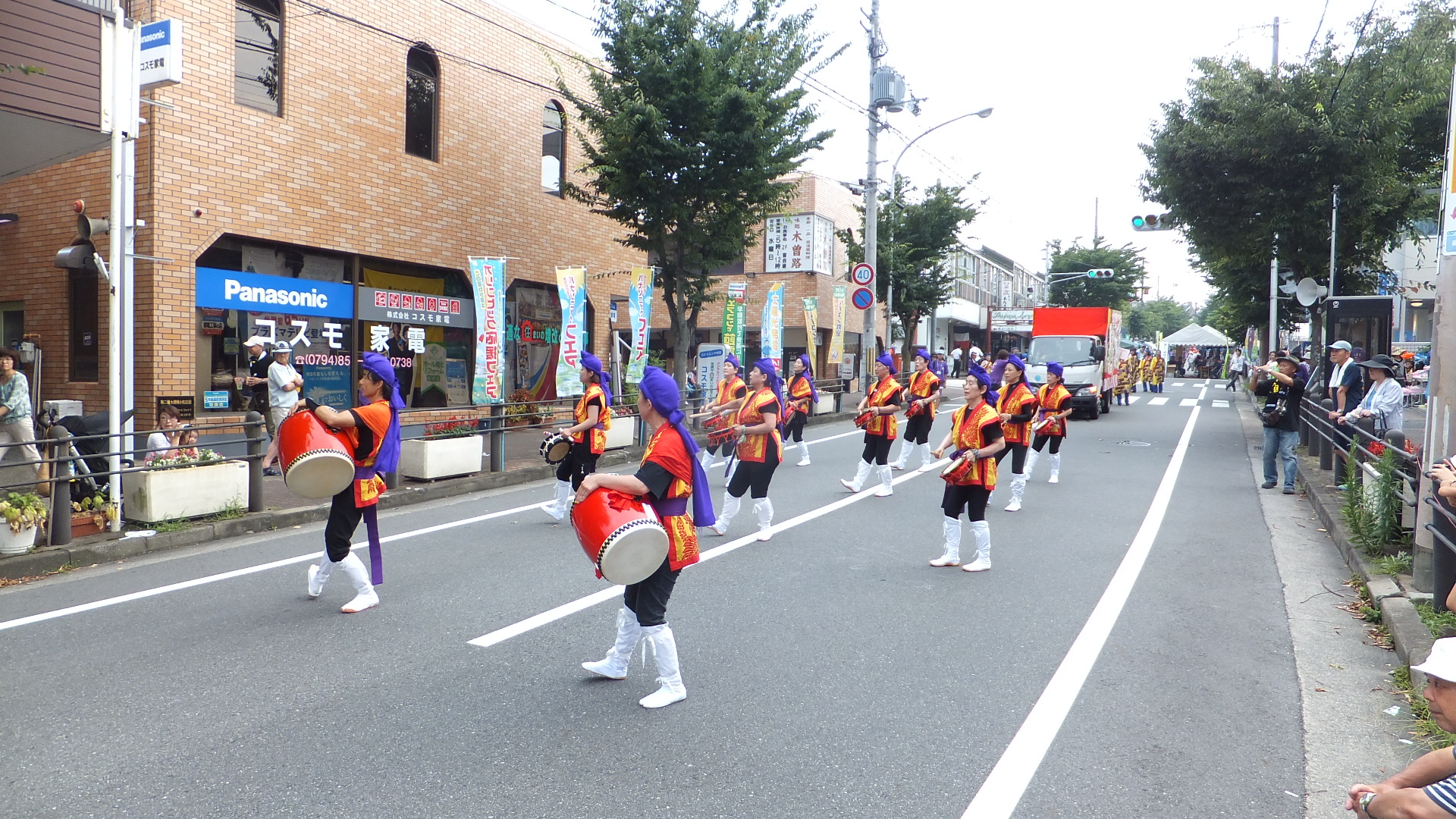
三木さんさんまつり

## 都市計画

### ニュータウン

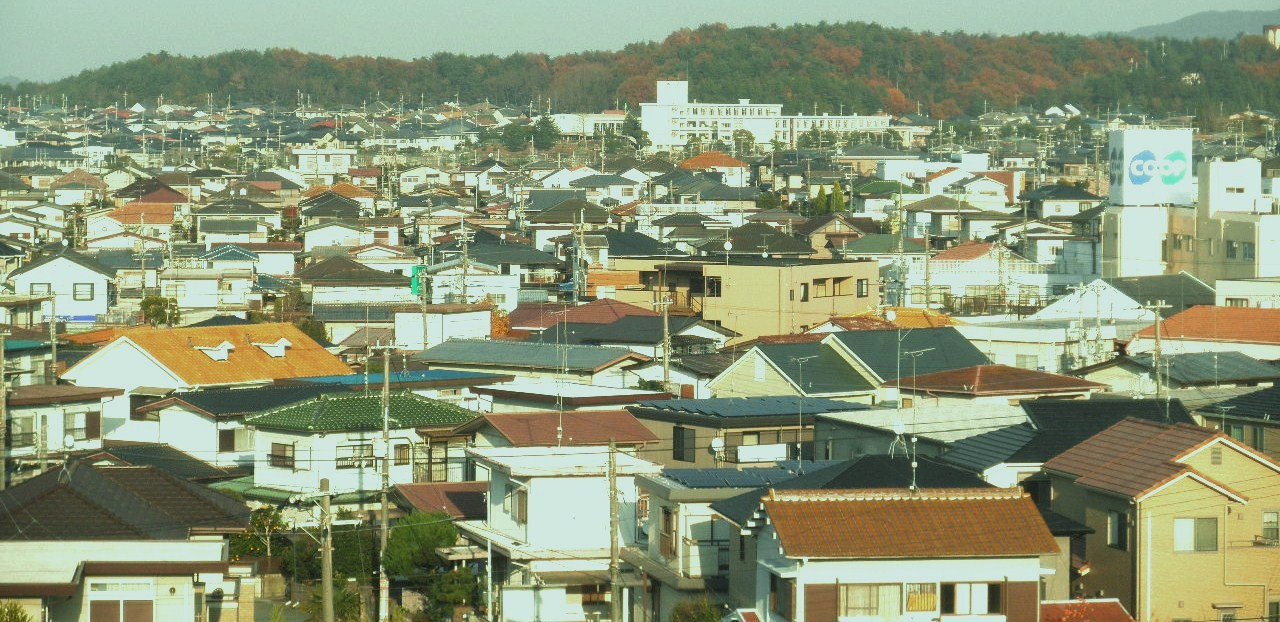
開発された住宅地
緑が丘町中1丁目で撮影

阪神地区のニュータウンとして志染町広野にある神戸電鉄粟生線沿線の北側の山林を中心に大規模な宅地開発が始まり、1966年7月に自由が丘を皮切りに開発が許可され、1970年頃から緑が丘町・青山も大和ハウス工業によって開発が進んだ。現在では市の全人口の約4割が、以下の地域の住民である。市はゆとりのある街並みの形成と人口急増の抑制をはかるため、1973年より、第一種・二種低層住居専用地域において宅地一区画の最低面積を165m2に制定していた。県内では芦屋市に次ぐ厳しい基準であったため、ニュータウン地域は大型の一戸建てが閑静に立ち並ぶ住宅街となった。しかし近年、同地域での少子高齢化が目立っていることから、市は若い世代の転入者を増加させるため、2005年より最低面積を130m2に引き下げた。
- 緑が丘
- 青山
- 自由が丘
- さつき台
- みなぎ台

#### ニュータウンの変遷
- 1971年4月1日 - 緑が丘町が街開きされた[54]。
- 1984年9月29日 - 青山が街開きされた[54]。

### 進行中の計画

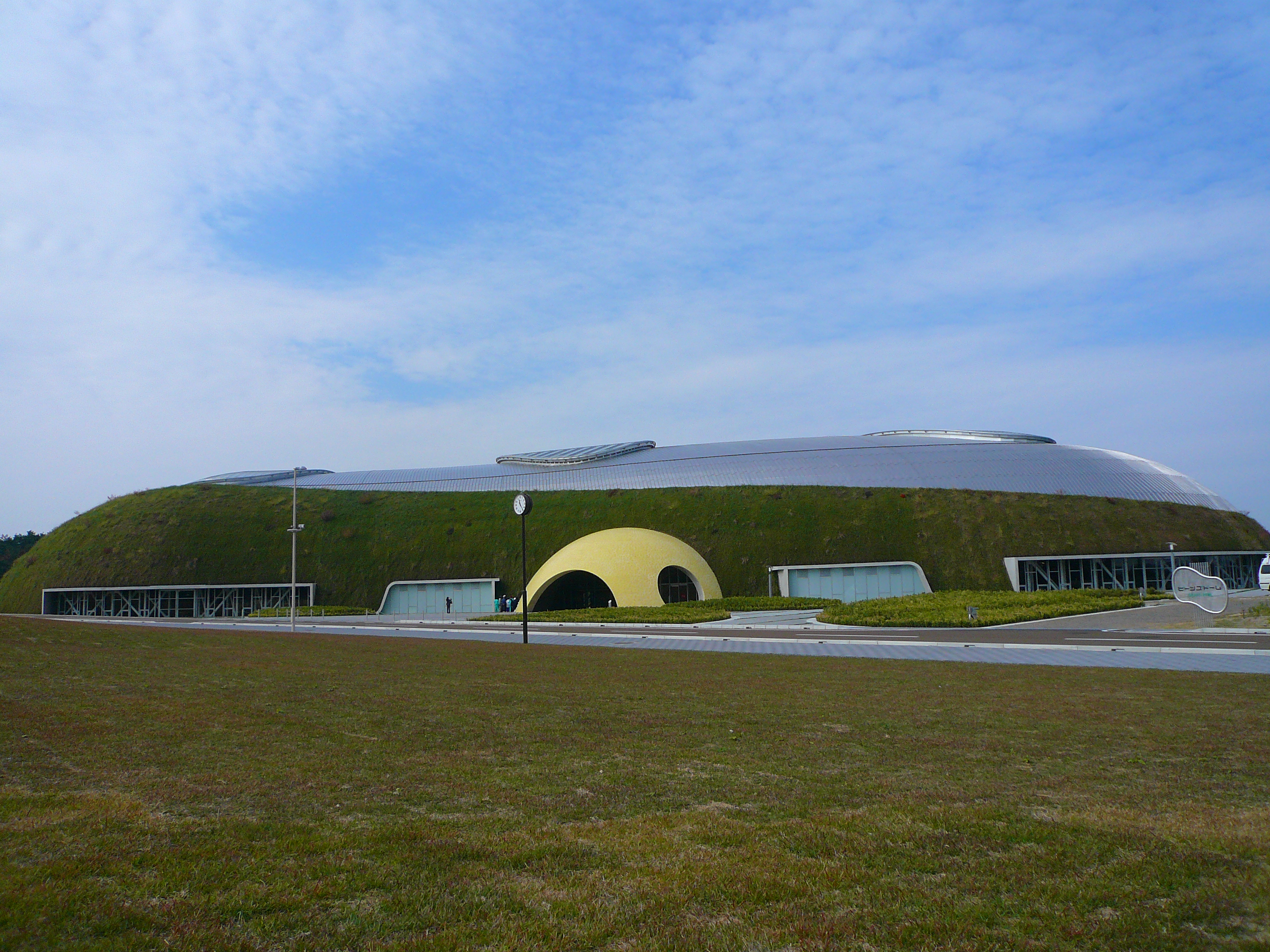
ビーンズドーム

- 三木総合防災公園

阪神・淡路大震災を教訓に整備された都市公園。隣接する兵庫県広域防災センターと共に、兵庫県の広域防災拠点の中核的な役割を担っている。兵庫県広域防災センターには、兵庫県消防学校、緊急消防援助隊広域訓練施設、独立行政法人防災科学技術研究所による実大三次元震動破壊実験施設（E-ディフェンス）が整備されており、このうちE-ディフェンスは地震を人工的に再現し、建物の破壊や補強設計の実証実験を「実物大」で行うことができる世界最大の加震実験施設である。
- ビーンズドーム - 屋内テニス場。既製立体トラスを使用したドームとしては日本最大。ドーム内にハードコートが9面あり、国際大会に対応。災害時は、応急活動要員の宿泊や救援物資の集積に使われる。なお、2008年12月から2012年3月までの命名権スポンサーにブルボンが決定し、その期間の名称は「ブルボン　ビーンズドーム」となる。その後2015年3月まで延長された。
- 陸上競技場 - 日本陸連公認第1種競技場、屋根付メインスタンドの収容観客約20,000人、災害時の備蓄倉庫を兼ねる。
- 第2陸上競技場 - 日本陸連公認第3種競技場
- 野球場
- 球技場 - サッカーコート3面（天然芝2面、人工芝1面）

- ひょうご情報公園都市

兵庫県企業庁が主体となり、山陽自動車道三木東ICから、同三木JCTにかけての約390haの丘陵地に、情報関連・流通関連・ものづくり関連の企業を集積させ、新たな情報や産業の拠点として計画された都市開発事業である。
- 三木歴史・美術の杜構想

三木城跡や平井山本陣跡などの城跡一帯をフィールドミュージアム（博物館群）に見立てた整備を行うとともに、複数の博物館を設置する構想である。同地域の一体的整備とともに、国の文化財指定などの保護と歴史の継承および当市の活性化を目的としている。2010年1月に市長の薮本吉秀が構想を発表した後、史跡の保存などについては2012年度から翌年度にかけて構想を策定している。また、新たに設置する三木歴史資料館（仮称）については、予定地にある三木市立図書館を移転のうえ、2015年度に建設するとしている。

### 特色

#### 緑と公園の多い街
三木市は緑が多く、それを生かした公園やレジャー施設が市街地から比較的近いところに多数存在し、1人あたりの都市公園の面積は20.08m2とかなり多くなっている。週末に市民が利用するほか、観光の拠点としても重要な位置を占めている。以下に代表的なものを挙げる。
- 兵庫県立三木総合防災公園
- 兵庫県立三木山森林公園
- 三木山総合公園
- NESTA RESORT KOBE（ネスタリゾート神戸） - 旧「グリーンピア三木」
- 三木ホースランドパーク

#### スポーツ観光都市
2007年に国土交通省の近畿運輸局が実施した観光まちづくりコンサルティング事業で市域が重点地域に選定され、京阪神の住民を主な顧客と想定した「スポーツ観光都市」を目指すことが提言された。同市には多くのスポーツ施設があり、2008年の開催に向けて招致活動を行っていた大阪オリンピックにおいては、総合馬術（三木ホースランドパーク）およびマウンテンバイク（兵庫県立三木山森林公園）において市内の施設で協議を実施する計画がなされていた。この他、既製立体トラスを使用したドームとしては日本最大の屋内テニスコートであり、フェドカップが開催されたビーンズドームや、名門と謳われ、日本オープンを2度も開催した実績がある広野ゴルフ倶楽部を筆頭に、西日本では最多の市内に25ヵ所のゴルフ場が存在する。

## 三木市に関係のある有名人

### 出身
歴史上の人物（幕末までに生まれた人物）
- 大村由己 - 豊臣秀吉の祐筆、現在の三木市大村出身。
- 藤原惺窩 - 近世の儒学（朱子学）者、現在の三木市細川町出身。
- 別所長治 - 戦国大名。
- 行勝 - 木食僧。

文化・学術・芸能
- 前田ばっこー（瞬間メタル） - お笑い芸人
- 石川槙二（イアソン） - 元お笑い芸人。
- 今村泰二 - 動物学者、三木市吉川町出身。ミズダニ研究の世界的権威。
- 上田桑鳩 - 書家、三木市吉川町出身。
- 奥嶋ひろまさ - 漫画家。
- こまつ - お笑い芸人、作曲家、編曲家。
- 武田訓佳 - タレント
- 園田涼（ソノダバンド） - ピアニスト・キーボーディスト・作曲家・編曲家
- 玉岡かおる - 作家。
- 峯田大介 - 映画テレビ企画制作プロデューサー。
- 吉田安里 - モデル（元バレーボール選手）。
- 津田明日香 - ラジオ関西アナウンサー
- 大西洋平 - テレビ朝日アナウンサー。
- 川野武文 - 宮崎放送アナウンサー。
- 永井華子 - 元秋田朝日放送アナウンサー、NHK札幌放送局キャスター。
- 橋本莉奈 - 青森放送アナウンサー。
- 渡邊大門 - 歴史学者。株式会社歴史と文化の研究所代表取締役。大阪観光大学観光学研究所客員研究員。
- 横谷輝 - 評論家。
- 久保田康介 - 弁護士、YouTuber。
- 山田ルイ53世（髭男爵） - お笑い芸人。

政治家
- 宮本徹 - 政治家、衆議院議員
- 薮本吉秀 - 政治家、元三木市長。三木市志染町出身。

スポーツ選手
- 青田昇 - プロ野球選手
- 清水誉 - プロ野球選手
- 中村奨吾 - プロ野球選手
- 横谷彰将 - プロ野球選手
- 野間峻祥 - プロ野球選手
- 橘田恵 - 女子野球選手
- 香川勇気 - プロサッカー選手
- 坪井湧也 - プロサッカー選手
- 橘田規 - プロゴルファー
- 皇司 - 元力士、三木市福井出身。入間川部屋の部屋付き親方（年寄・若藤）。
- 大坪隆誠 - 陸上選手
- 永尾嘉章 - 車いす陸上競技選手
- 角野友基 - プロスノーボード選手
- 勝次 - キックボクサー
- 山本俊樹 - 重量挙げ選手

### 在住
- 中岡毅雄 - 俳人
- 勝丸桂二郎 - 実業家、富士通テン社長で、佐賀県唐津市の出身。
- 古川もとあき - 作曲家、ギタリスト。元々コナミ矩形波倶楽部のメンバー。

## 三木市に関係のある作品
- 阿仏尼
  - 十六夜日記
- 司馬遼太郎
  - 太閤記
  - 雑賀の舟鉄砲
  - 功名が辻
  - 播磨灘物語
- 玉岡かおる
  - 夢喰い魚のブルーグッドバイ
- 奥嶋ひろまさ
  - SHOUT!
- 弓月光
  - エリート狂走曲
- 天乃タカ
  - 誰がために鋼は鳴る